# Église Saint-Pierre-ès-Liens du Haut-Langoiran
Pour les articles homonymes, voir Église Saint-Pierre-ès-Liens.
L'église Saint-Pierre-ès-Liens est une église catholique  située dans la commune de Langoiran, dans le département de la Gironde, en France.

## Localisation
L'église se trouve sur la place principale de l'écart du Haut-Langoiran, au nord-est de la ville, accessible par la route départementale D240 qui mène vers l'est depuis le rond-point du stade Alain-Giresse ou, depuis le lieu-dit du Pied-du-Château (au sud-est de la ville, par la route départementale D10), vers le nord, par la route départementale D119.

## Historique
L'édifice, construit au Moyen Âge en style roman, porte le vocable de saint Pierre depuis au moins 1326. Le mur nord de la nef, le chœur et son portail, datent du XIe siècle. La nef, non voûtée, est de petit appareil avec des contreforts plats montant jusqu'au toit. les fenêtres, très haut placées, sont ébrasées en dedans, à ressaut en dehors. Le chevet, de neuf travées, est du XIIe siècle.
Le bas-côté était construit au sud en 1541 par le maître maçon Martial Rous, comme indique une inscription : « L'an de grâce 1541. A estée édifiée la présente chapelle par les gens de maître Martial Rous et par les habitants de Langoiran », sur l'un des piliers entre le bas-côté et la nef.
Deux pierres gravées sont conservées dans le mur occidental du bas-côté : l'une porte une inscription en caractères gothiques ayant trait à Saint Pey de Langoiran, datée « 1402 », et l'autre rappelle la construction de l'ancien clocher en 1604. Ce clocher, en forme de tour carrée surmontée d'un toit en pavillon et recouverte de tuiles plates, est bien visible sur le dessin de Henri Maignan.

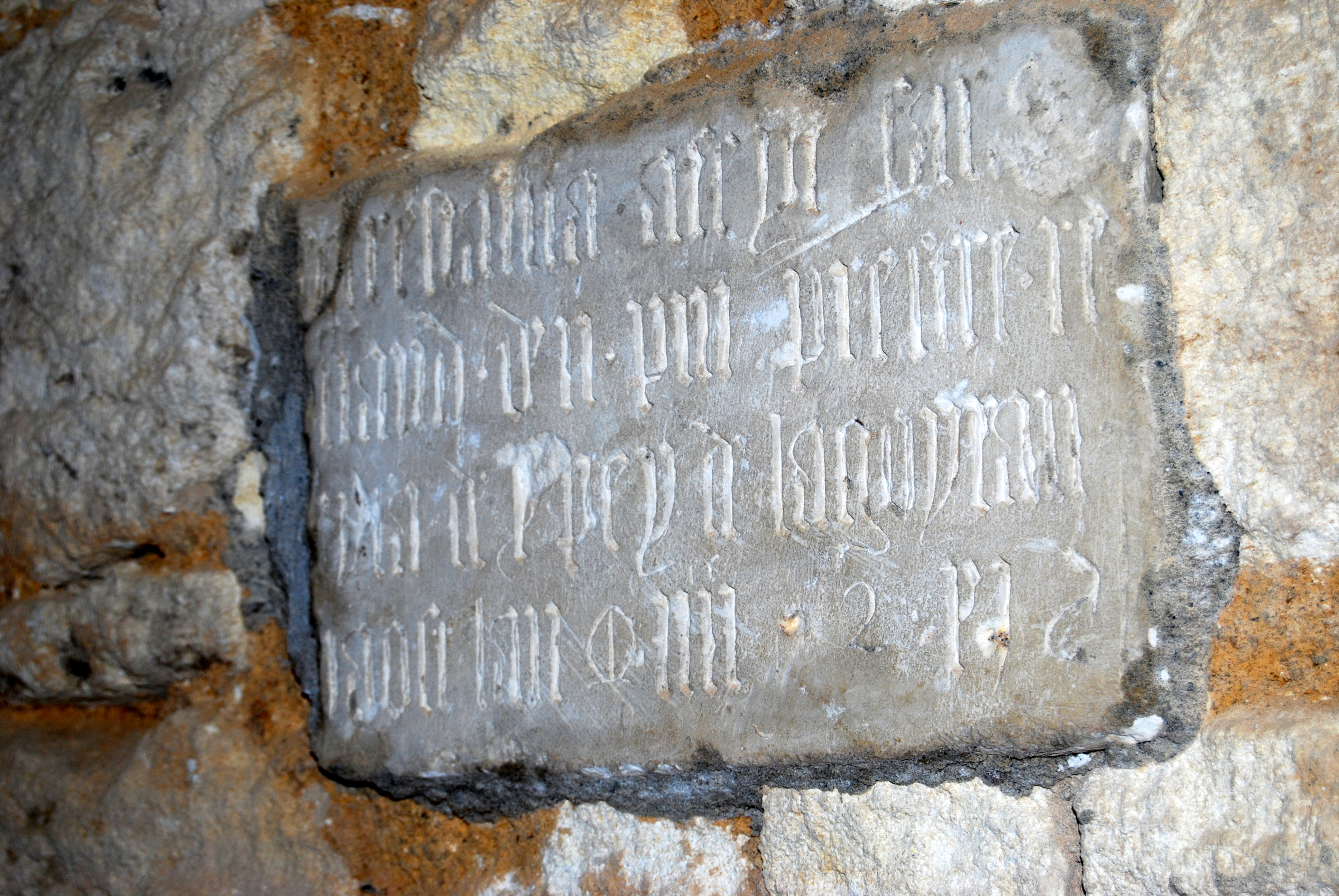
Inscription gothique, 1402
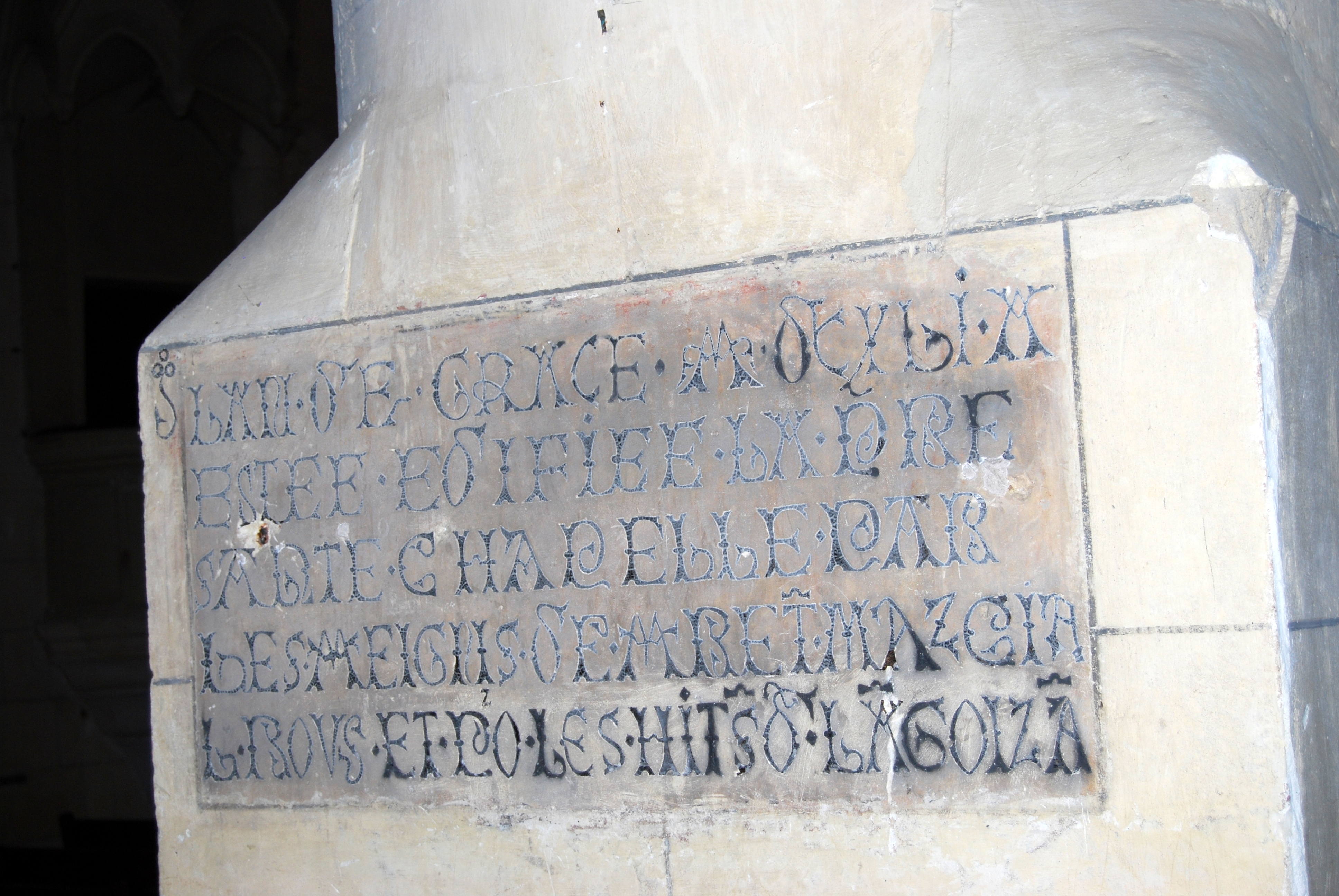
Construction du bas-côté, 1541
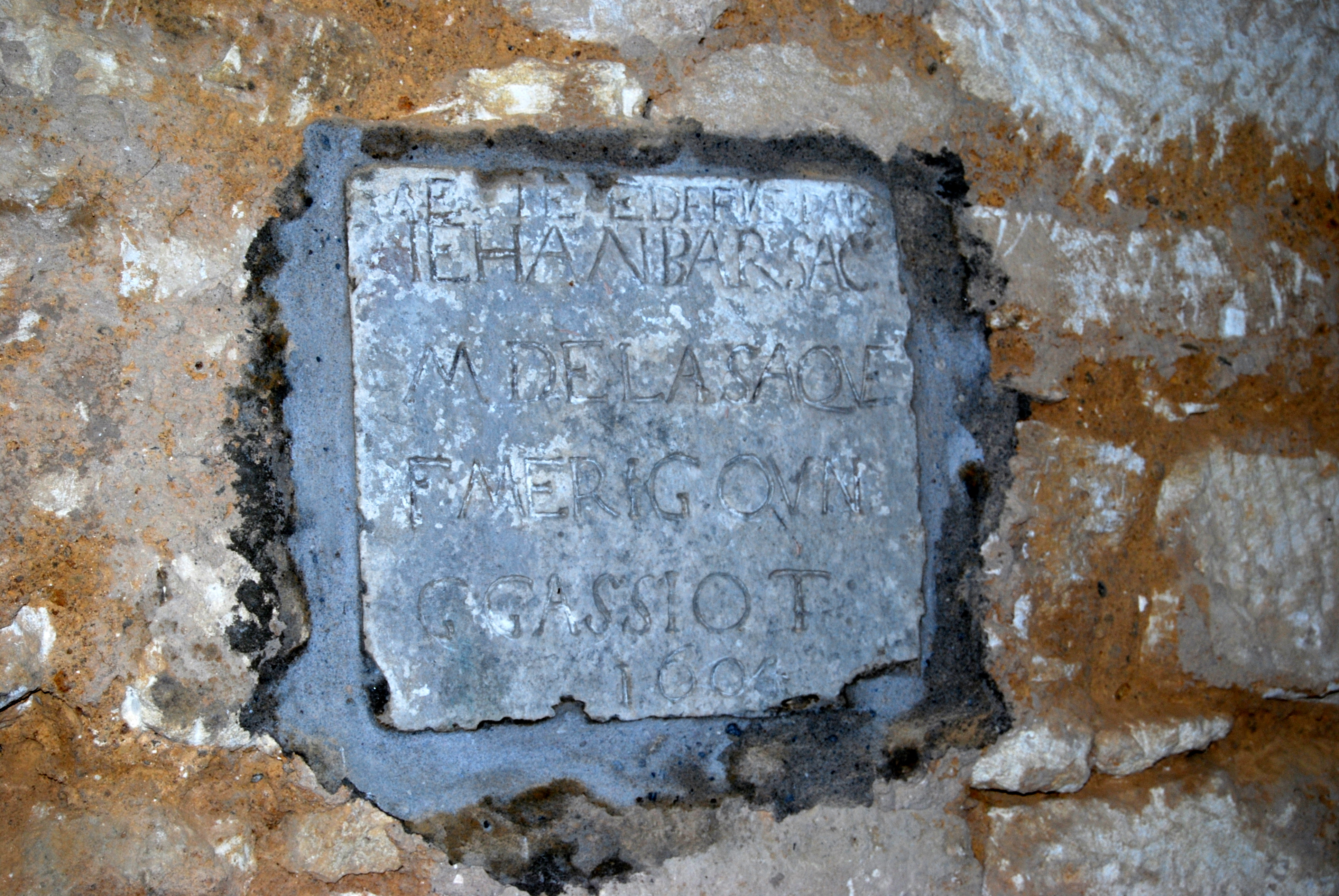
Construction de l'ancien clocher, 1604

En 1864, suivant les directives de l’archevêque de Bordeaux Mgr Donnet, qui voulait « moderniser » toutes les églises romanes de la Gironde avec du néogothique, l'architecte Paul Abadie a commencé la reconstruction de l'église.
L’édifice avait une rusticité hors d'âge, à en juger par le dessin d'Henri Maignan (1815-1900) qui date de 1846. On voit que l'édifice dissimulait son portail roman à trois voussures sous un auvent rustique appuyé contre le mur. Selon Brutails, Dubourg-Noves et Bougoux : « Dix-huit ans plus tard, en 1864, le vandalisme architectural de Paul Abadie, soutenu par les vanités archiépiscopales de Mgr Donnet, allait défigurer cette partie de l'église pour y implanter « une flèche prétentieuse » et une sacristie, à la suite de quoi, certains esprits avisés n'hésitèrent pas à dénoncer ces « embellissements désastreux ».

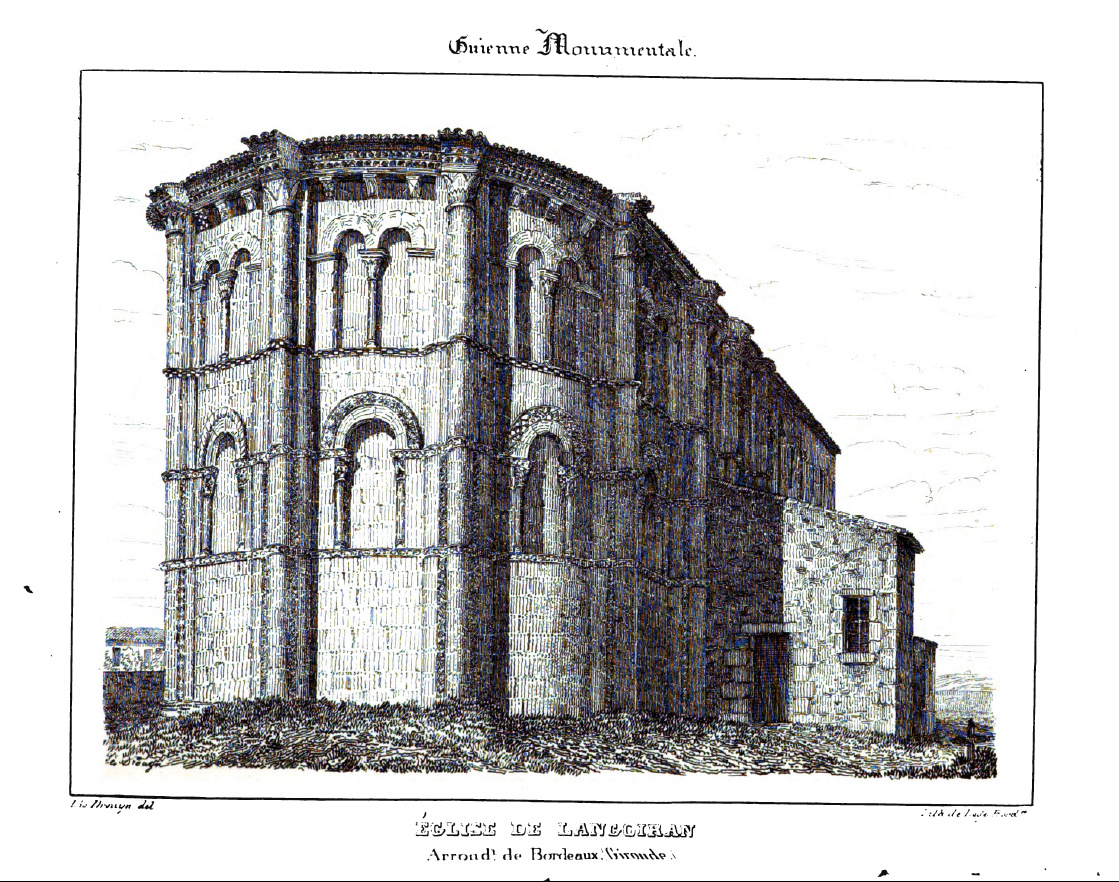
Le chevet en 1842.
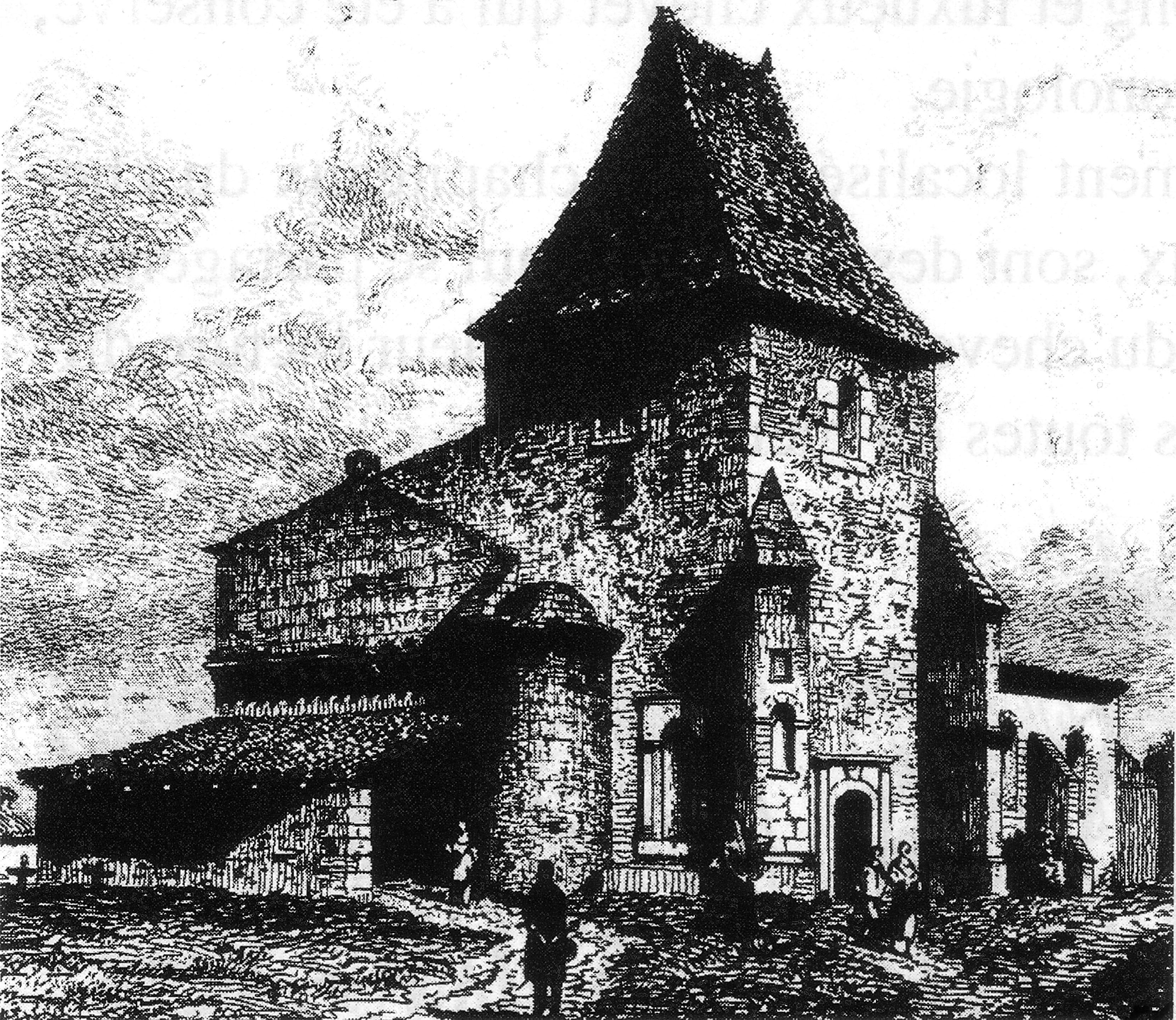
Gravure d'Henri Maignan (1846)
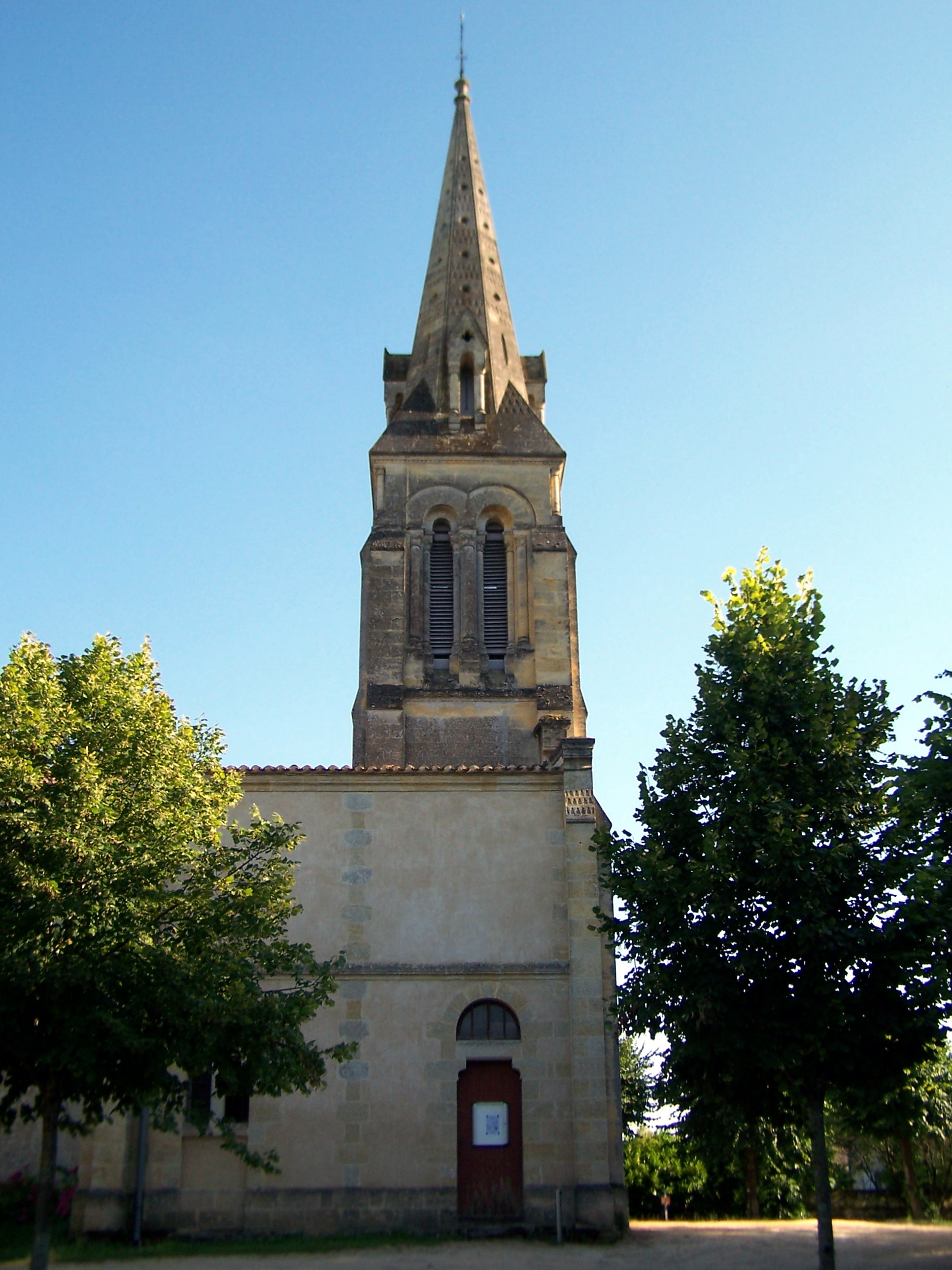
Vue latérale nord
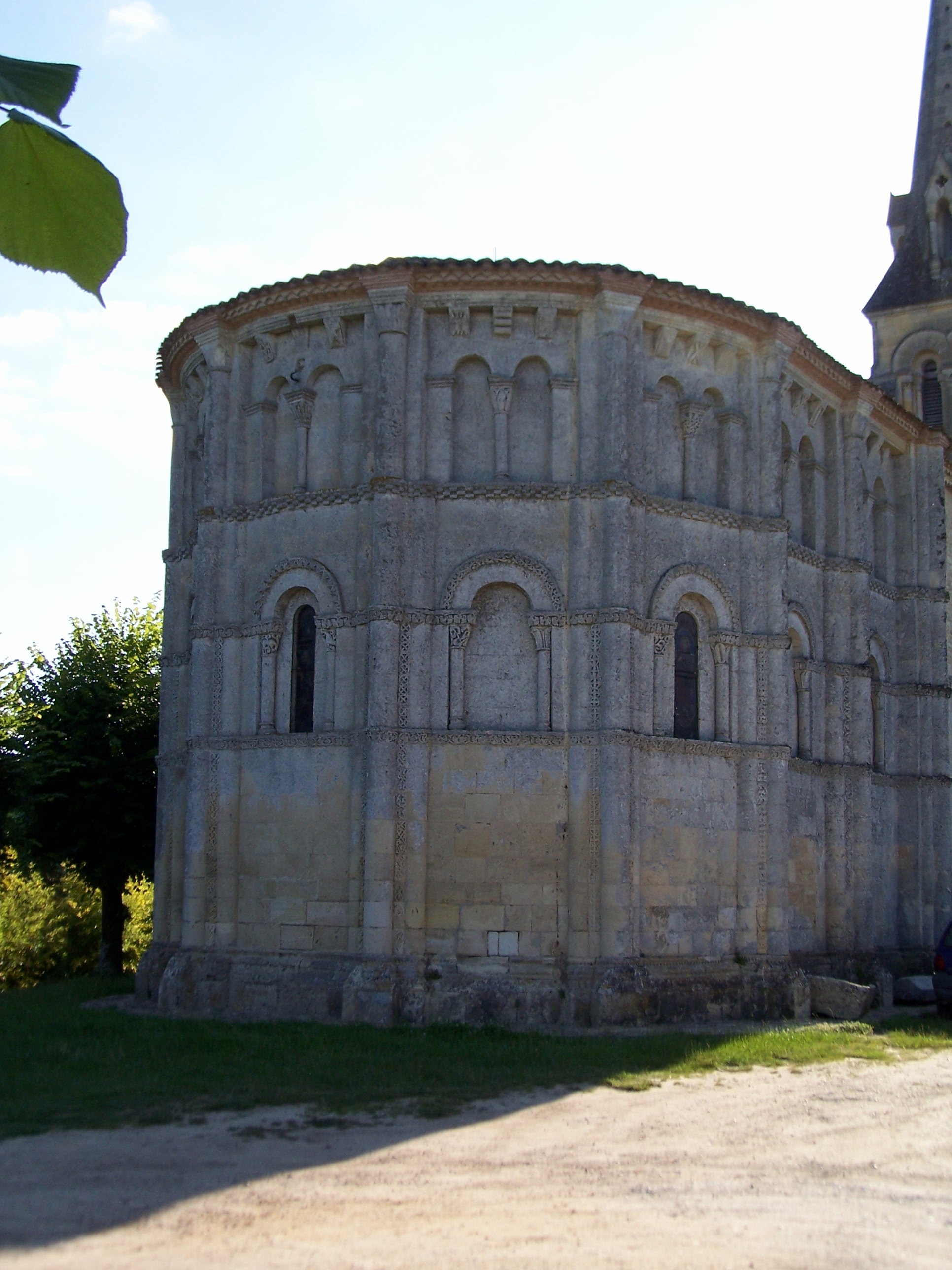
Le chevet à l'est
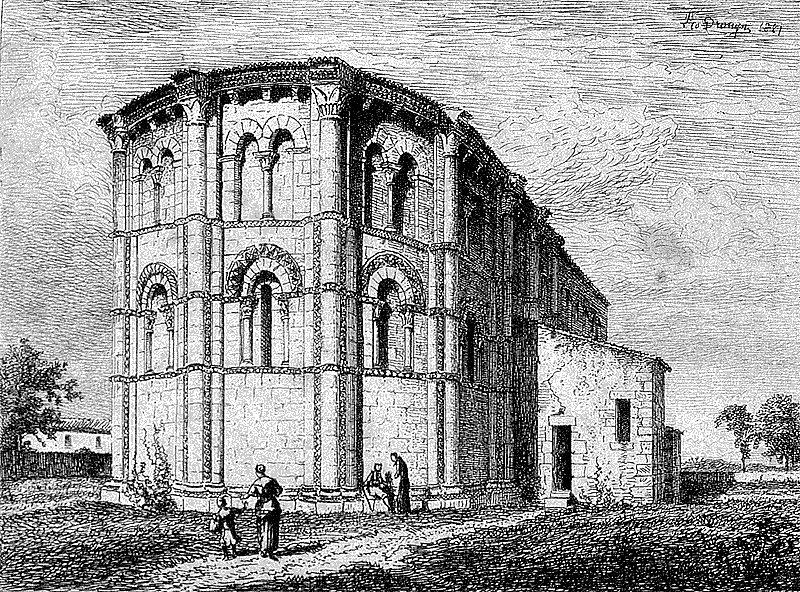
Dessin de Léo Drouyn (1881)

La croix de cimetière, qui date du début du XVIIIe siècle, était dressée dans l'ancien cimetière près de l'église. Après le déplacement du cimetière en 1868, la croix servit à indiquer l'entrée du chemin menant du Pied-du-Château à l'église. Le 12 juin 1976, la croix a été déplacée en bordure du chemin qui conduit au château de Langoiran.
Près de l'église, à l'emplacement de l'ancien cimetière, se trouve une croix en fer forgé.

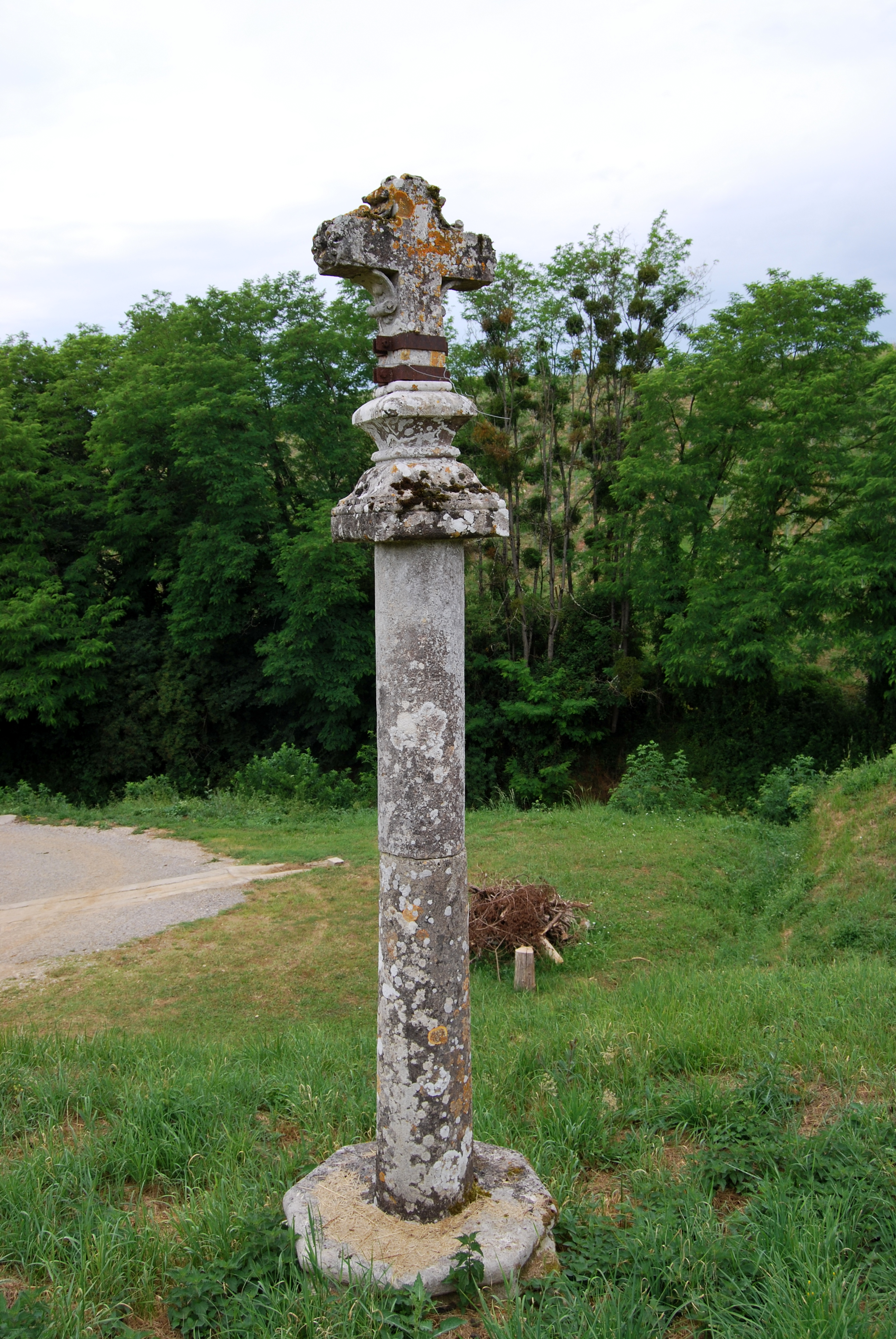
Croix de cimetière
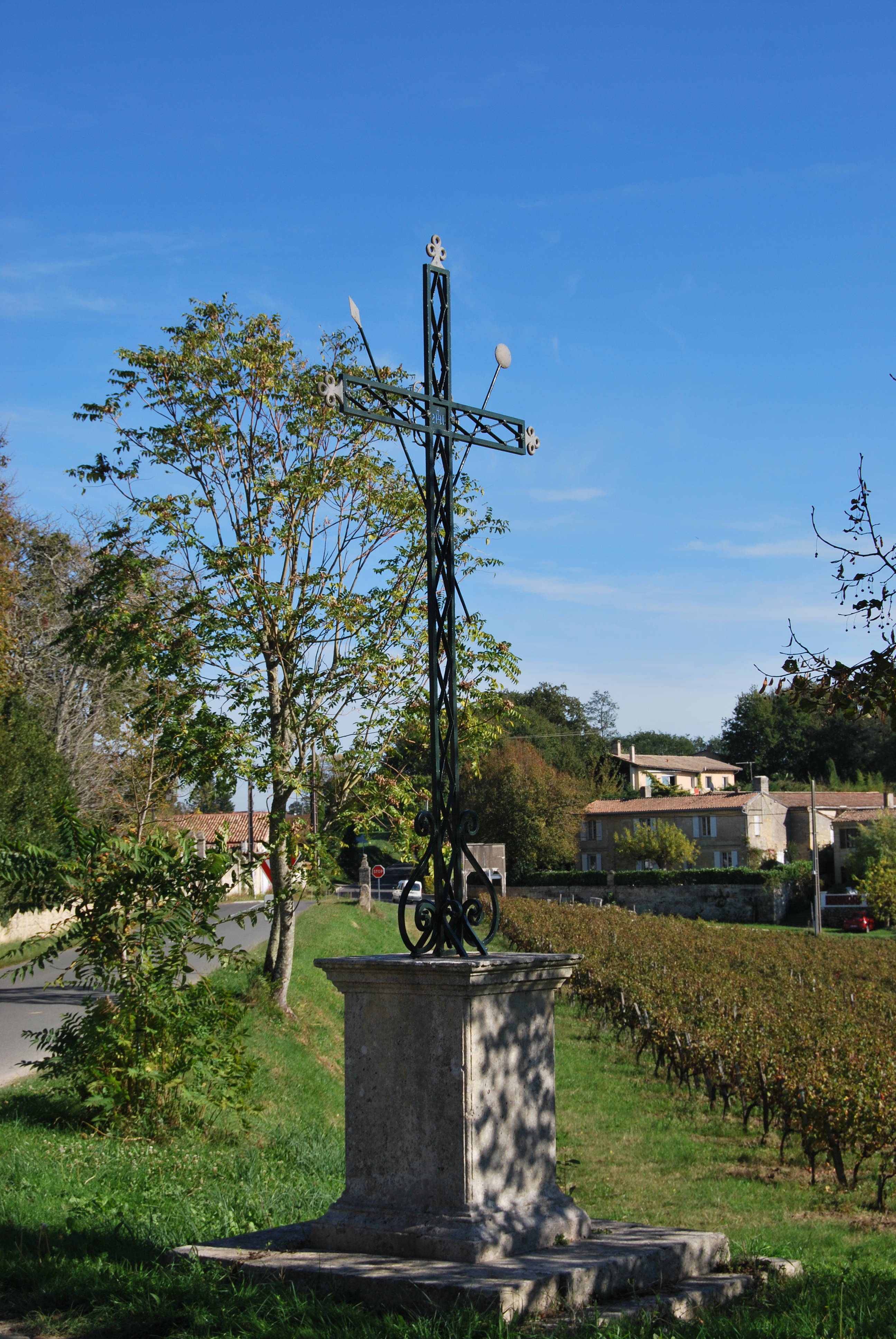
Croix en fer forgé
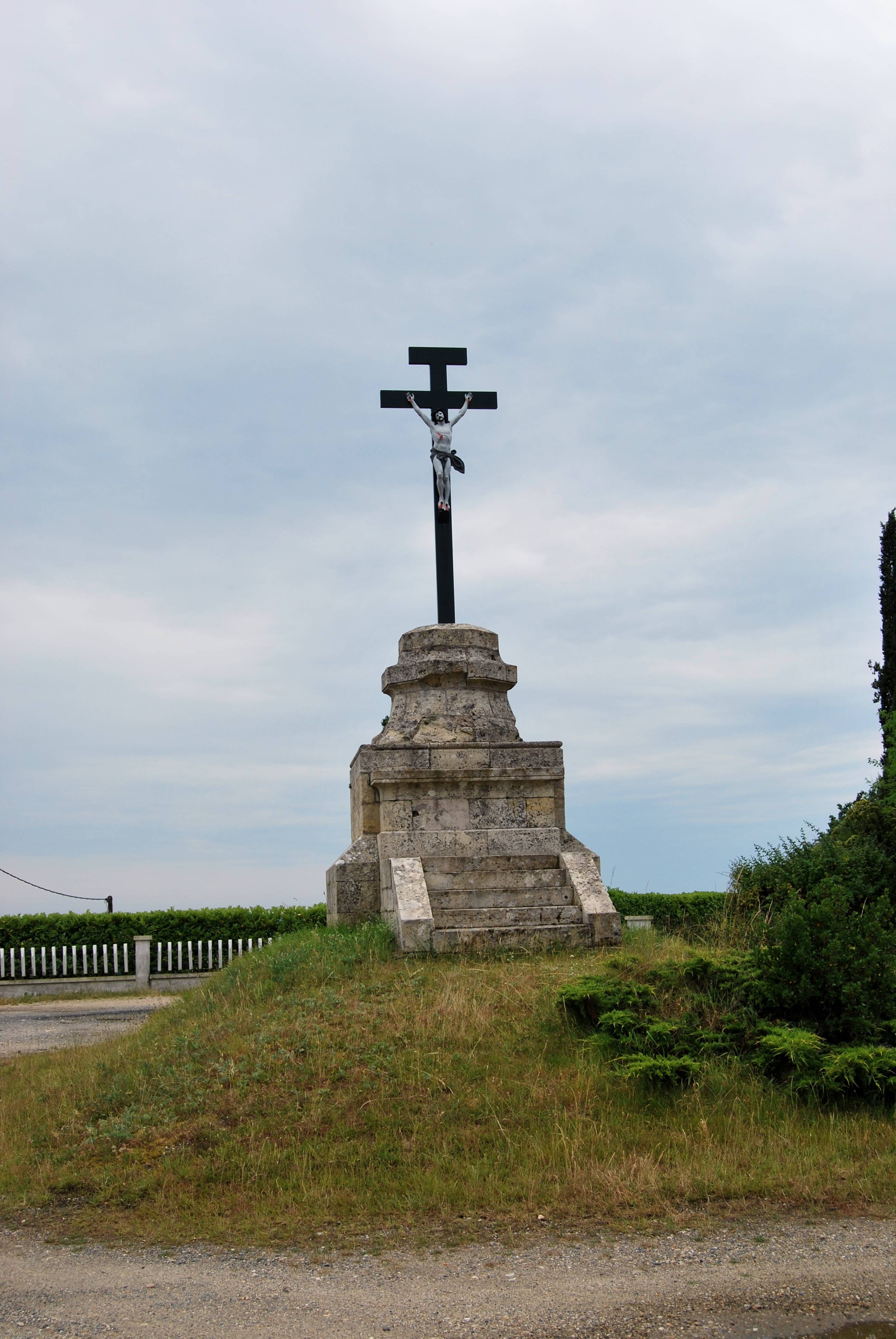
Croix de mission
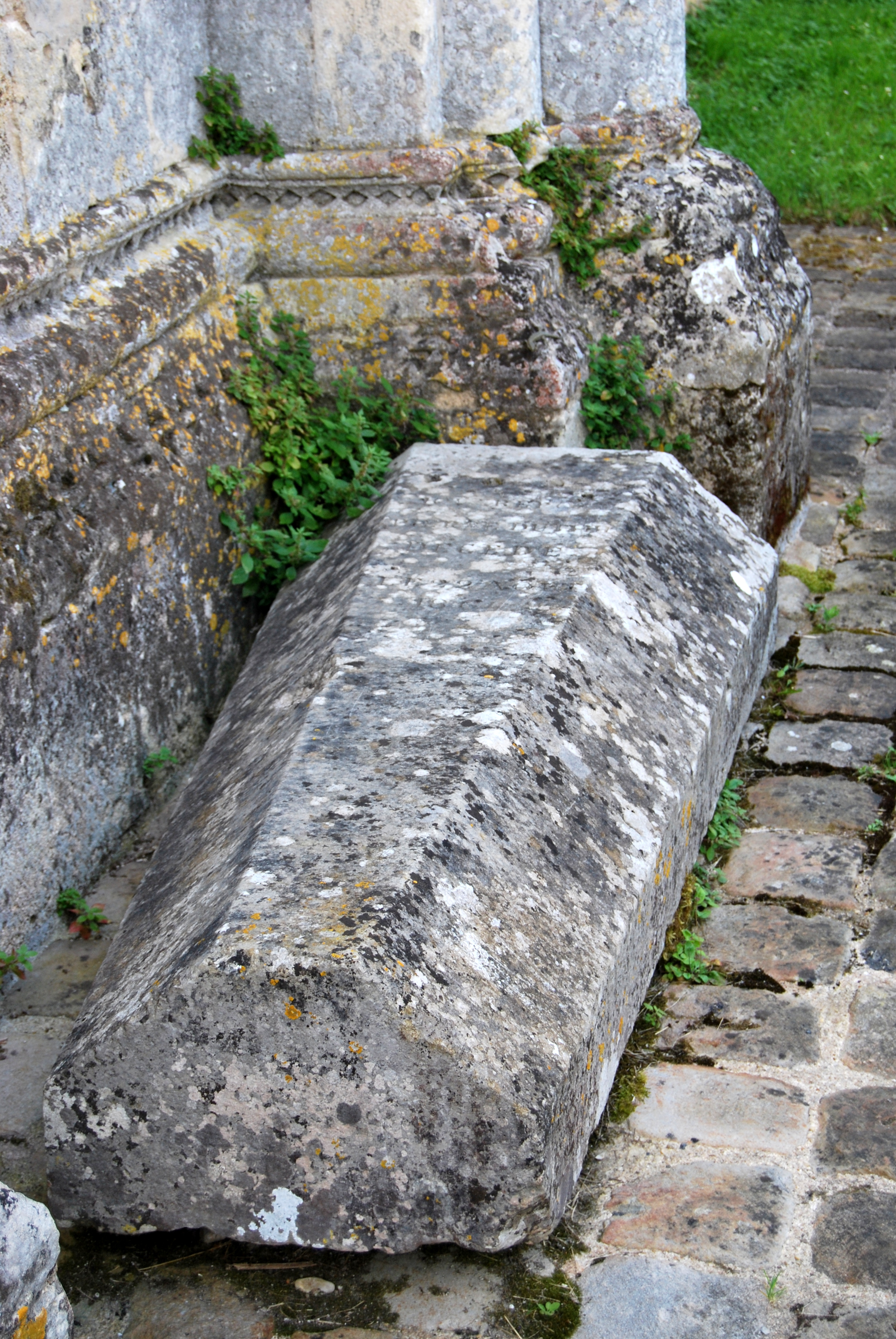
Sarcophage couvercle
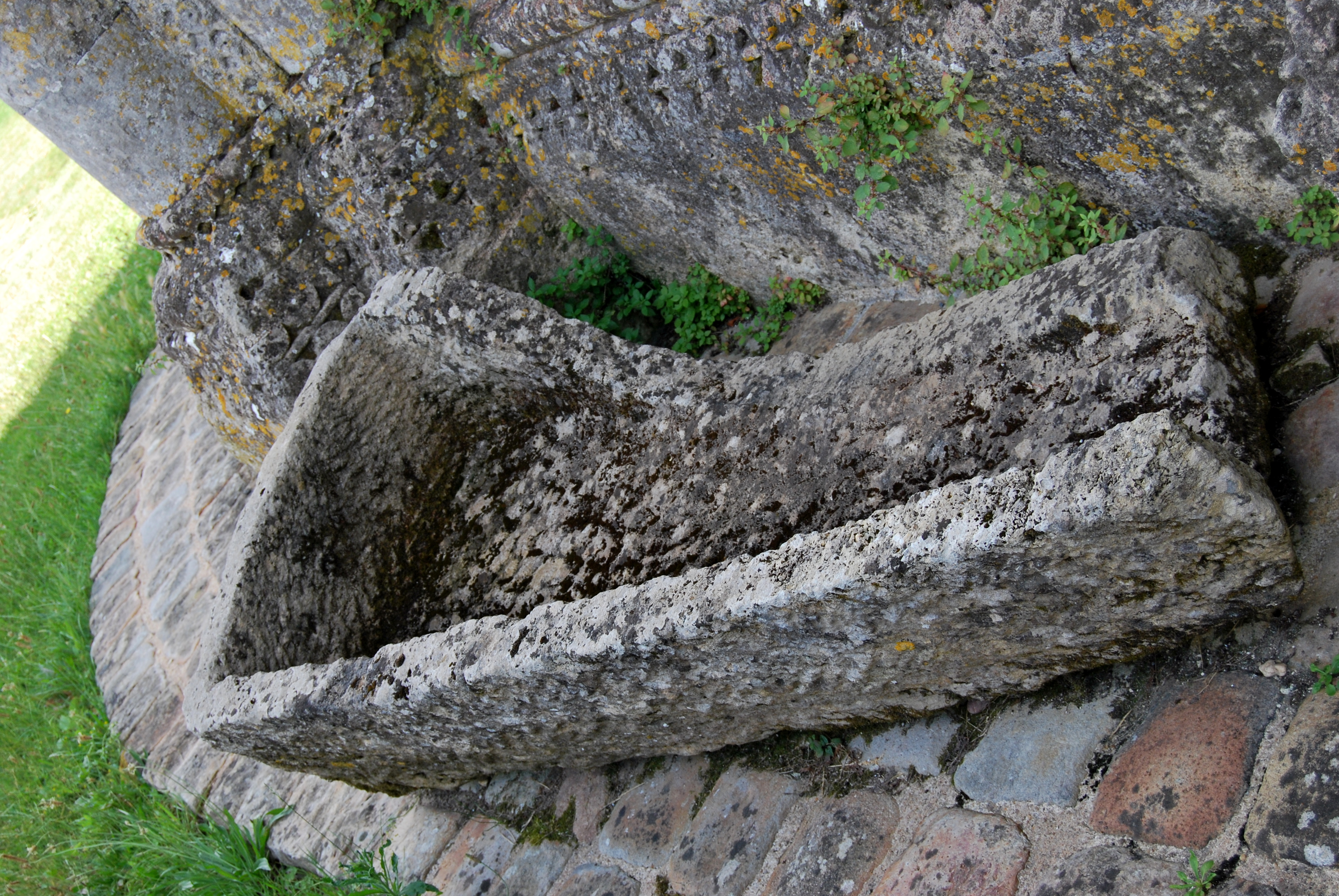
Sarcophage

Au lieu-dit le Biac, entre Langoiran et le Haut-Langoiran se trouve une croix de mission. Une croix a été érigée à cet emplacement depuis le Moyen Âge. Des actes du XVIe siècle évoquent ce lieu-dit, alors appelé la Croix. La présence d'une croix est attestée en 1760, 1779, 1858 et 1882. À cette dernière date, une croix en fer forgé fut érigée à la suite d'une mission prêchée par le père Dilliès. La croix en place aujourd'hui, en bois, date de 1965.
À côté du mur nord de l'église, se trouvent les restes d'un sarcophage.
L'église a été classée au titre des monuments historiques en totalité par arrêté du 1er décembre 1908.

## L'iconographie romane
L'essentiel de la sculpture romane se trouve autour de l'abside. À l'extérieur, il y a 36 chapiteaux, dont 7 historiés et 23 modillons sculptés ; à l'intérieur, autour du sanctuaire, on trouve 25 pièces sculptées, dont 9 chapiteaux historiés et une console.
La façade occidentale, très remaniée en 1864, porte six modillons figurés et le portail possède six chapiteaux sculptés.

### Le portail et les modillons de la façade occidentale
Les voussures du portail sont encore telles que les décrit Léo Drouyn en 1855, sauf la première, refaite en 1862 en dents de scie. Les six chapiteaux du portail sont de facture fruste. Cinq ont une décoration à feuillages (feuilles d'eau ou de palmettes renversées). Le sixième chapiteau, sur l'ébrasement nord, est une composition animalière : une bête bicorporée, à tête unique. Les deux corps, aux queues entrelacées, sont disposés dos-à-dos pour dessiner un oméga (Ω) majuscule.
Les colonnettes n'étaient plus en place en 1855, il est possible que celles que l'on voit aujourd'hui soient des remplois, lors de la reconstruction de 1862, des colonnettes qui étaient au-dessus de la corniche.
La porte en bois, qui date du XVIIIe siècle, ornée de ses ferrures, a été conservée.

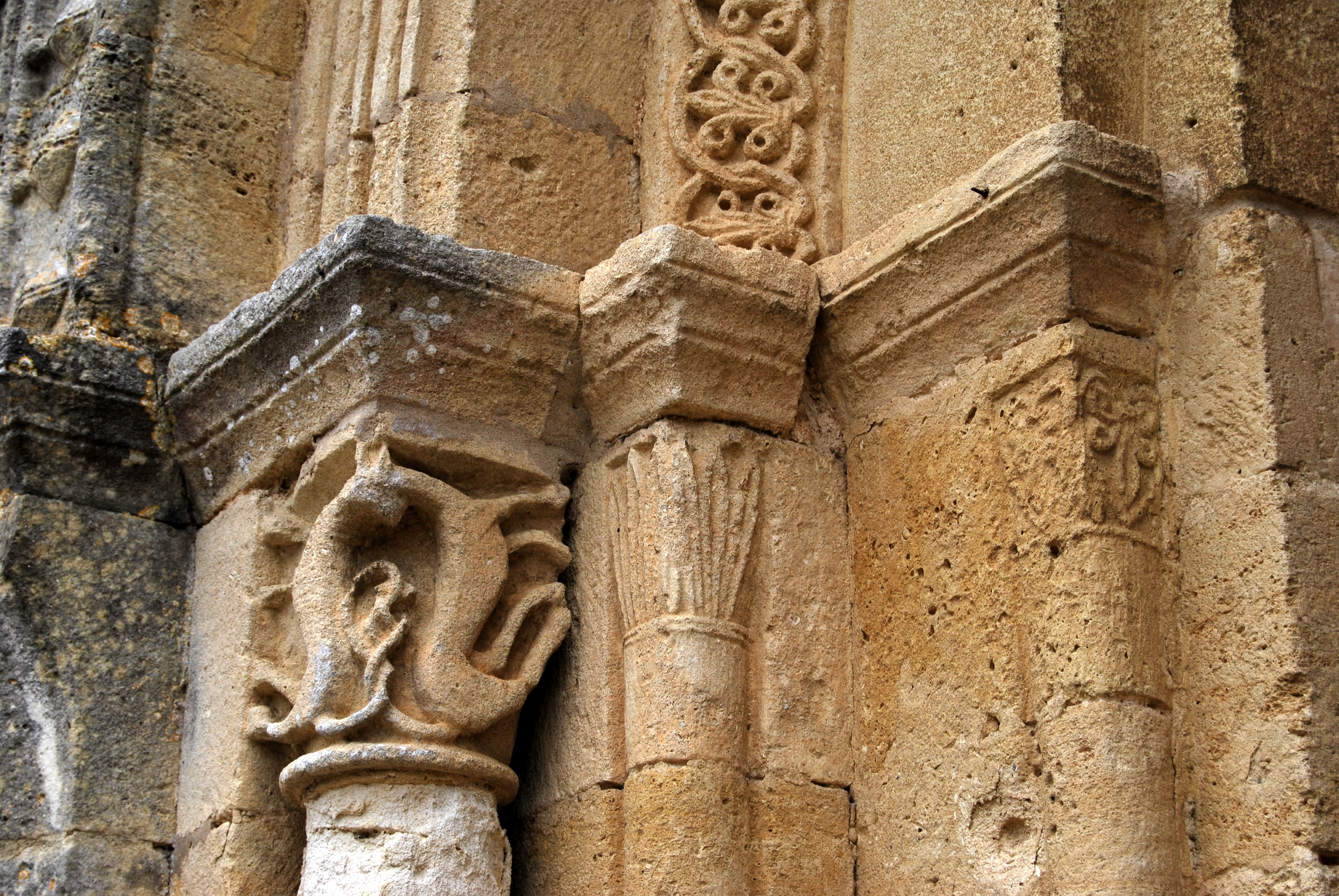
Ébrasure nord
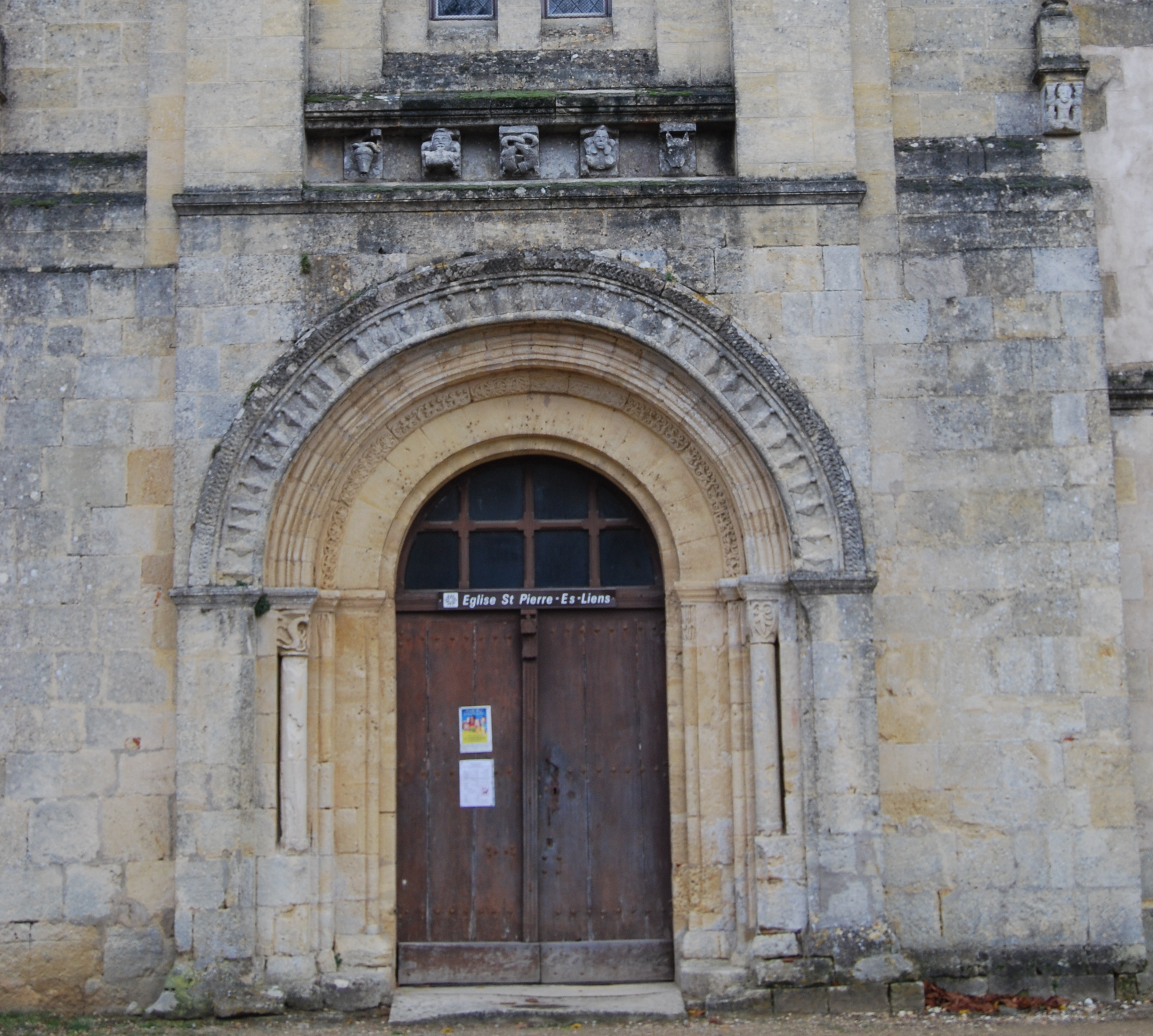
Le portail
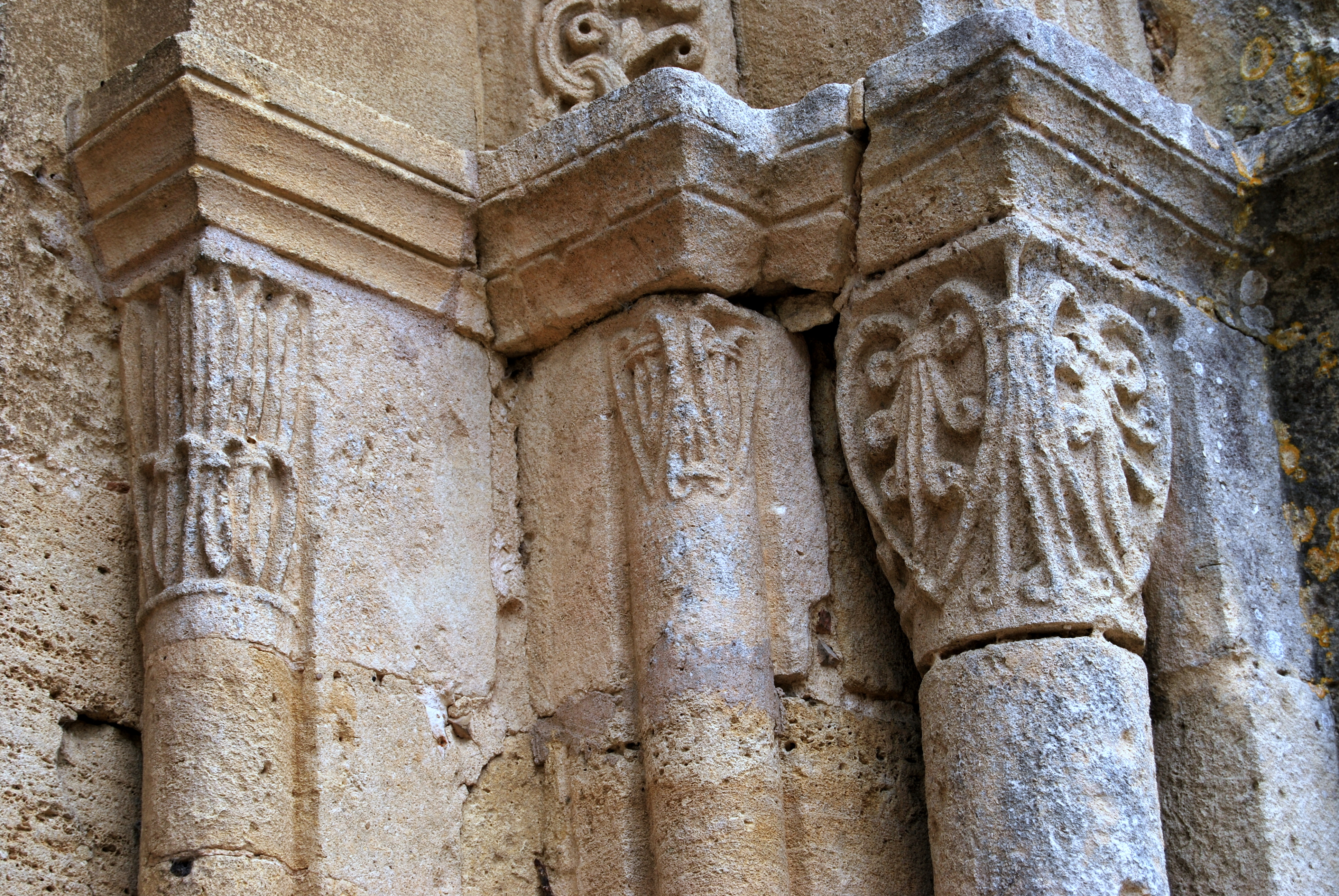
Ébrasure sud

La façade d'origine comptait 15 modillons sculptés selon Léo Drouyn. Lors de la construction du nouveau clocher, en 1864, la façade a été refaite et six des quinze modillons ont été remployés. Ils furent replacés dans un ordre arbitraire. Selon les dessins de Léo Drouyn, les modillons manquants étaient : entrelacs ; pommes de pin ; damier ; bossage ; trois motifs ornementaux. Les six modillons restants sont tous dans la même catégorie : la dénonciation de la luxure. On trouve : 
- un bouc, connu pour ses mœurs sexuelles ;
- un joueur de dolio, un instrument à vent en forme de petit tonnelet avec un bec ; le joueur y souffle comme dans une flûte de Pan ; le dolio était synonyme de danses populaires, d'ivresse et propice aux péchés charnels ;
- Deux oiseaux enlacés tendrement (On trouve le même thème sur un chapiteau de la deuxième fenêtre du chevet.) ;
- Un exhibitionniste génital ou anal ;
- Un masque de loup, bête maléfique ;
- Une sirène bi-caudale, symbole de la « Tentation charnelle ».

Ces modillons sont des exemples « classiques » dans l'iconographie des modillons romans.

Modillons remployés sur la façade
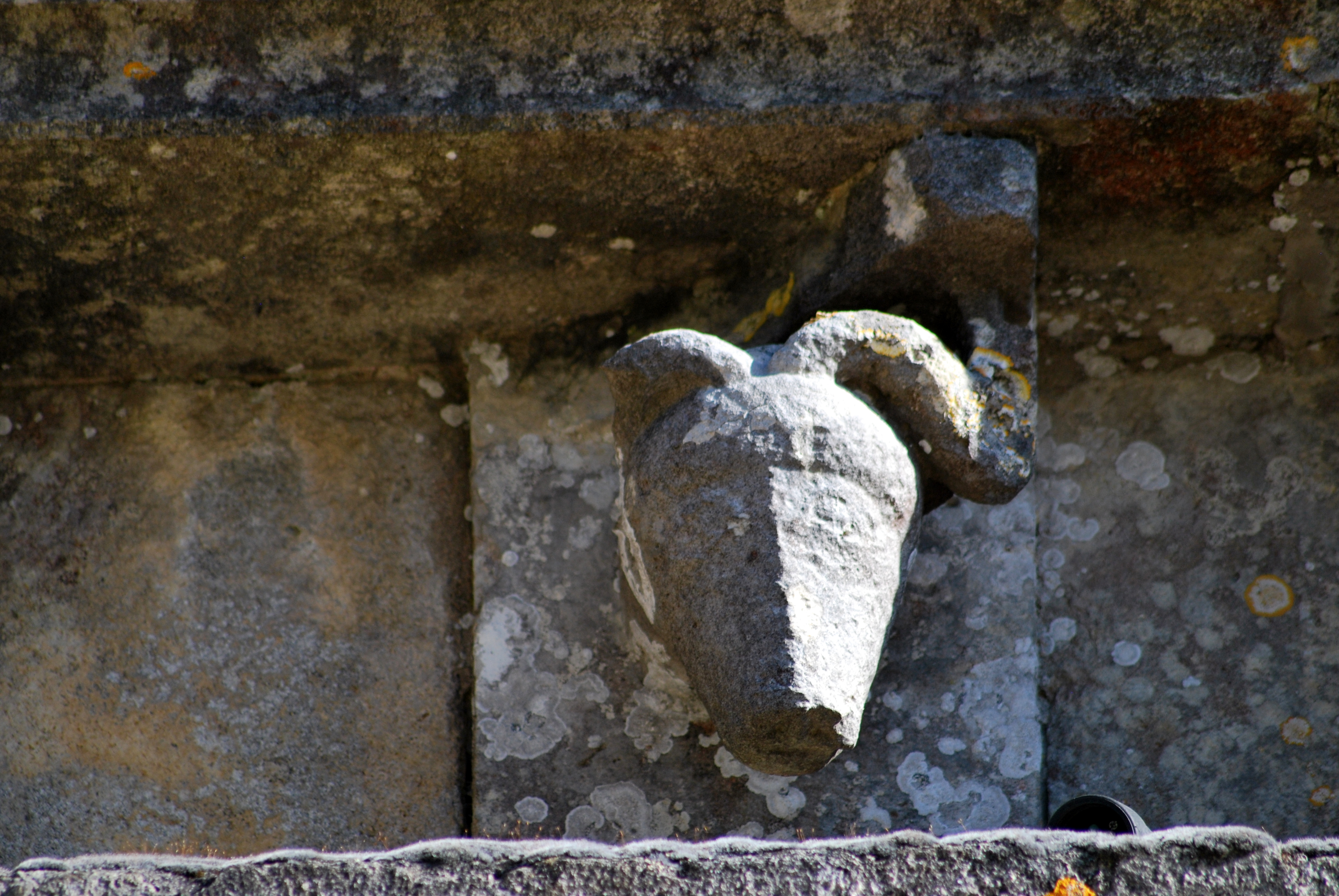
Masque de bouc
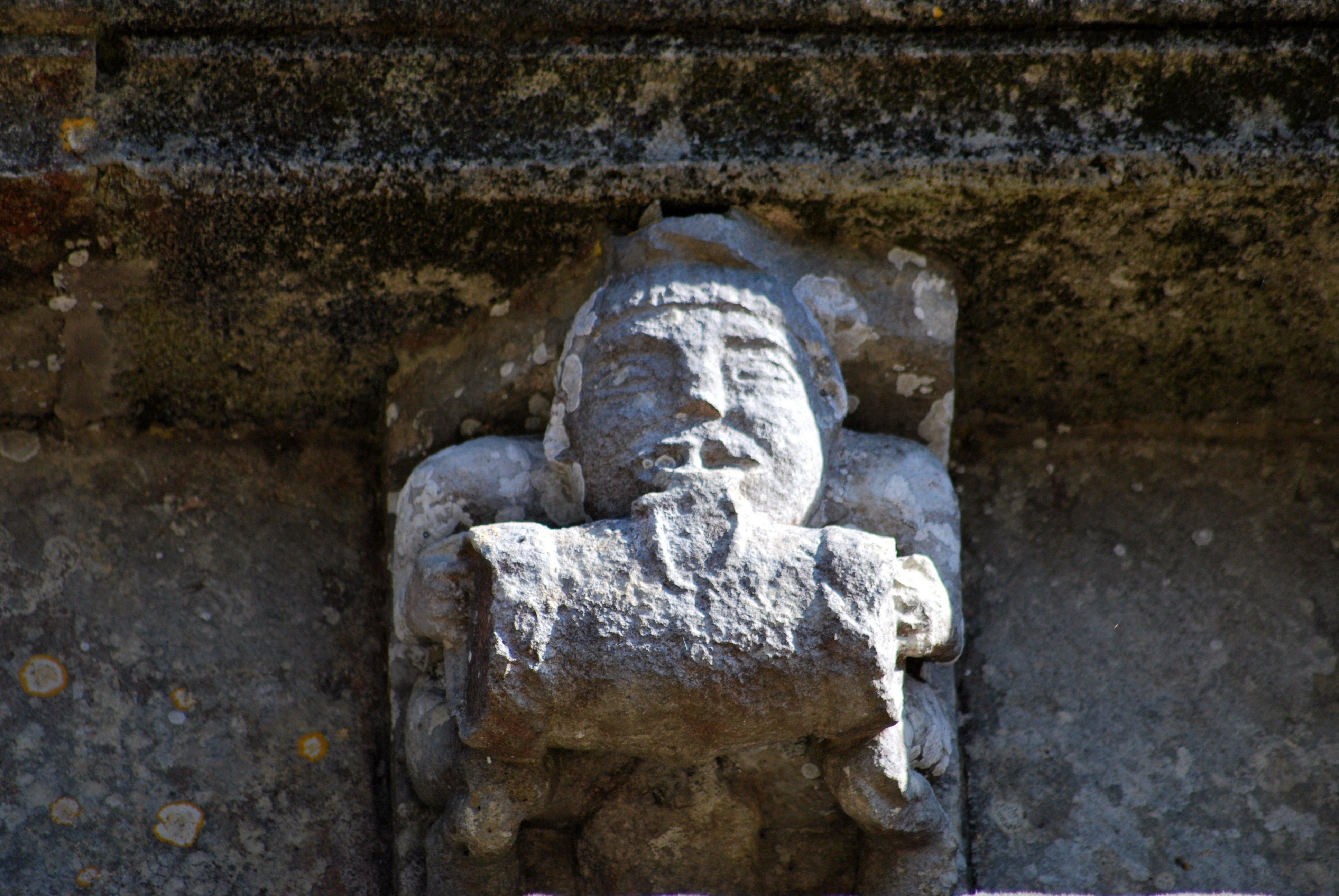
Joueur de dolio
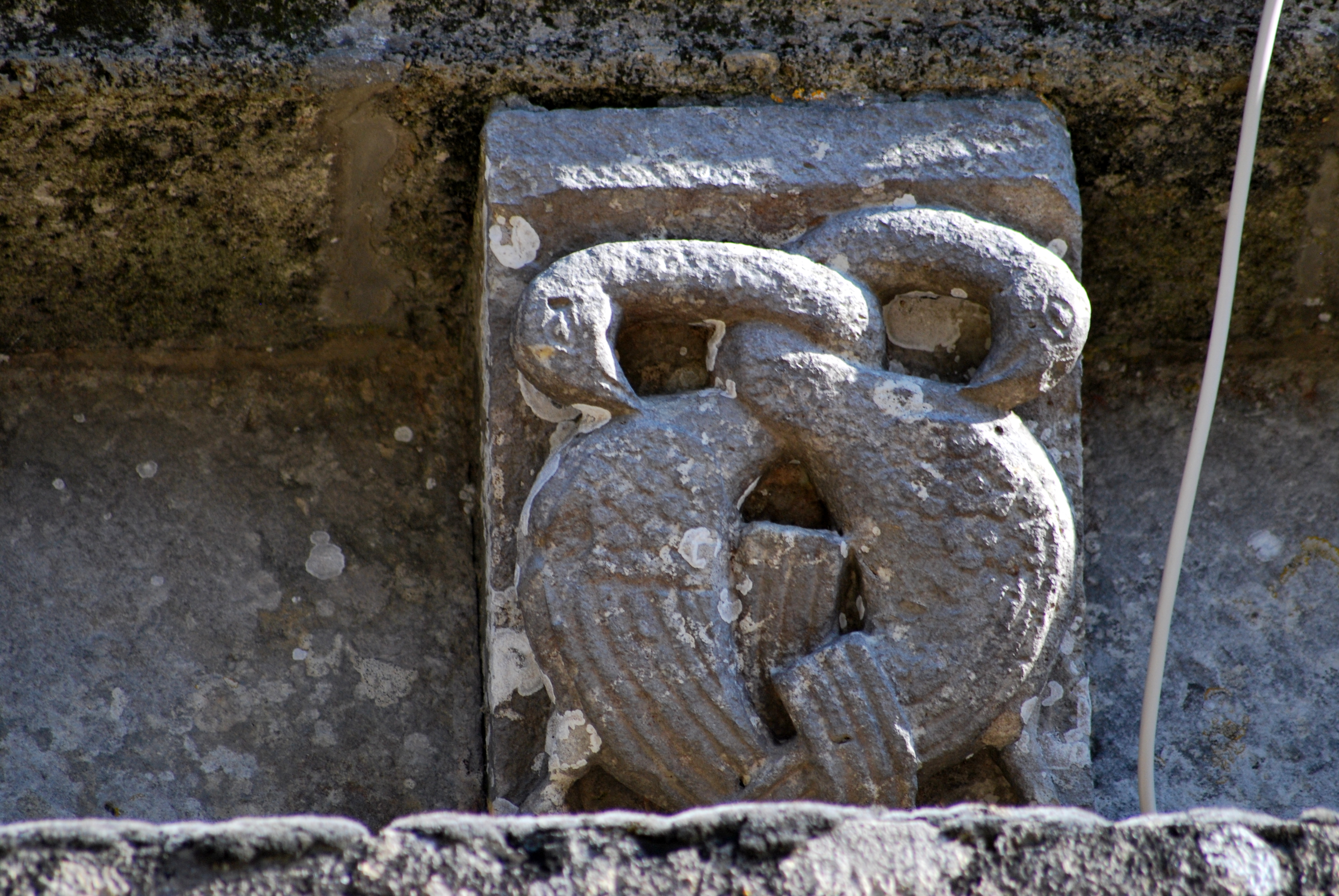
Deux oiseaux enlacés
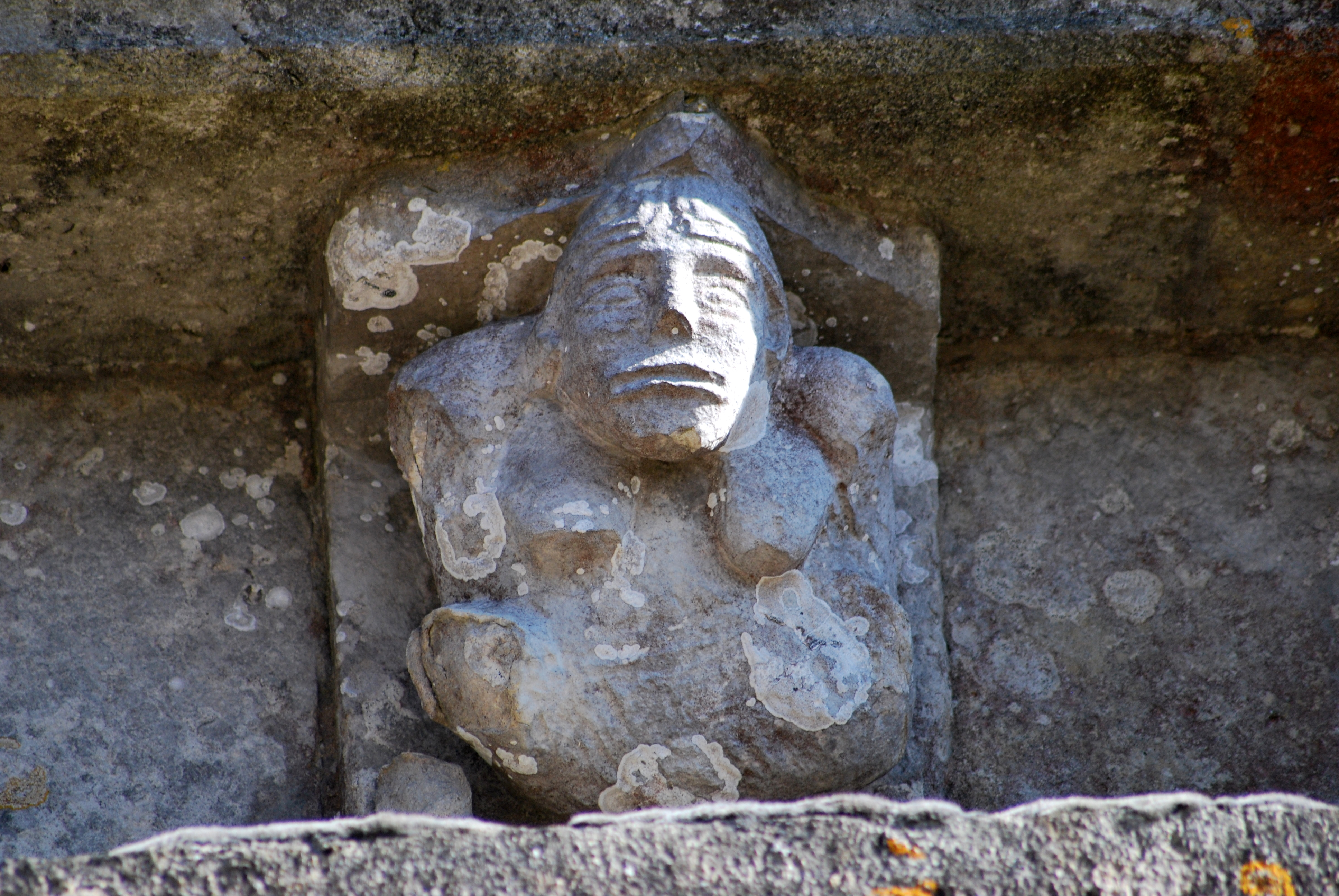
Exhibitionniste
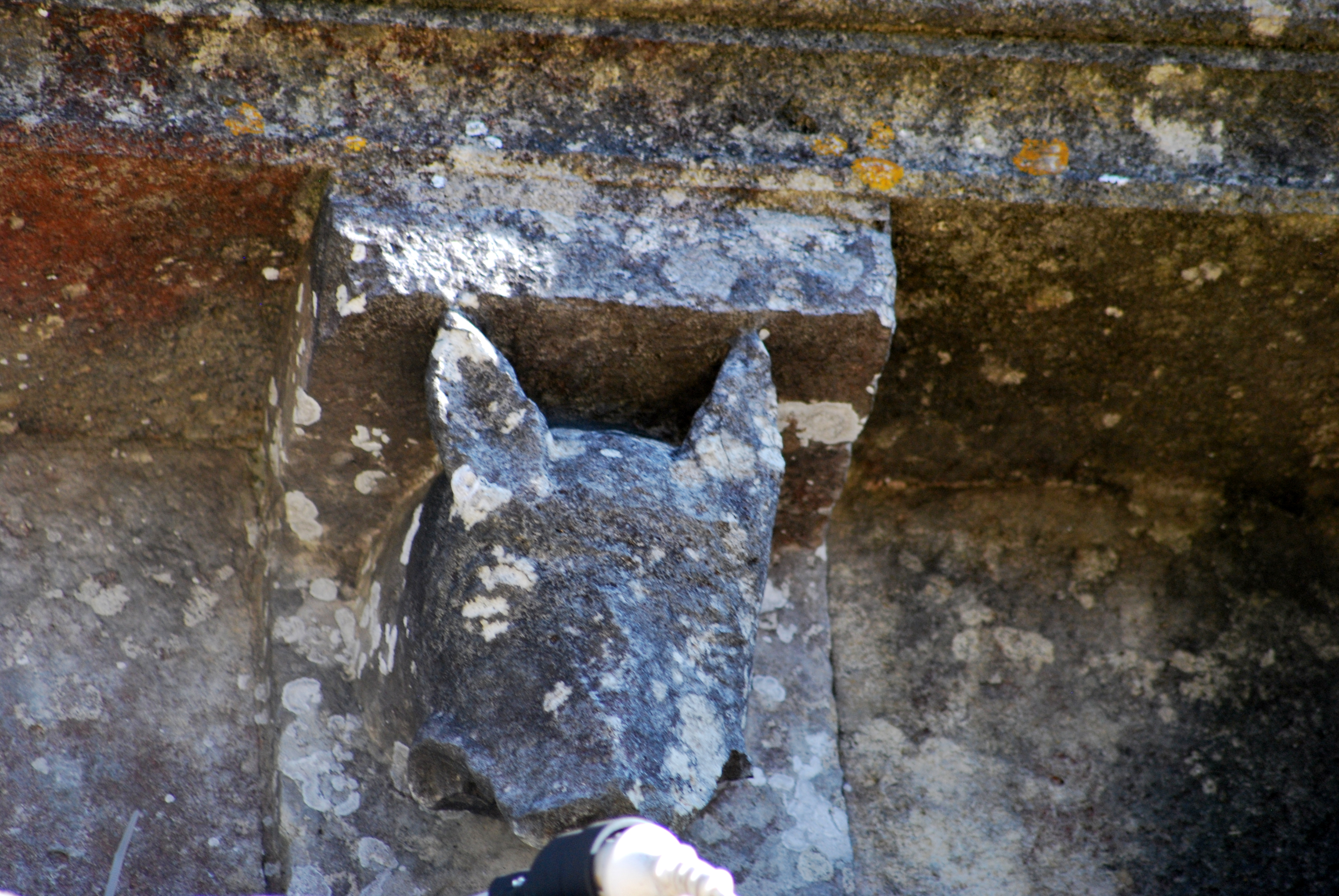
Masque de loup
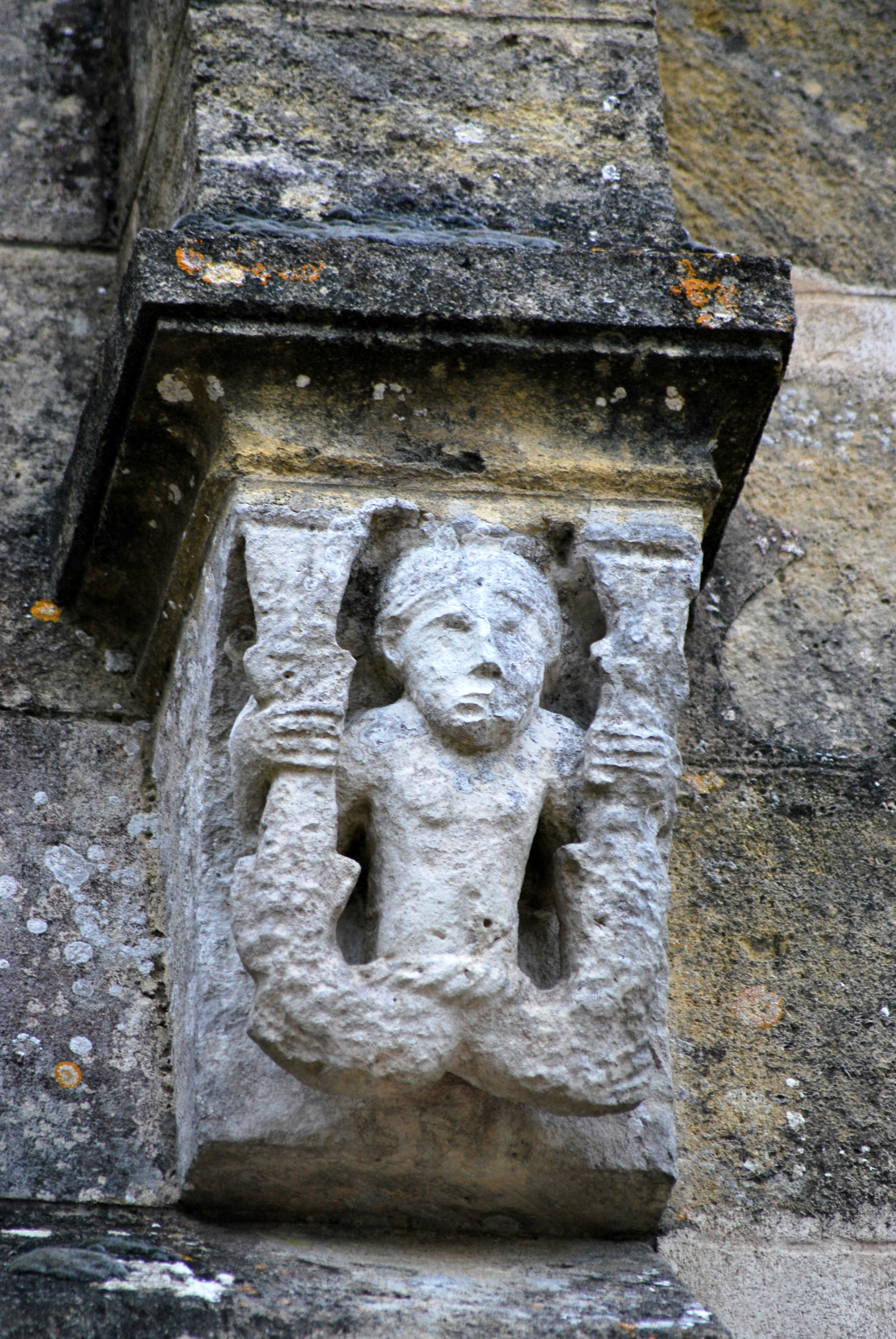
La sirène

### Le chevet
Heureusement, le chevet, à neuf pans, a échappé aux reconstructions et est à peu près intact. Il compte parmi les plus belles réussites de l'art roman de la région. Il y a une grande similitude avec des réalisations saintongeaises de l'époque.
Le chevet héberge sept chapiteaux figurés à l'extérieur et neuf à l'intérieur. Seuls, deux des seize chapiteaux traitent de thèmes religieux, les quatorze autres illustrant l'édification morale par le biais de contre-exemples, principalement des métaphores tirées du monde animalier.
Le soubassement du chevet est relevé de dents-de-loup et, dans la scotie, sous la corniche, de dents-de-scie.
Au premier étage, le bandeau chanfreiné, sous l'appui des fenêtres, et la moulure qui court à la hauteur de l'imposte de ces mêmes fenêtres, ainsi que le cordon placé sous l'arcature supérieure, portent des feuillages stylisés ou des ornements divers.
Dans les groupes de colonnes a été ménagé, de chaque côté du fût principal, un bandeau vertical couvert, jusqu'au niveau de l'imposte des fenêtres, de décors gravés variés.
Les chapiteaux des fenêtres et des arcatures aveugles sont tous sculptés. Les sculptures figurées sont toutes au sud. Les autres chapiteaux portent des décorations végétales.
Au deuxième étage, les chapiteaux centraux des doubles arcatures aveugles ont tous un décor végétal.
Sous la corniche, se trouvent 23 modillons sculptés dont aucun n'est figuré.

#### Le chevet: premier étage

##### Première fenêtre: Oiseaux superposés
Les deux chapiteaux de cette fenêtre portent le même thème : deux paires d'oiseaux affrontés et superposés.
Les corbeilles sont sculptées sur deux faces et sommées d'un tailloir que parcourt une frise de feuilles palmilobées entrelacées, frise commune à tous les chapiteaux du chevet.
Sur chaque corbeille, deux gros oiseaux posés sur l'astragale, entrelacent leurs longs cous ; un second couple d'oiseaux est perché sur leurs dos.
À gauche, tous les oiseaux ont la tête dressée ; les oiseaux superposés sont plus petits que ceux qui les portent ; ces derniers, qui ont leurs cous entrelacés, détournent leurs yeux vers les petits. Léo Drouyn, qui a observé les corbeilles moins mutilées, a précisé que les quatre oiseaux s'entre-becquettent.
À droite, les quatre oiseaux sont de même taille ; tous les quatre baissent la tête. Les deux oiseaux porteurs baissent leurs cous entrelacés de façon à toucher du bec leurs propres pattes.
Le style de ces sculptures est apparenté à celui de l'abbatiale Sainte-Croix de Bordeaux.
Le thème des oiseaux à longs cous entrelacés est récurrent dans l'art roman, soit de façon accessoire, comme sur le modillon de la façade, soit de façon bien développée comme sur des chapiteaux. On ne peut pas le reléguer dans un simple rôle décoratif. Les variantes sont très nombreuses et, sur cette fenêtre, il y a deux qui semblent avoir été opposées : à gauche, est rappelée la réalité de la procréation, c'est-à-dire que la « Nature » est « instinct » — la traduction latine du mot instinct était natura — tandis qu'à droite, les têtes baissées de honte rappelle que la procréation est aussi la conséquence du péché originel.

##### Deuxième fenêtre: Trois personnages
Le chapiteau occidental de la fenêtre est orné des feuillages entrelacés.
Sur la corbeille orientale, il reste deux personnages en tunique, dos-à-dos, qui détournent conjointement la tête pour regarder un troisième être debout entre eux. De cette personne il ne reste que les jambes et le bas d'une tunique ourlée. L'homme à droite, afin de tenir en équilibre, se retient au pédoncule d'un énorme fruit, dont on peut penser qu'il se préparait à le cueillir. Quant à l'homme à gauche, il a levé le bras pour soulever un objet cylindrique de ses deux mains.
C'est le personnage central qui donne le sens à cette composition, sans doute une scène euphorique, car on discerne la jubilation sur les visages des deux hommes. Il existe un chapiteau complet, très semblable à celui-ci, dans le sanctuaire de l'église de Saint-Macaire. La troisième personne est une femme lascive, qui laisse supposer que le personnage central ici est un épigone de la luxure, soit une sirène-oiseau, soit une fille de joie.
Le style de la sculpture fait penser à un œuvre de la fin du XIIe siècle.

##### Troisième fenêtre
La corbeille orientale porte une décoration géométrique. Des rangées de pointes de diamant sont parcourues par un tige torsadée en ligne brisée.
Sur chaque face de la corbeille occidentale, se trouve un serpent.
Celui sur la face extérieure semble avoir un visage humain.
Pris isolément, il est difficile de donner une interprétation pour cette représentation d'êtres maléfiques. Les trois prochaines corbeilles concernant les luttes, lutte entre, hommes, lutte entre un loup et deux serpents, lutte entre deux volatiles, peut-être l'ensemble est-il une métaphore animalière au sujet des luttes incessantes que l'homme doit mener ?

##### Quatrième fenêtre: Bagarre à quatre personnages
La corbeille orientale porte un entrelacs de décor végétal.
Le scénario de la corbeille occidentale est difficile à déchiffrer, car elle est érodée.
Au premier plan, se trouve deux personnages, face-à-face, vêtus d'une tunique plissée, ayant posé un genou à terre. D'après Léo Drouyn : Ils paraissent se battre ou s'embrasser, leurs fronts se touchent, leurs bras sont brisés.
Deux autres hommes sont grimpés sur les dos des hommes agenouillés. Ces derniers semblent en position dominante. Il est difficile d'en dire plus.
Au Moyen Âge le péché était synonyme de désordre et la représentation d'un péché était souvent asymétrique, comme la disposition des bagarreurs ici. Il est possible que le thème est la représentation de la Discordia, un des sept péchés capitaux.

##### La fenêtre axiale: Des luttes animalières
Les deux chapiteaux de la fenêtre axiale montrent deux types de combat entre des animaux. Au sud, c'est une lutte pour l’existence et au nord, c'est un combat mesquin, entre vaniteux, propre au corps social.
Sur la corbeille du chapiteau sud, un mammifère (un lion ou un loup) est montré de profil, sa longue queue dessinant une boucle. Il est opposé à deux serpents. Le premier serpent commence par enlacer la queue du lion, puis descend sur son flanc et se tourne pour happer sa cuisse gauche. Le second serpent, quant à lui, mord la patte avant droite de l'animal, alors que ce dernier vient de lui saisir le cou entre ses canines.
On ne peut pas deviner le résultat de ce combat.
Sur le corbeille du chapiteau nord : deux grands volatiles, un par face, s'affrontent bec à bec à l'angle. En arrière-plan, des rinceaux sont artistiquement disposés. Pour chaque volatile, la partie supérieure est semblable au coq (barbillons, crête et camail), tandis que la partie inférieure est plus informe : ni assez reptilienne pour définir un basillic, ni assez spécifique pour définir un coq. Cependant, l'attitude des deux mâles évoque le combat de coqs de basse-cour : bruyants, peu sanglants et futiles.

##### Le mur nord
Les deux fenêtres et les deux arcades aveugles du mur nord du chevet ont toutes quatre des chapiteaux sculptés avec un décor végétal.

#### Le chevet: deuxième étage
Les neuf arcatures aveugles doubles ont toutes un chapiteau central sculpté avec un décor végétal.
Dans chaque pan, la corniche est supportée par trois modillons. Au total, 23 modillons sont sculptés avec des figures géométriques, entrelacs, damier, etc. quatre étant abimés ou lisses. Il n'y a aucun modillon figuré. Cette série de modillons est plus tardive que la série qui orne la façade occidentale.
On trouve également neuf chapiteaux soutenant la corniche, avec décor végétal.

### L'iconographie romane du sanctuaire
Autour du sanctuaire, se trouve une arcature avec douze colonnes qui portent des chapiteaux sculptés. Sept de ces chapiteaux sont historiés, dont six sont romans, les autres portent un décor végétal ou géométrique. Les deux chapiteaux de l'arc triomphal portent un décor végétal. Les baies des cinq fenêtres ont des chapiteaux sculptés et, seule, la baie axiale est ornée de chapiteaux historiés.
Sur le schéma ci-dessus, les chapiteaux historiés romans sont :
- No 1 : Un homme agenouillé saisissant de grosses tiges ;
- No 2 : Quatre dragons superposés ;
- No 3 : L'homme qui marche avec des lions ;
- No 6 : L'adoration des rois Mages ;
- No 7 : Daniel priant entre quatre lions ;
- No 10 : Un combat entre deux paires de coqs.

Entre le chapiteau no 11 et la fenêtre nord se trouve une console montrant un homme lissant sa barbe.
Les deux chapiteaux de la baie axiale sont historiés : au sud, deux quadrupèdes s'affrontent et, au nord, se trouvent deux couples d'oiseaux fantastiques. Les chapiteaux à l'extérieur de cette baie portent aussi des thèmes animaliers.

#### No1: Un homme agenouillé saisissant de grosses tiges
Un homme de grande taille s'est agenouillé dans l'axe du chapiteau. Il a croisé les bras pour s'agripper aux deux tiges tortueuses qui s'épanouissent latéralement en feuilles grasses.
L'homme n'est pas à son aise, physiquement en raison de l'inconfort de sa posture et moralement : l'expression de son visage et ses bras croisés expriment l'angoisse.
Cette sculpture participe à la typologie de « la Faute » : la représentation frontale du corps agenouillé n'est pas une allégorie du mystique en prière, surtout quand les jambes sont déjetées latéralement ; au contraire, il est question de grands pécheurs, le plus souvent figurés nus, les jambes écartées et évoluant dans un contexte végétal diabolisé. La sculpture, invisible pour les fidèles pendant l'office, était un rappel de moralité destiné au clergé.

#### No2: Quatre dragons superposés
Quatre dragons placides sont superposés : au sol, deux dragons bipèdes, à têtes mammaliennes (oreilles de chat ?) et à queues serpentines. Ils sont tournés l'un vers l'autre et broutent comme des vaches. Le haut du corps est protégé par des écailles et la queue est un faisceau de bourrelets ornés de chevrons saillants.
Sur leur dos, deux dragons d'une autre espèce prennent appui. Ces dragons sont bicorporés et monocéphales. Leurs têtes sont simiesques avec des oreilles pointues et sont marquées d'une grande sourire. Au centre, ils tiennent leurs queues enlacées.
La représentation des deux espèces était sans doute intentionnelle, mais le sens nous échappe. La seule certitude est que le dragon incarne toujours une figure du Démon.

#### No3: L'homme qui marche avec des lions
Au centre de la face principale de la corbeille, un homme, vêtu d'une tunique talaire, marche vers la gauche. Son buste est de face. Il tient, de sa main droite, la patte qu'un fauve a posée sur sa cuisse droite et sa main gauche caresse l'encolure d'un second fauve. Les deux fauves (assurément des félins, sans doute des lions) détournent la tête. Ce sont des bêtes élancées dont les queues rentrées repassent derrière leurs flancs puis se divisent en deux volutes qui dessinent comme une ombrelle à hauteur de leurs têtes.
La représentation est symbolique. Face à des bêtes féroces, les gestes de l'homme sont suspects et indiquent un désir de rapprochement avec le lion, qui, selon l'expression de saint Pierre, n'est autre que « le Diable cherchant qui dévorer ». Ce sujet était le traditionnel contre-exemple de la représentation de Daniel dans la fosse aux lions, qui se trouve ici sur le chapiteau no 7.

#### No6: Adoration des rois Mages
Sur la face principale de la corbeille, au centre, se trouve l'étoile qui a guidé les rois Mages. Ce détail montre que le récit est emprunté aux évangiles apocryphes.
Sur la face gauche, les Mages, porteurs d'offrandes, arrivent, légèrement inclinés. Les rois sont trois grands hommes barbus, aux visages allongés. ils portent la même tunique à manches étroites qui tombe en plis verticaux à mi-mollet et une petite toque. Ceux qui suivent appuient leur main gauche sur l'épaule de celui qui précède. Les mains droites tiennent les cadeaux.
Marie et son fils trônent sur un large fauteuil rustique. Relégué à l'arrière plan, Joseph participe un peu en maintenant l'accoudoir du fauteuil.
Jésus lève sa main droite (malheureusement brisée) à l'attention de ses adorateurs. Il est coiffé d'une couronne conique timbrée d'une petite croix pattée. Ce procédé identitaire, plus facile à sculpter qu'un nimbe crucifère, était propre à la région bordelaise. On trouve la même identification à l'église Saint-Laurent d'Illats.

#### No7: Daniel priant entre quatre lions
La figure centrale de la face principale de la corbeille est un homme barbu qui prie, les mains jointes sous le menton, le prophète Daniel. Le prophète se tient assis, posant un pied sur chaque colonnette. Il est drapé d'une chasuble plissée, qui vient recouvrir une tunique tombant jusqu'aux pieds.
Deux énormes feuilles tubulaires s’épanouissent à l'arrière-plan, au-dessus des quatre lions.
Les lions se sont superposés, comme les dragons du chapiteau no 2. La crainte leur a rabattu les oreilles et leurs gueules sont fermées, conformément au récit biblique (Livre de Daniel, chapitre VI, verset 23).

#### No10: Deux paires de coqs affrontés
L'ornementation du tailloir associe des entrelacs nattés sur les deux côtés et des alvéoles sur la face principale.
Sur chaque angle de la corbeille, deux coqs s'affrontent, sur un fond de sarments feuillus. Dans les deux cas, un coq de basse-cour (queue à grande faucille) est confronté à un coq sauvage (queue à petite faucille).
Il n'est pas évident de savoir si les deux affrontements sont des combats de coqs ou non. La paire sur la face est semble être un couple d'oiseaux se béquetant, qui, au Moyen Âge était un symbole de l'amour. Par contre, la paire sur la face ouest semble être plus agressive.

#### Console: le lisseur de barbe

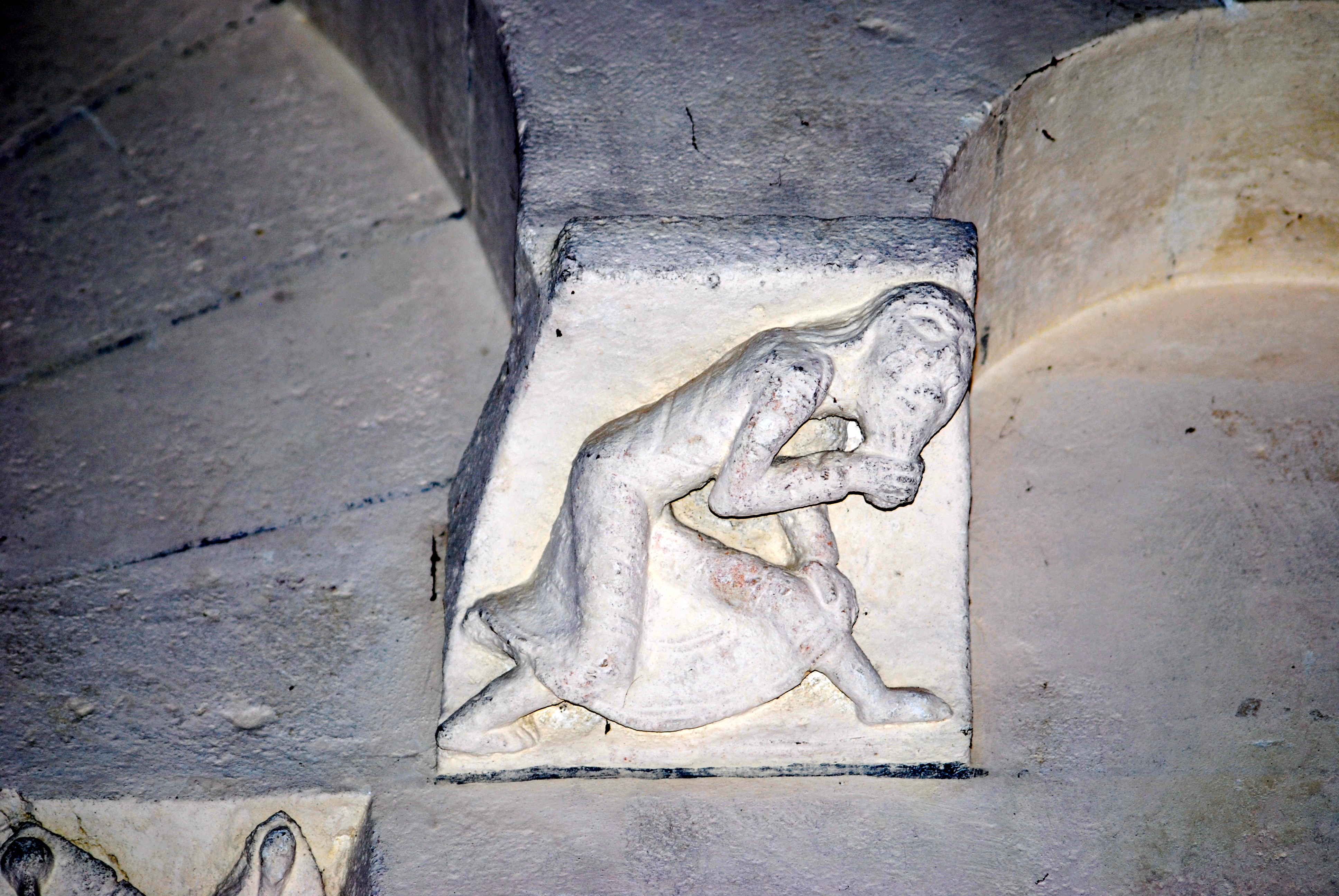
Le lisseur de barbe

Entre le onzième chapiteau et la fenêtre nord se trouve une console qui soutient l'arc de la fenêtre nord. Sur la console, figure un homme barbu, à longs cheveux. Il est en génuflexion, le dos courbé. Il tient sa barbe de sa main droite et sa main gauche est posée sur son genou gauche. Cette sculpture, invisible de la nef, dans un endroit réservé aux clergé, avait une signification très négative pour eux. On trouve une sculpture semblable sur le cordon du sanctuaire de l'église de Saint-Martin-de-Sescas.
Le parallèle entre la pilosité du menton et les poils pubiens est très ancien. L'image du barbu lissant sa barbe d'une main et se caressant le sexe de l'autre se trouve déjà présente au VIIIe siècle en marge de la table de canons de l'évangéliaire Barberini écrit par le moine Wigbald. La variante où l'homme touche sa barbe et tient, de l'autre main, une tige de forme phallique est également fréquente. Une analyse détaillée de ces symboles se trouve dans le livre de Bougoux ; voir aussi « Lisseurs de barbe et teneurs de tige » dans Iconographie des modillons romans.

#### Chapiteaux de la fenêtre axiale
Les deux chapiteaux qui encadrent la fenêtre axiale de l'abside sont également des exemples d'animaux superposés.
Sur le chapiteau sud, sont affrontés deux quadrupèdes, à bec d'oiseau et à cou torsadé, sur les croupes desquels sont perchés deux oiseaux. Les queues des bêtes sont sexualisées et forment des panaches feuillus qui s'entrelacent sur l'angle de la corbeille. L'un des oiseaux est en train de béqueter une feuille qu'il a cueillie et l'autre en train de picoter une feuille encore fixée à l'une des queues.
Au nord se trouvent deux couples d'oiseaux à long cou superposés à la même manière que les dragons du chapiteau No 2. Le couple en bas sont affrontés, garde la tête basse, la queue pointe vers le bas, et picore le sol. Le couple perché est adossé, chacun tourne la tête vers l'arrière, les queues, très reptiliennes, sont entrelacées et une patte sur deux est agrippée à une tige.

#### Les chapiteaux des autres fenêtres
Les chapiteaux des quatre autres fenêtres sont sculptés mais non figurés.

Fenêtres du mur nord
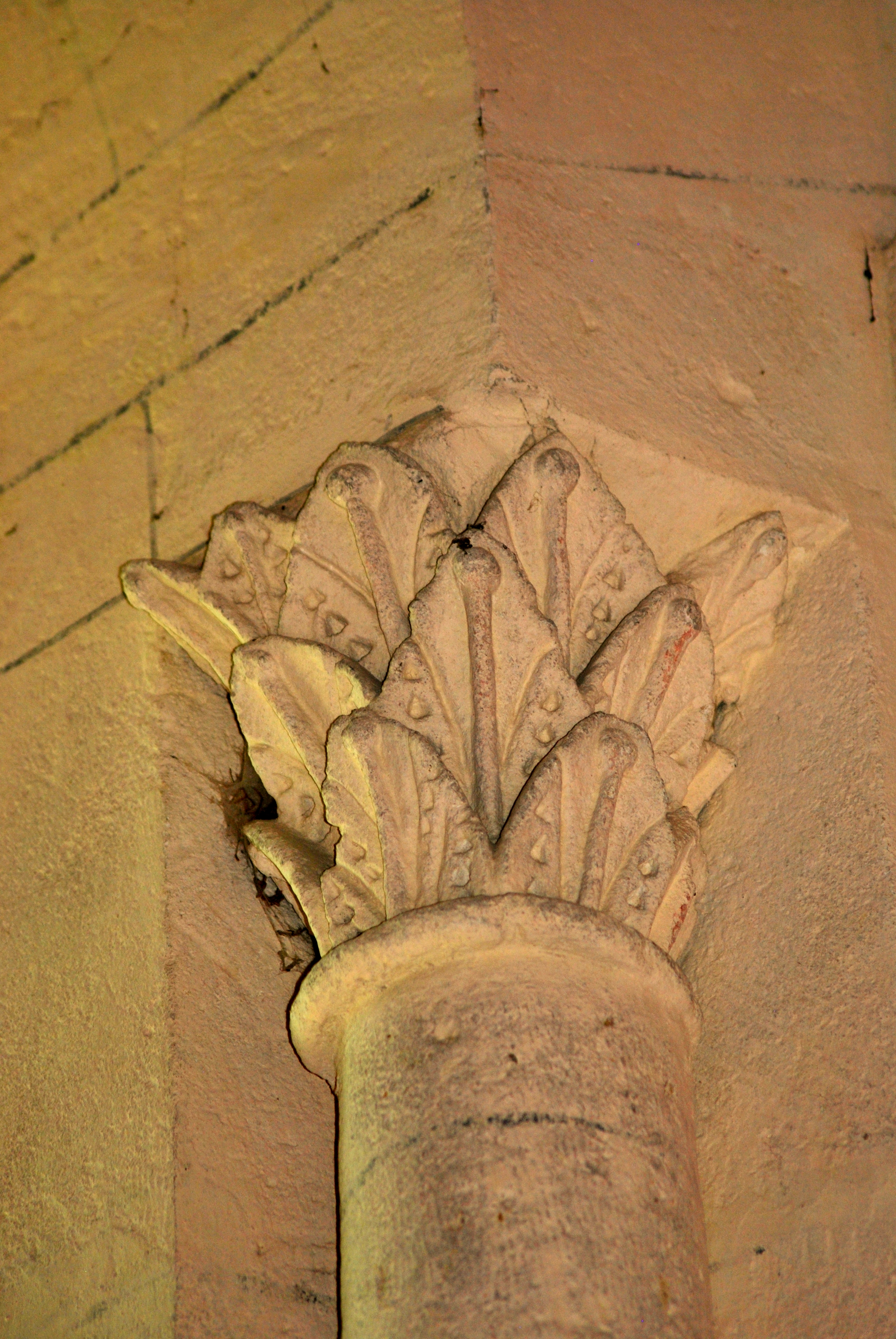
Nord chapiteau est
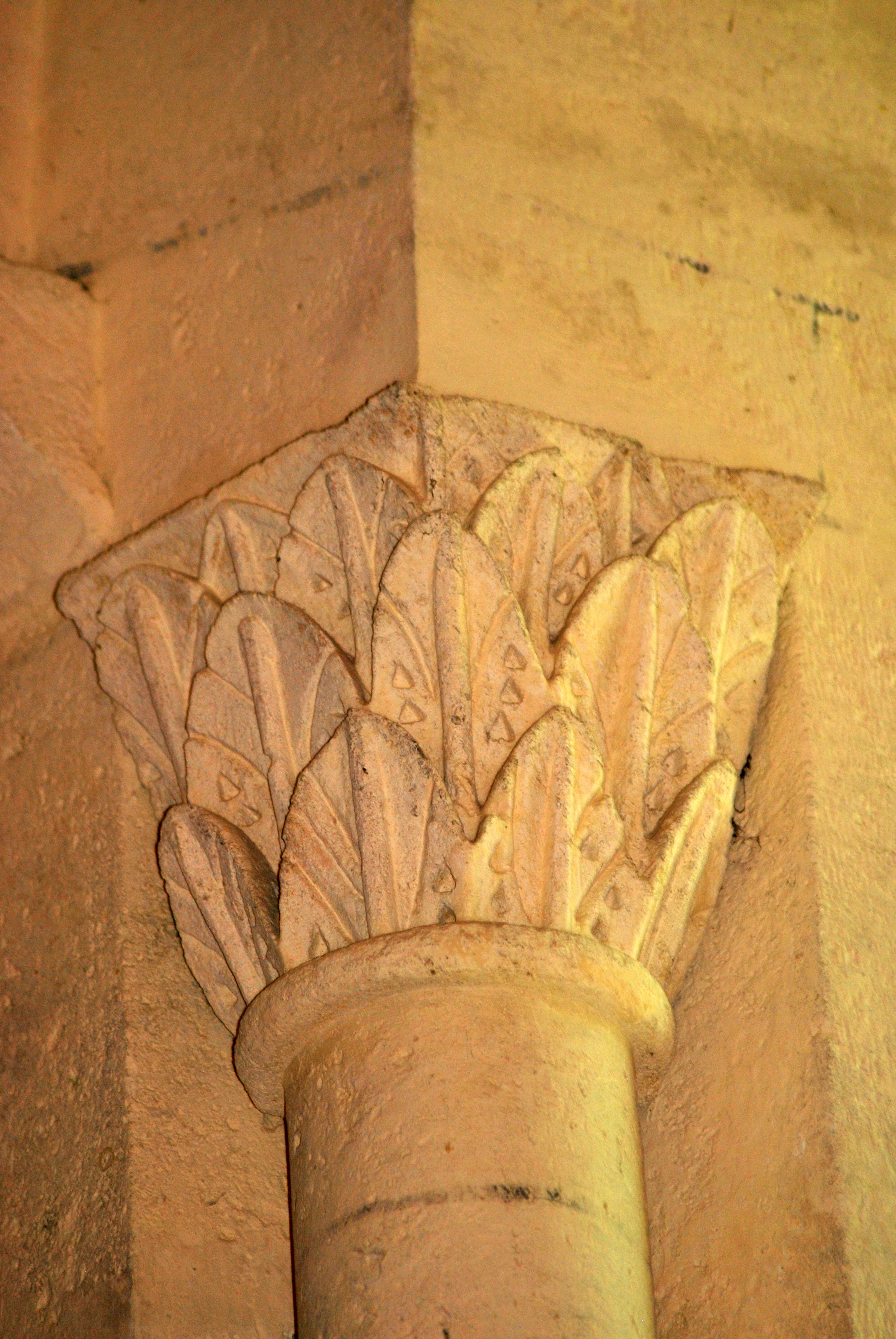
Nord chapiteau ouest
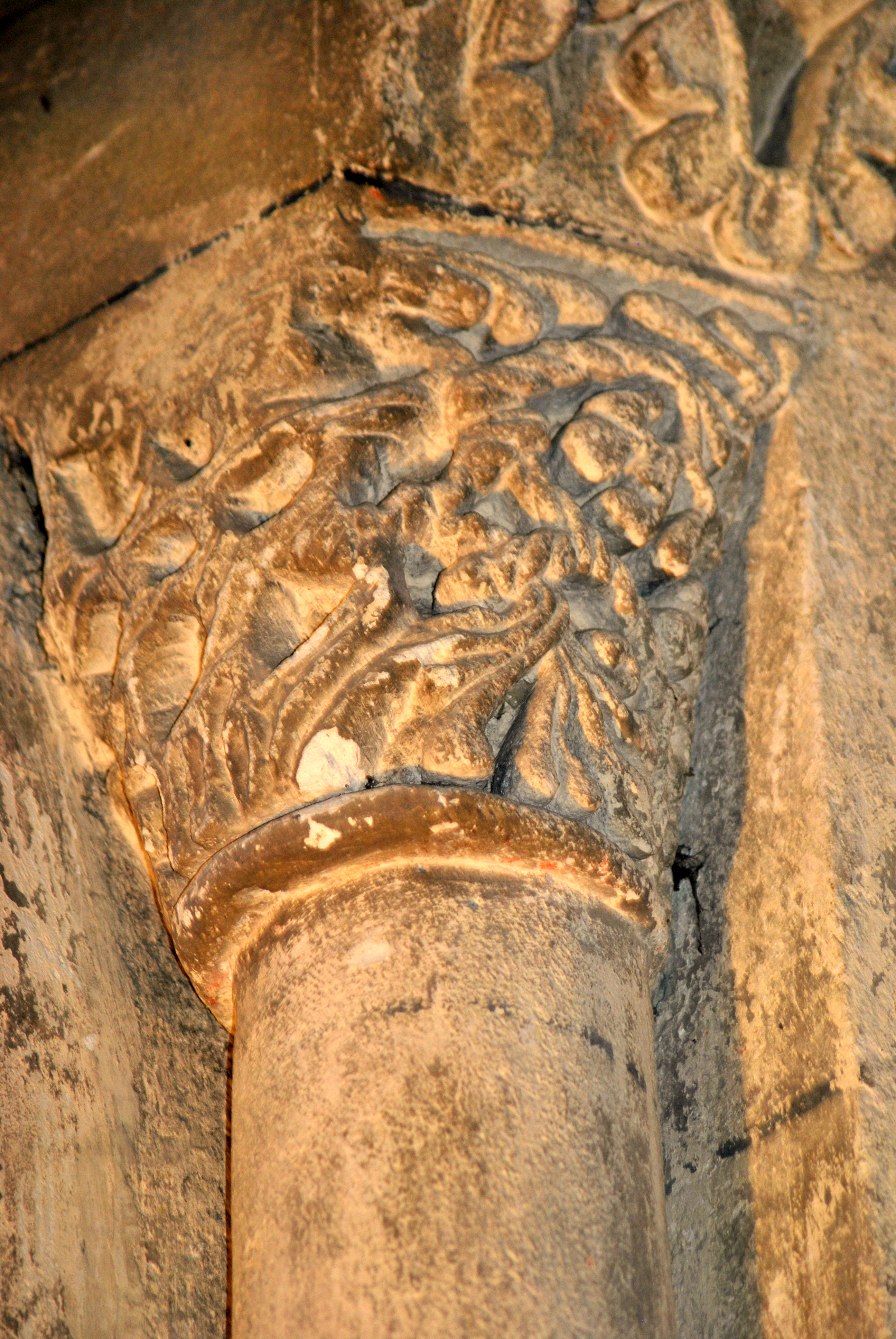
Nord-est chapiteau est
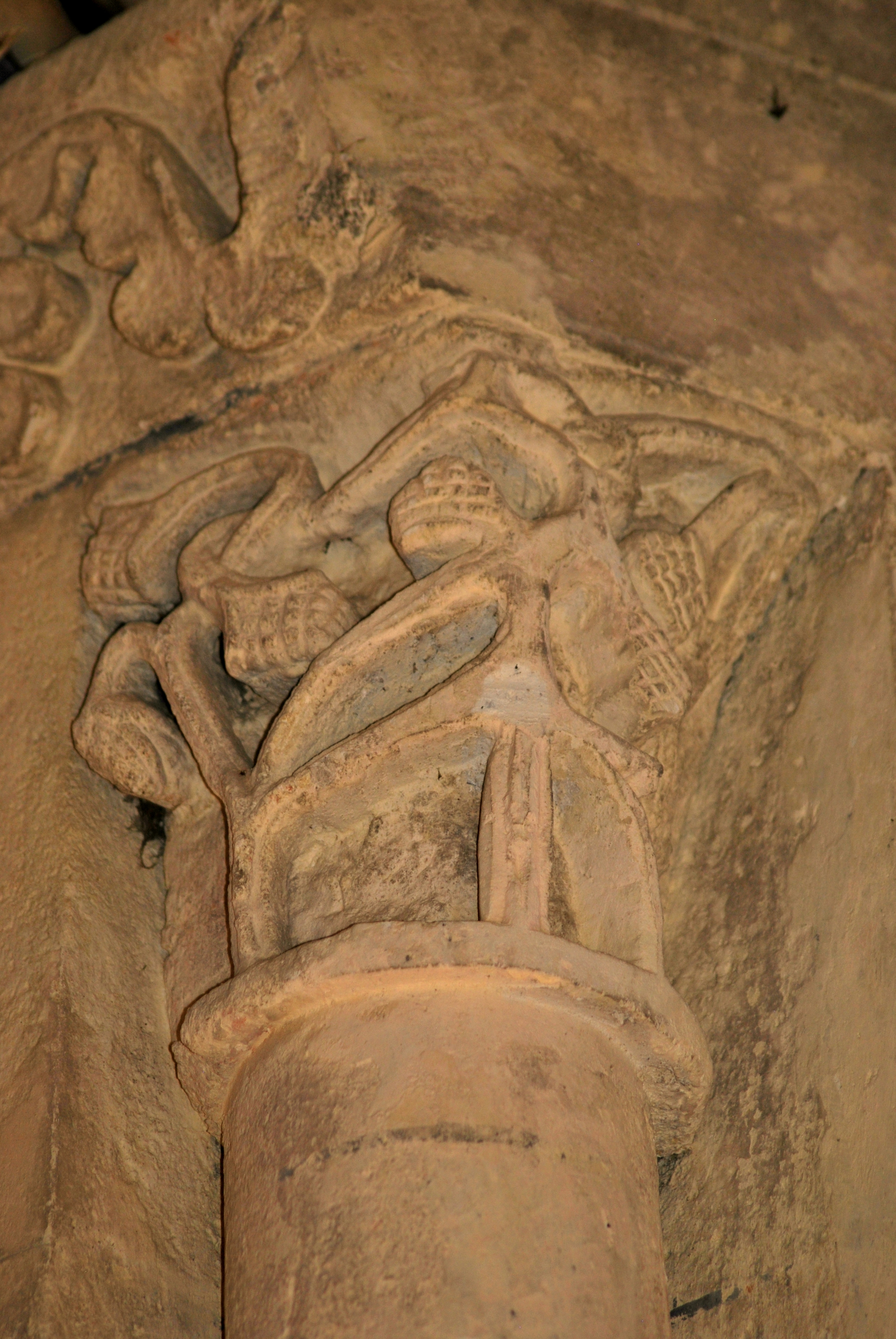
Nord-est chapiteau ouest

Fenêtres du mur sud
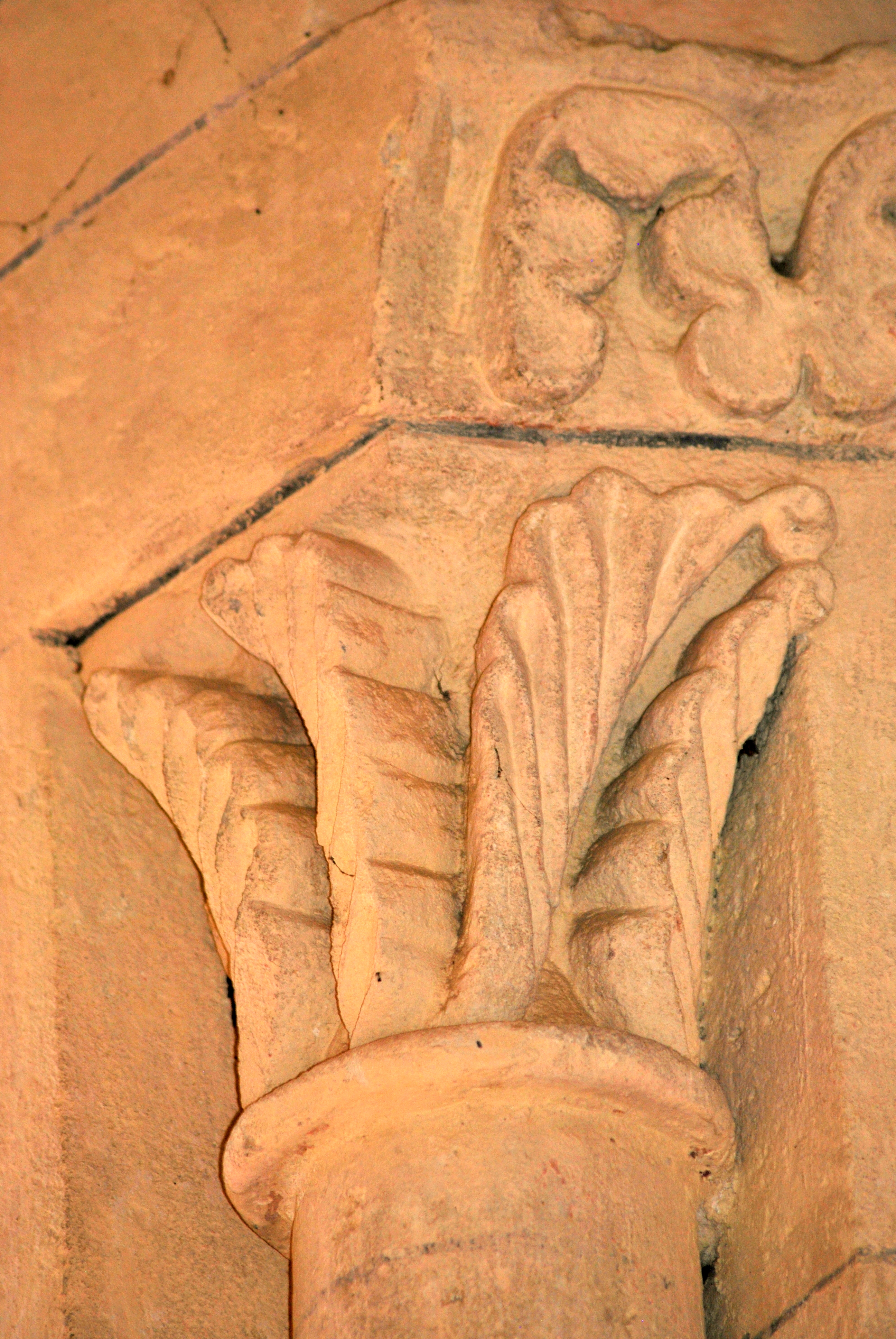
Sud-est chapiteau est
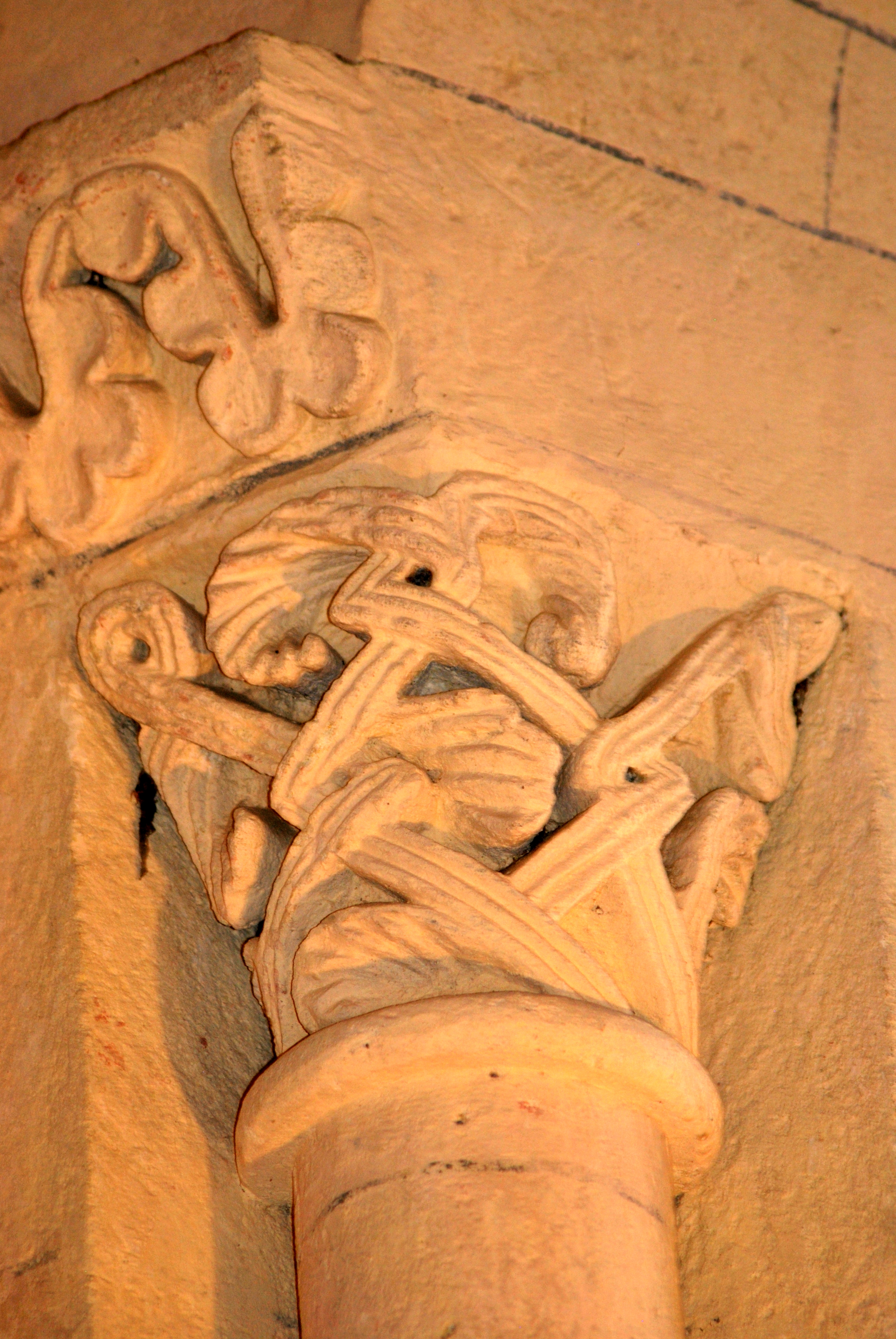
Sud-est chapiteau ouest
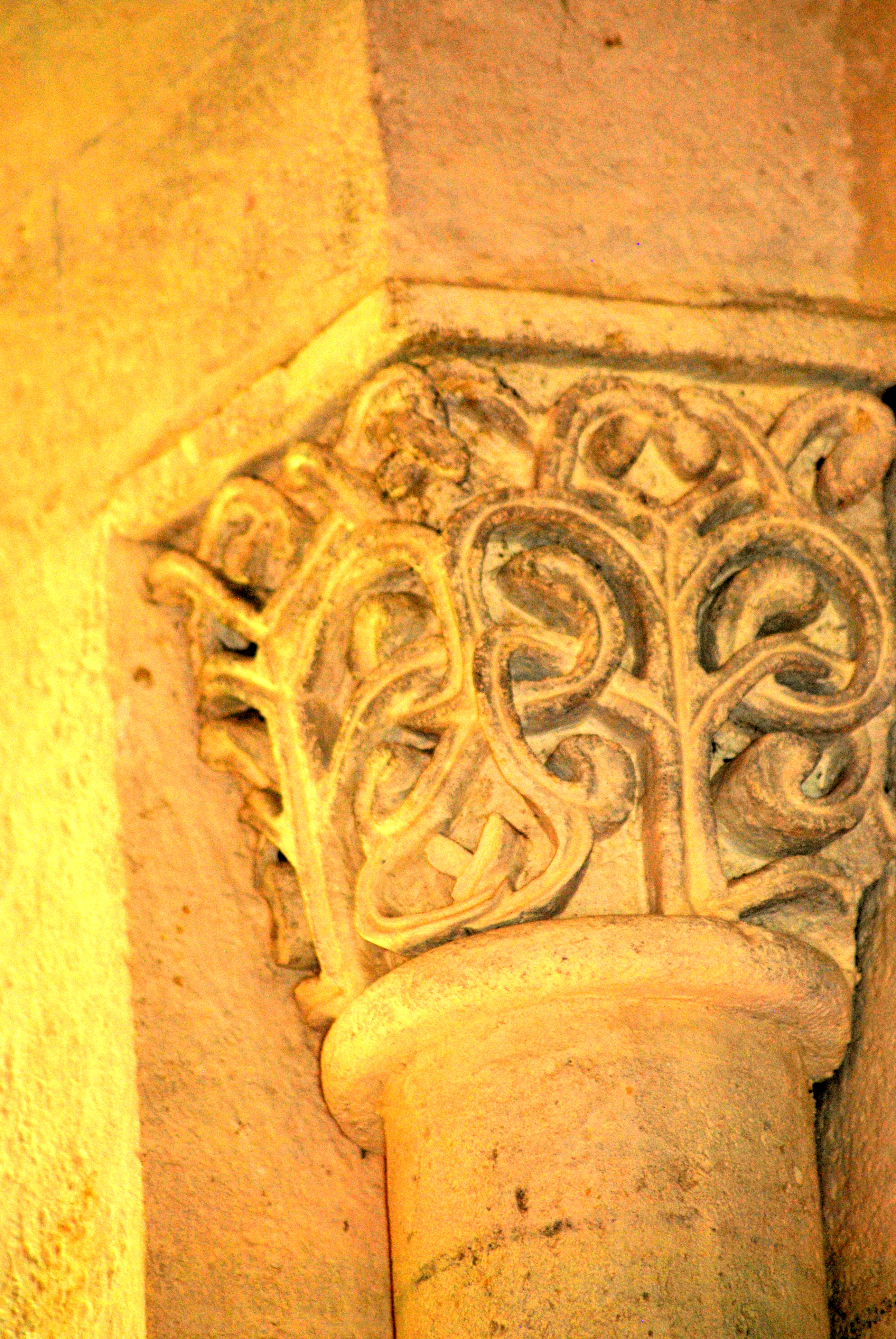
Sud chapiteau est
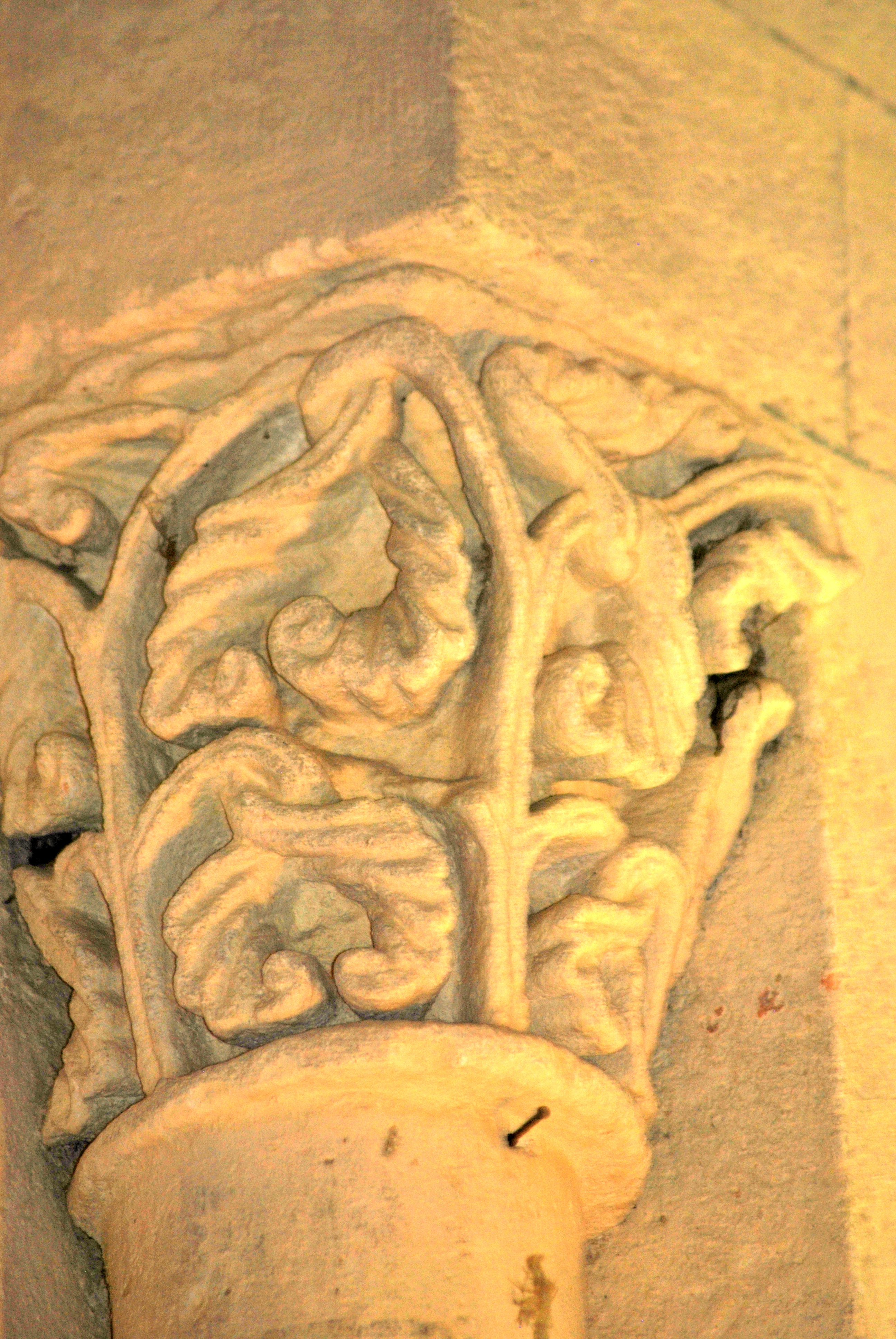
Sud chapiteau ouest

#### Les chapiteaux non historiés
Les deux chapiteaux de l'arc triomphal portent un décor végétal, ainsi que les chapiteaux nos 5, 11 et 12 du sanctuaire.

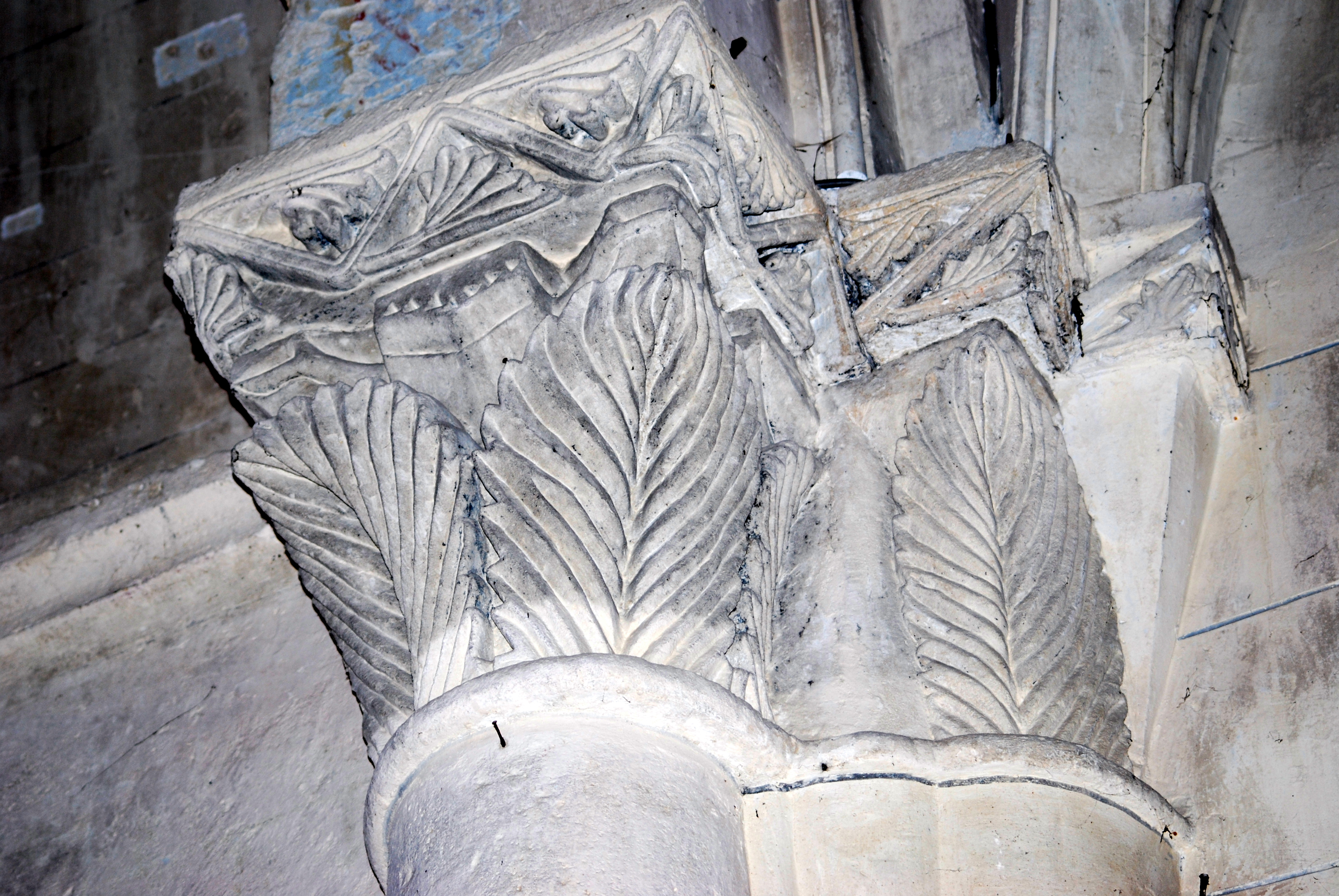
L'arc triomphal Sud
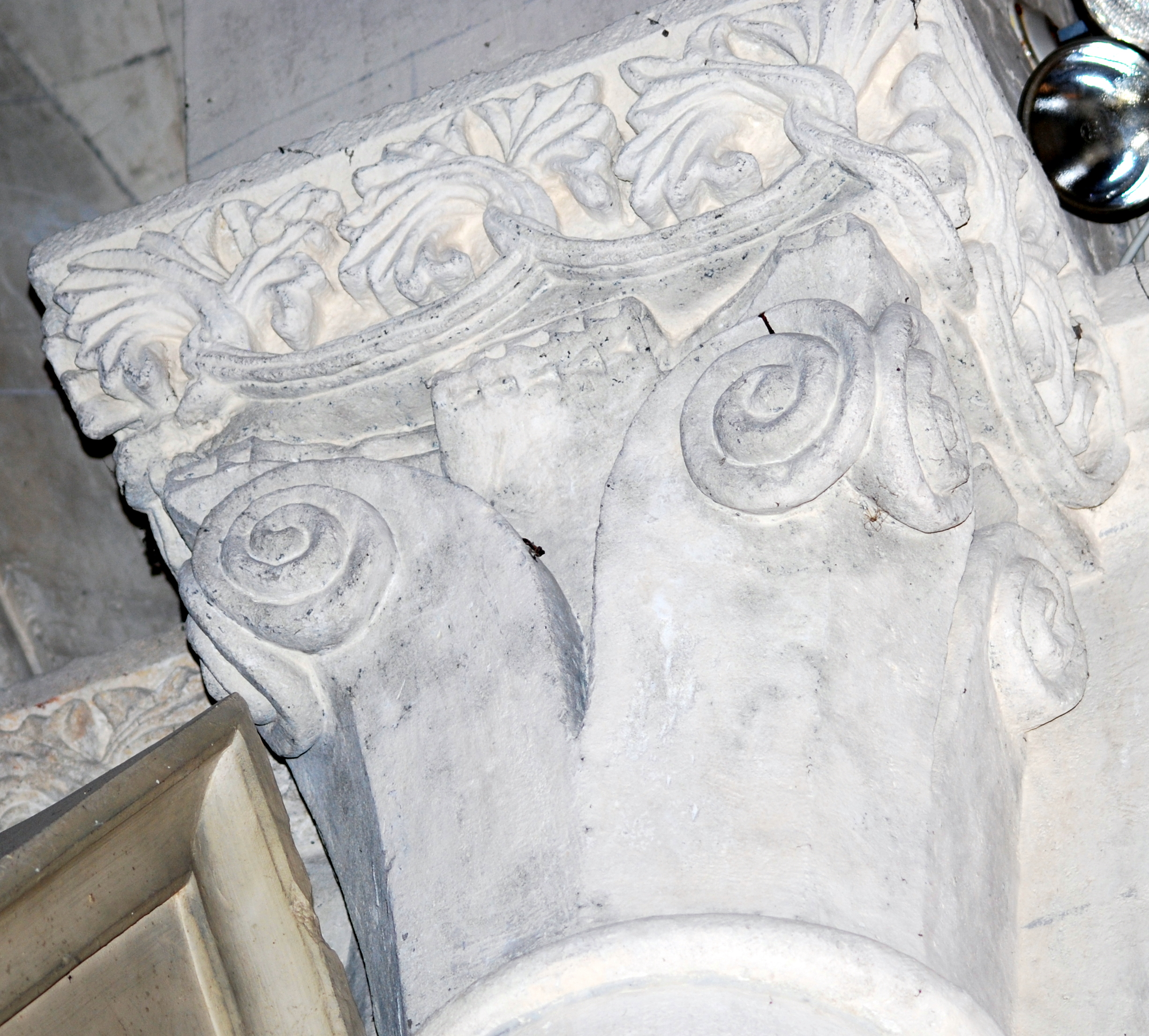
L'arc triomphal Nord
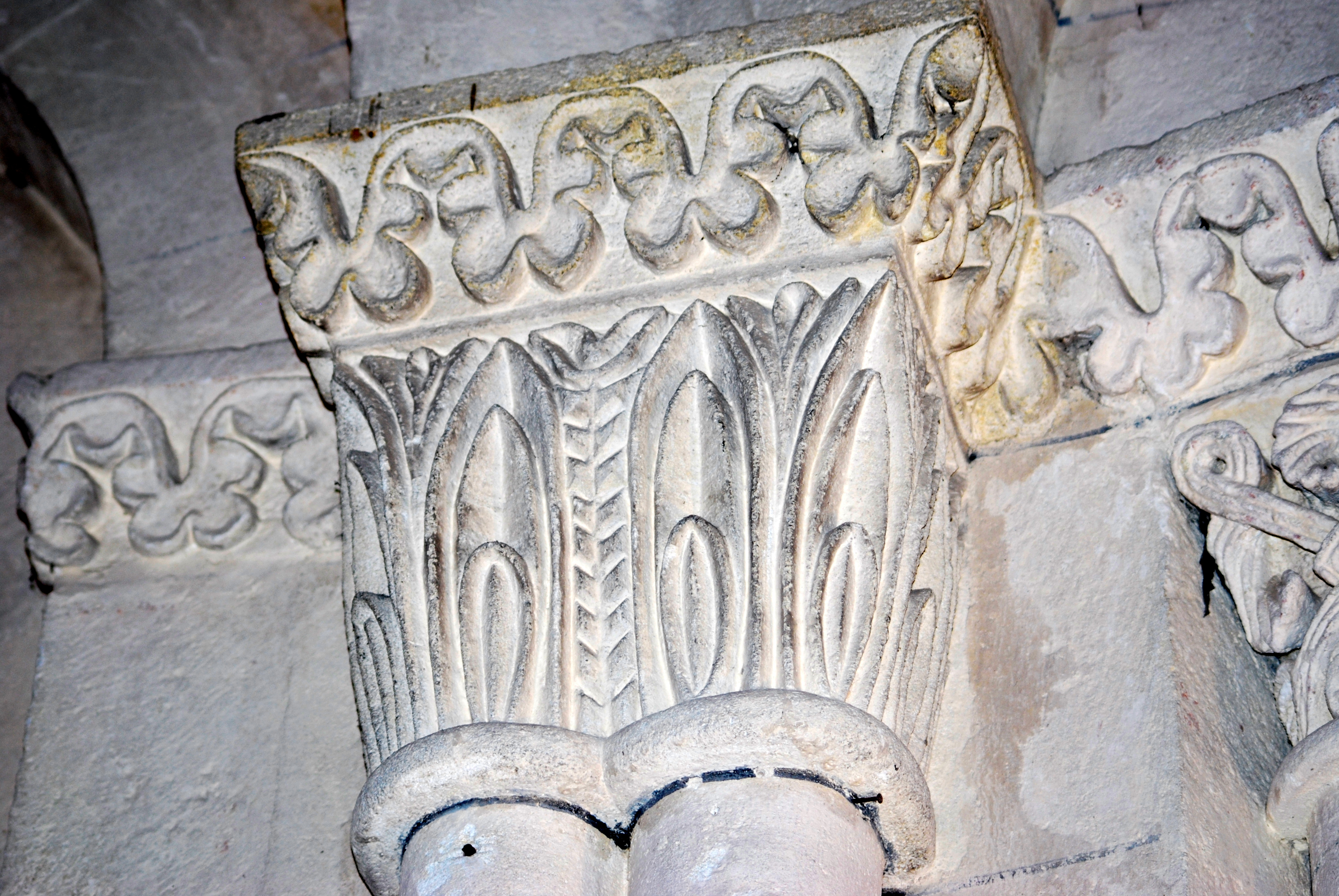
Chapiteau no 5
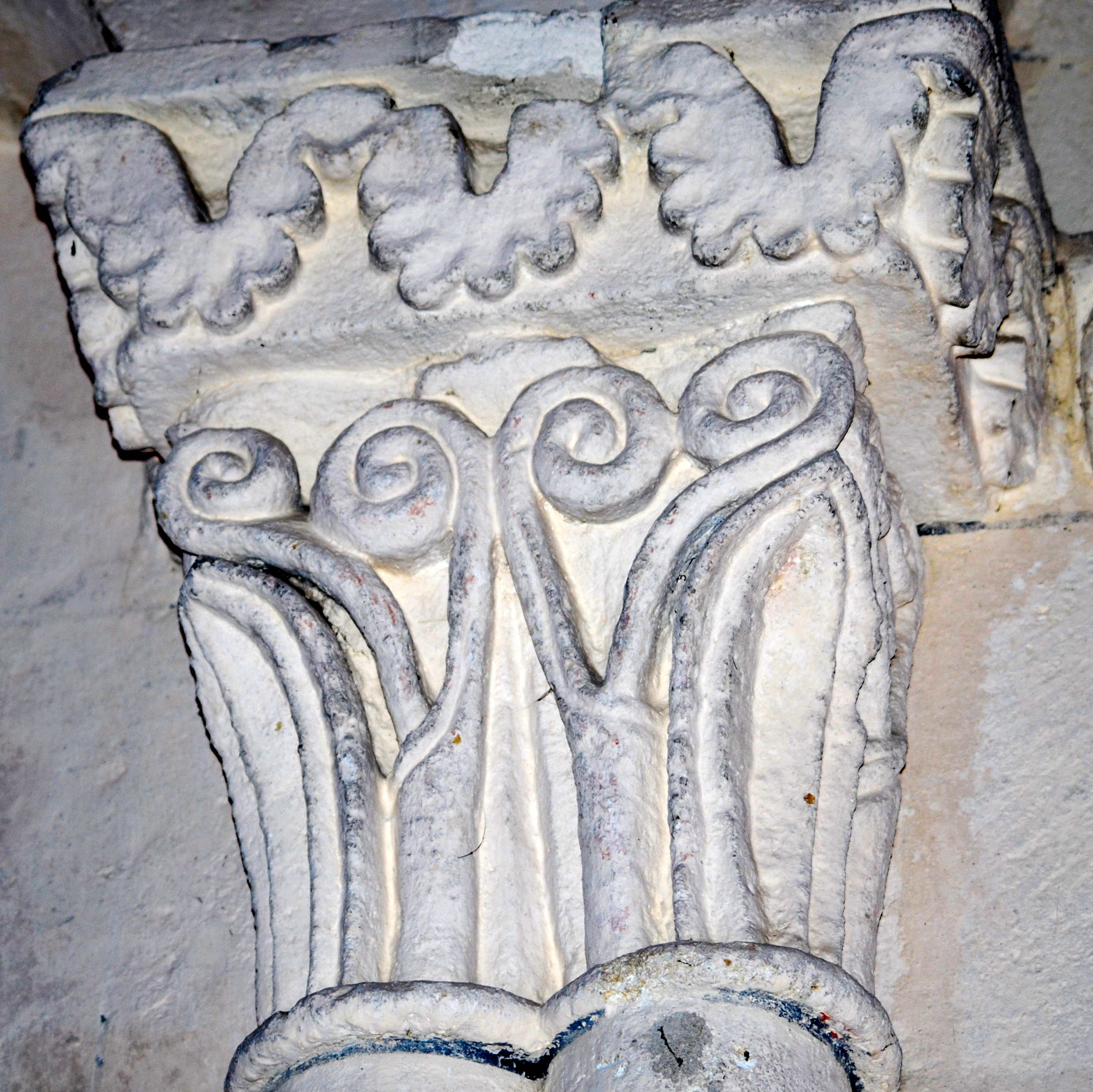
Chapiteau no 11
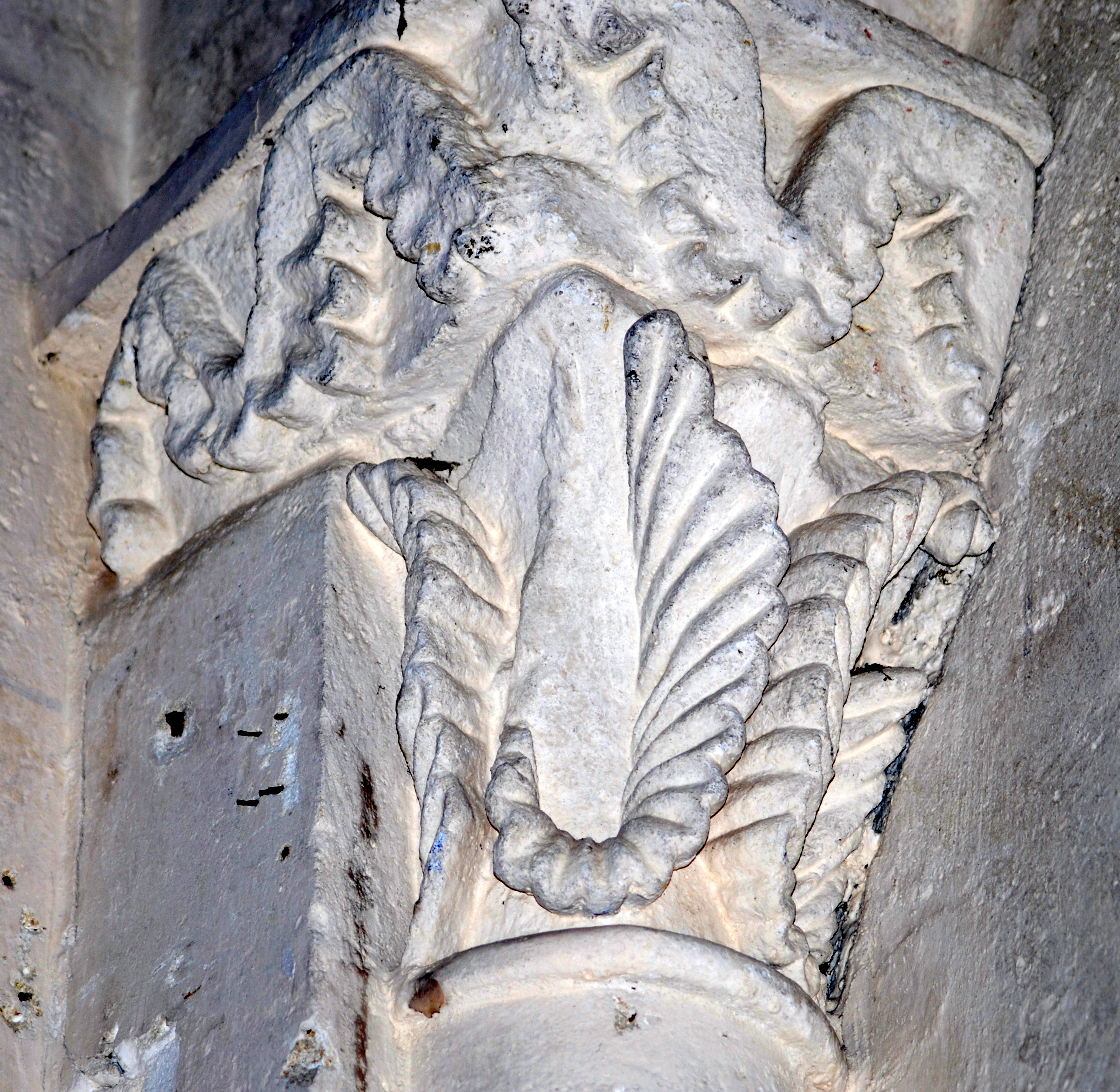
Chapiteau no 12

#### Les chapiteaux non romans
Les chapiteaux nos 4, 8 et 9 ne sont pas romans. Il est probable qu'ils datent du XVIIe siècle.
La paysanne du chapiteau no 4 porte une robe dont le style est totalement étranger à l'époque romane. Les deux bêtes sont d'une espèce inconnue. Il est vraisemblable que cette paysanne a remplacé une autre effigie féminine, qui, vu le contexte des autres chapiteaux, était un rappel au clergé contre la tentation charnelle.
Les chapiteaux nos 8 et 9 possèdent un décor florale inhabituel dans la région. Les pétales du chapiteau no 9 sont percés de petits trous de divers diamètres.
Les deux chapiteaux de la baie nord-est, qui sont romans, ont une décoration de feuillage au sud-est et un entrelacs de sarments au nord-ouest.

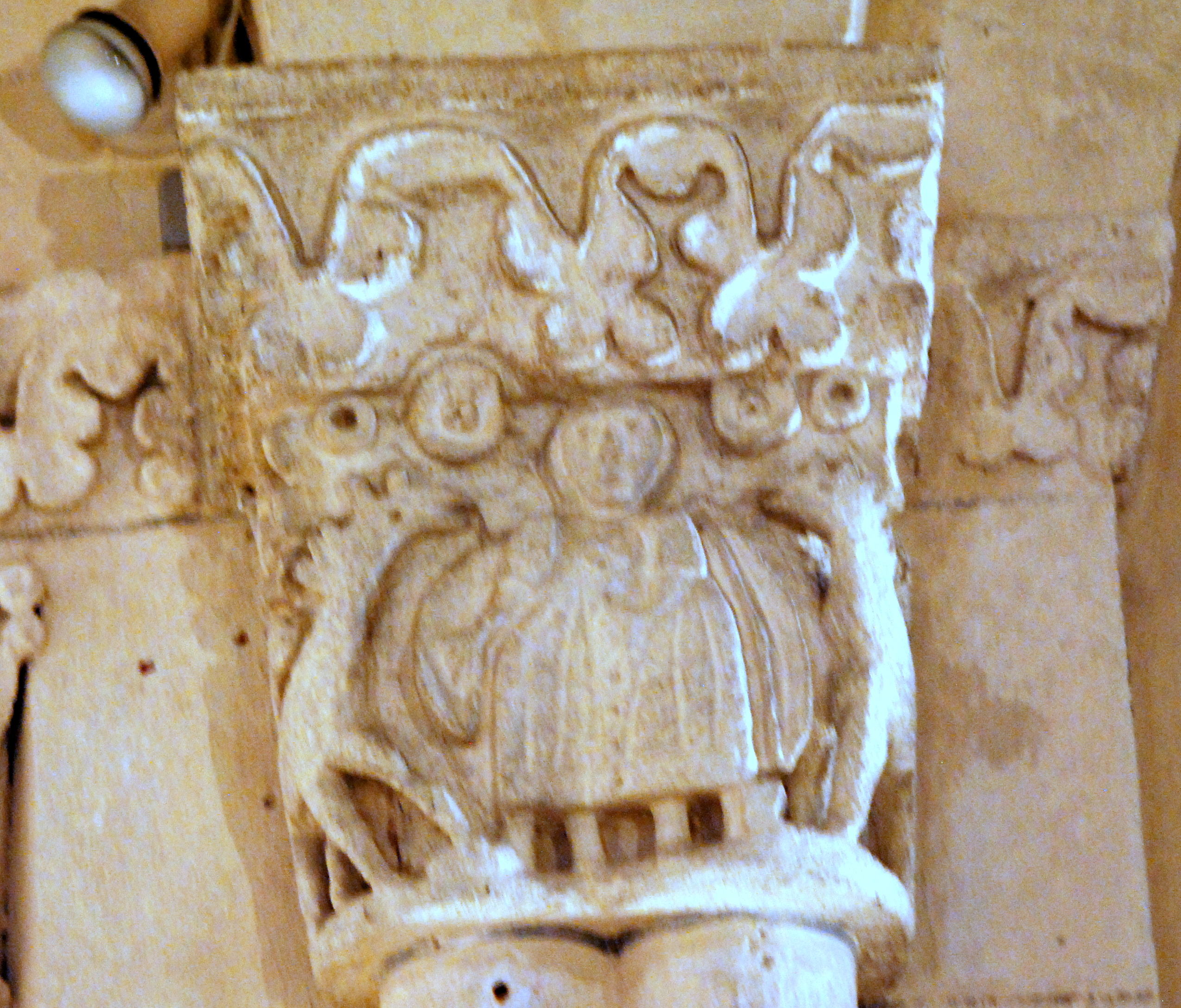
Chapiteau no 4 : Paysanne et « girafes (?) »
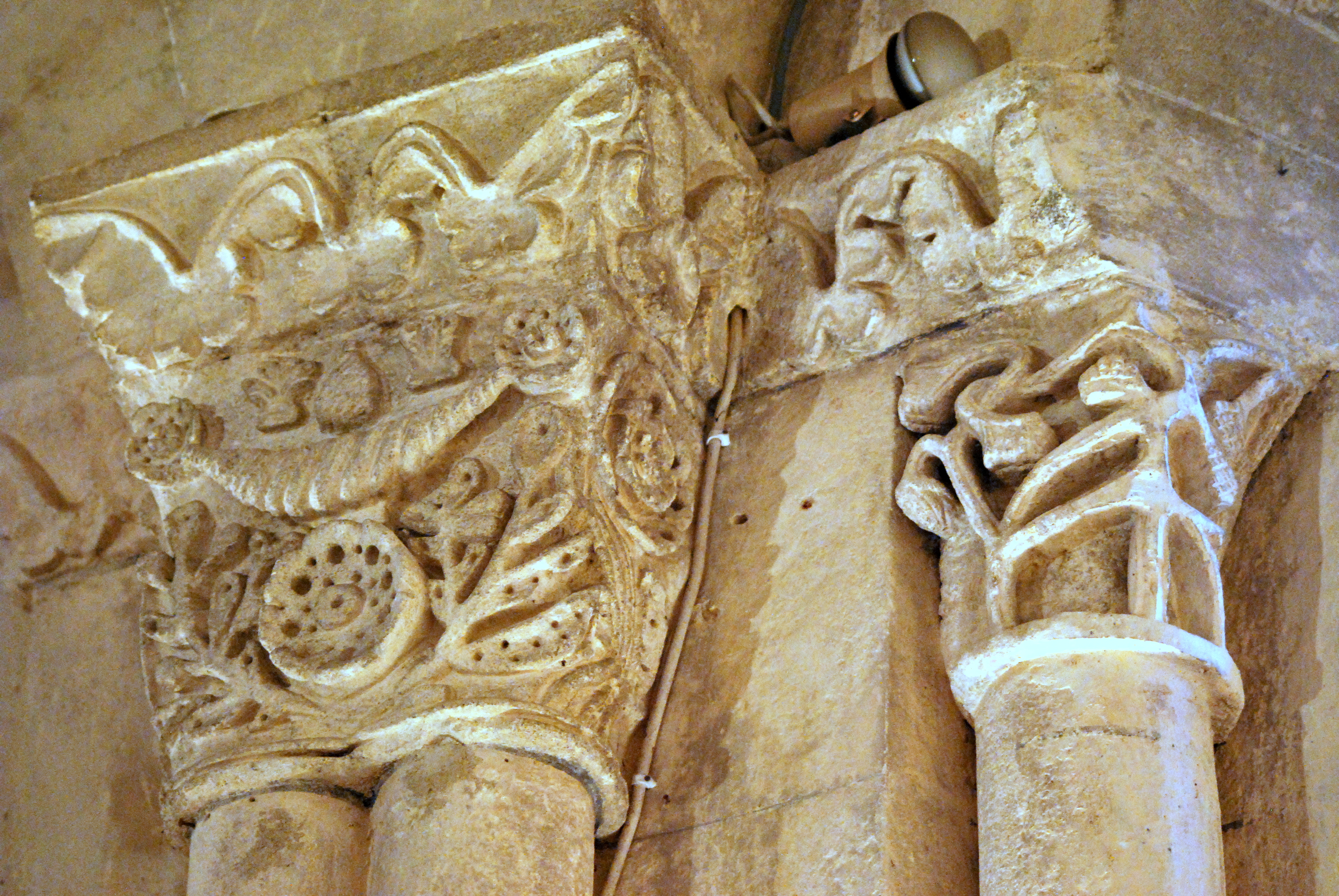
Chapiteau no 9 et chapiteau de baie nord-est
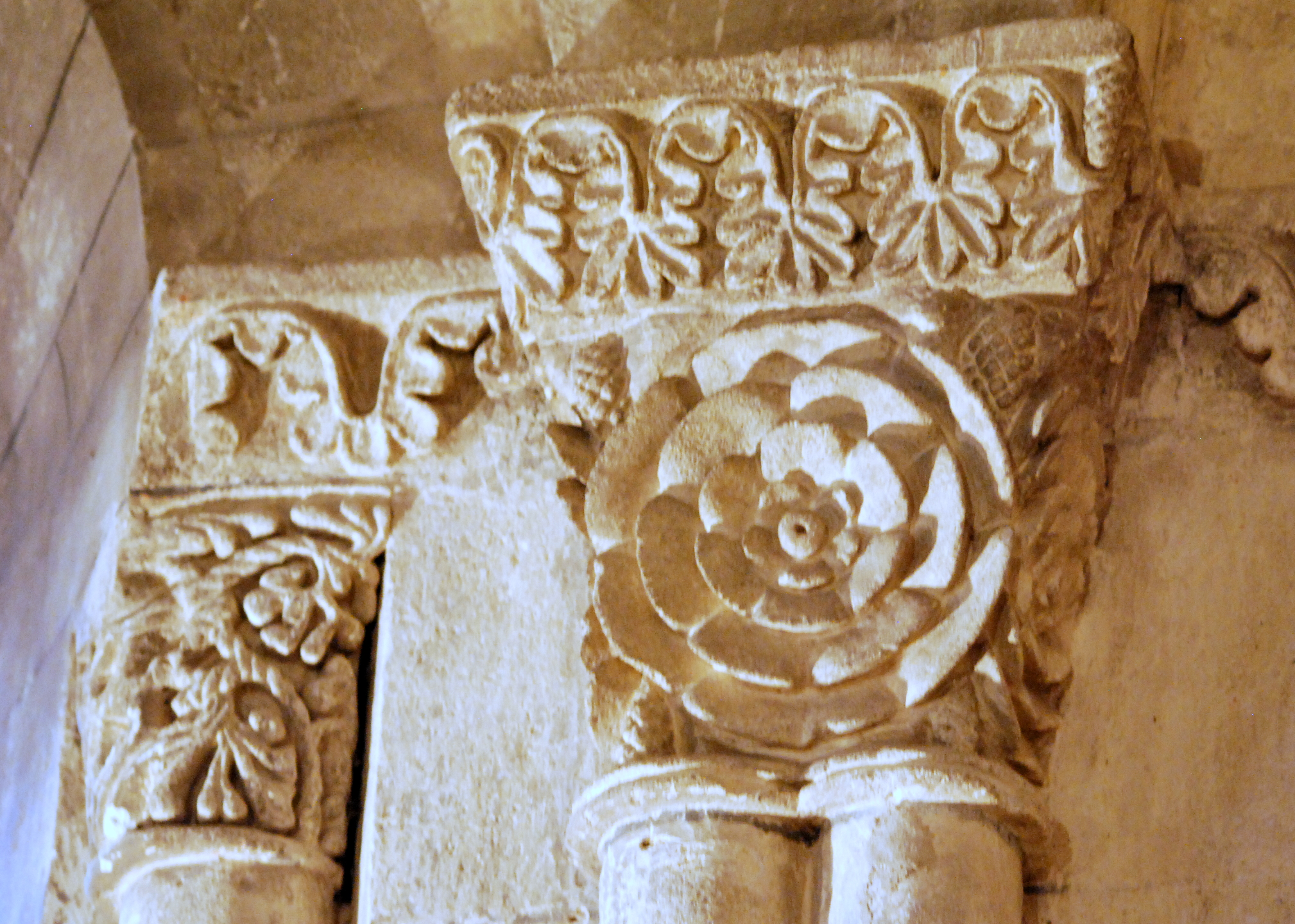
Chapiteau no 8 et chapiteau de baie nord-est

#### Les vitraux du sanctuaire
Les vitraux du sanctuaire datent de l'époque après la restauration de 1864.

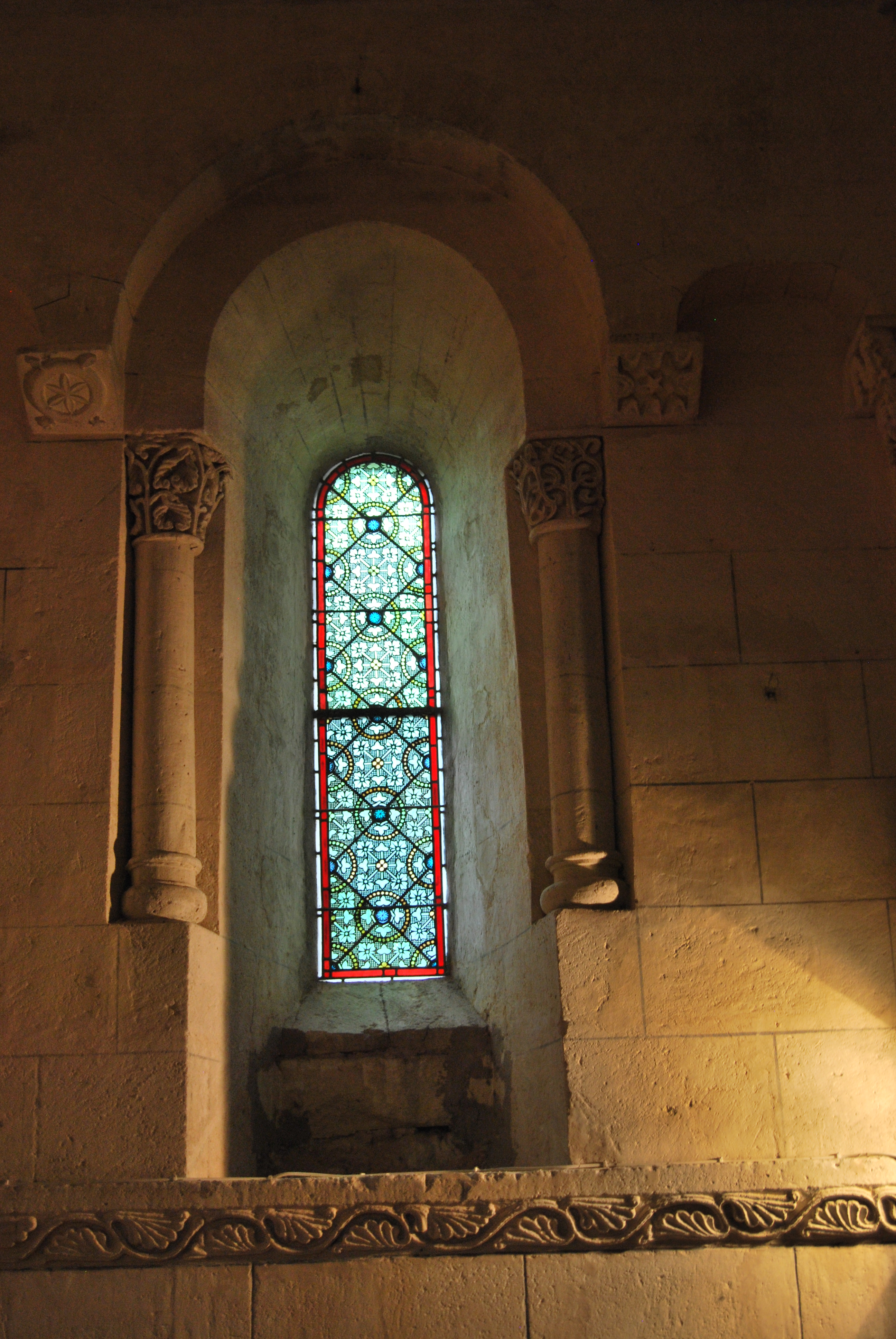
Fenêtre Sud
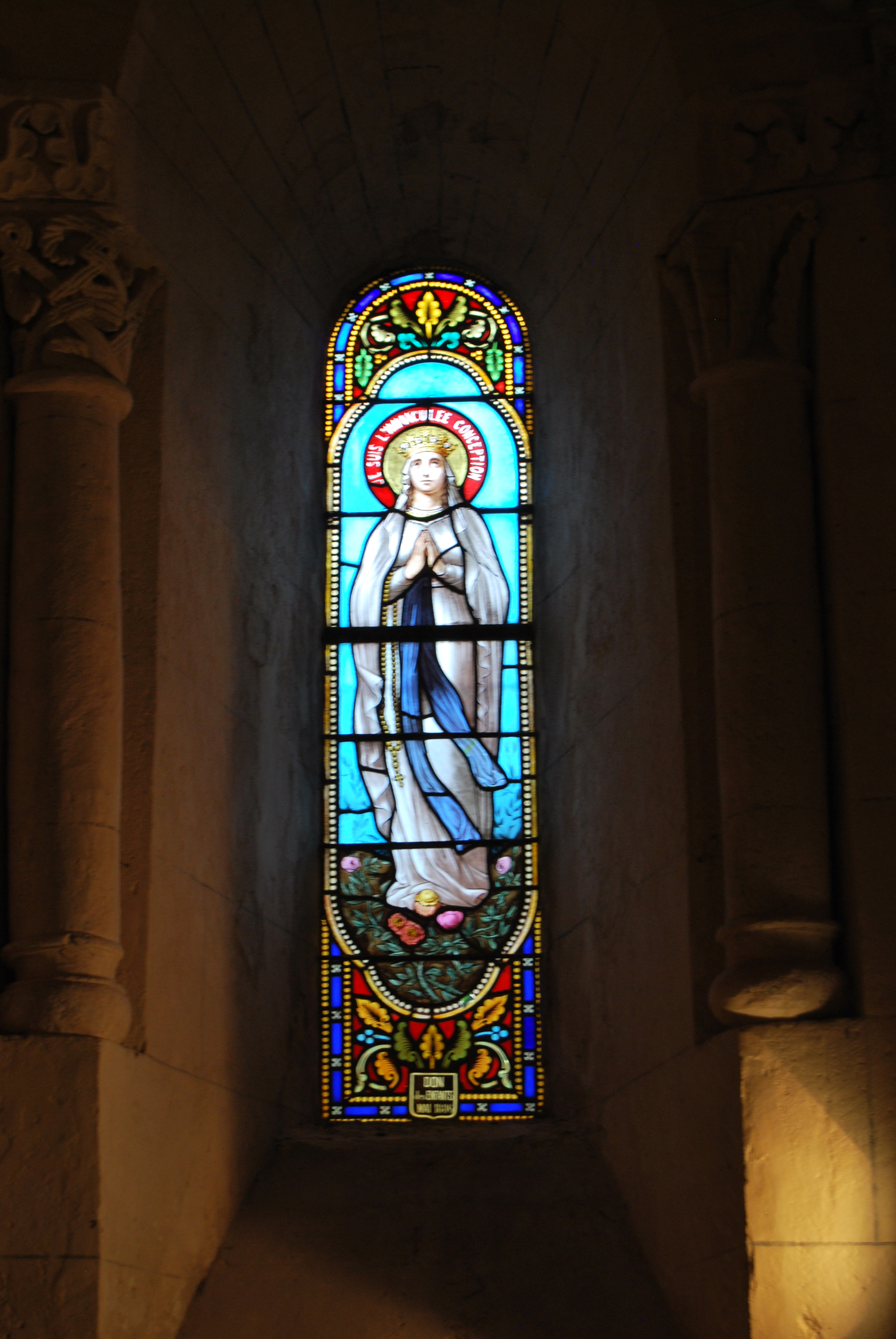
Fenêtre Sud-est
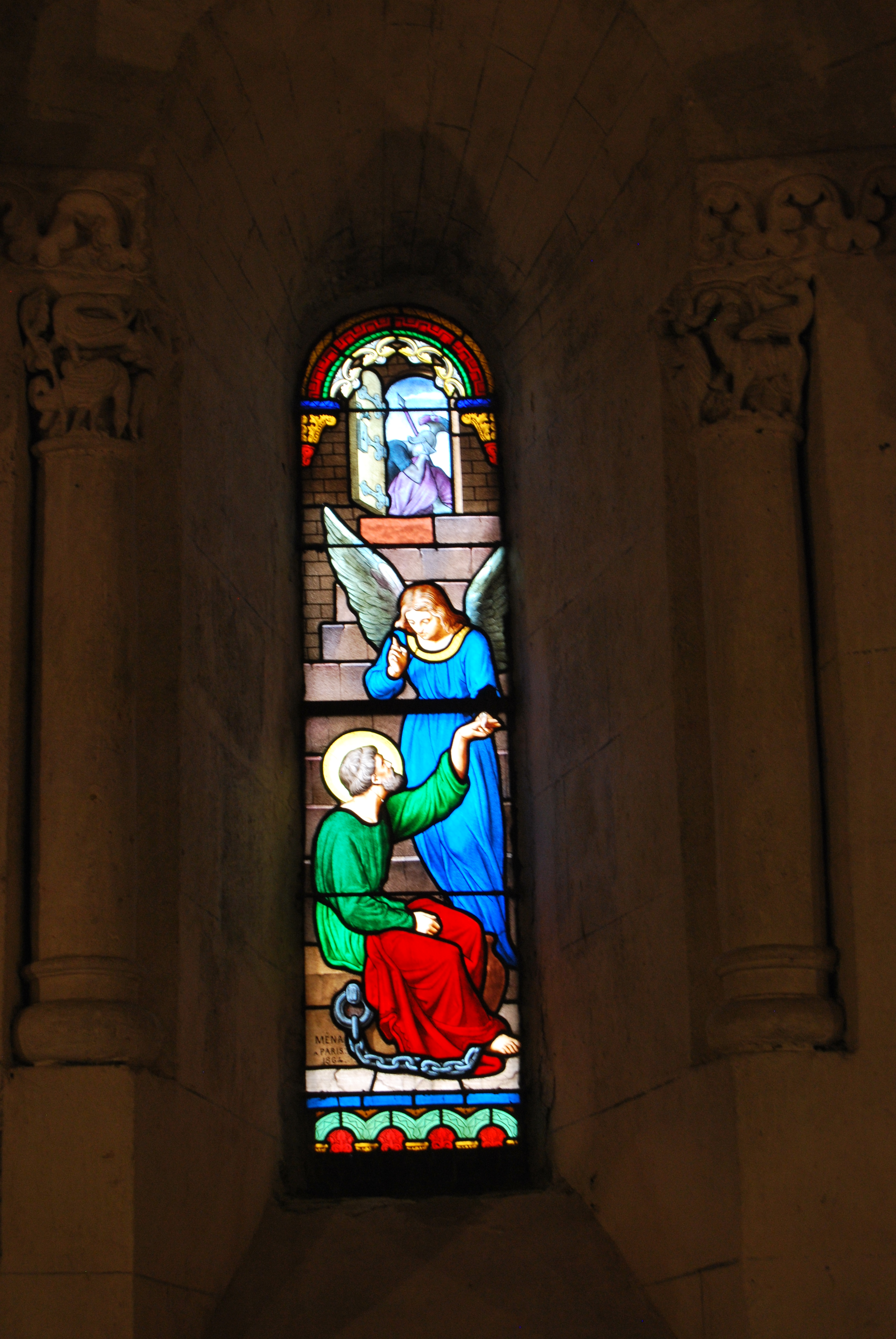
Fenêtre Est
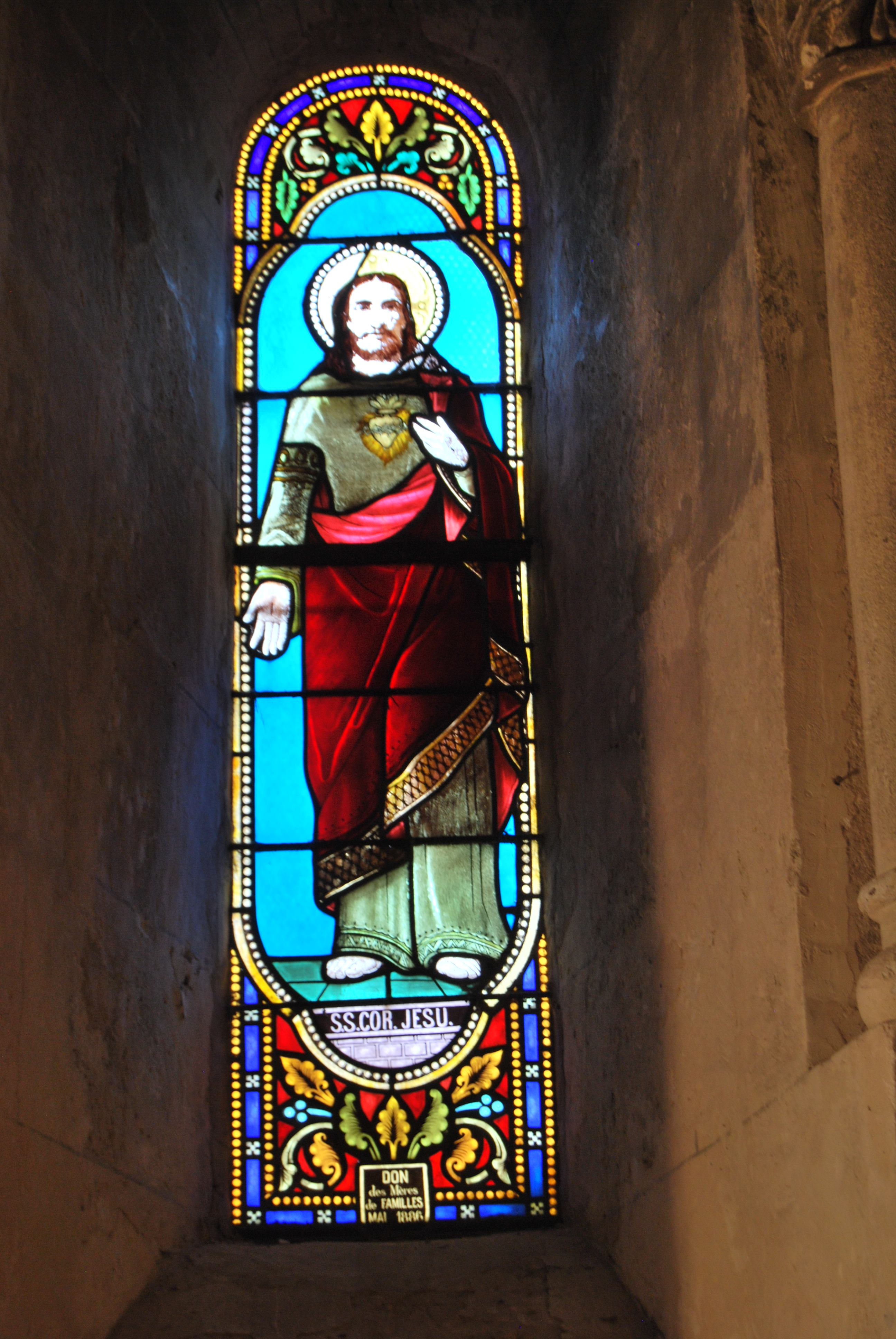
Fenêtre Nord-est
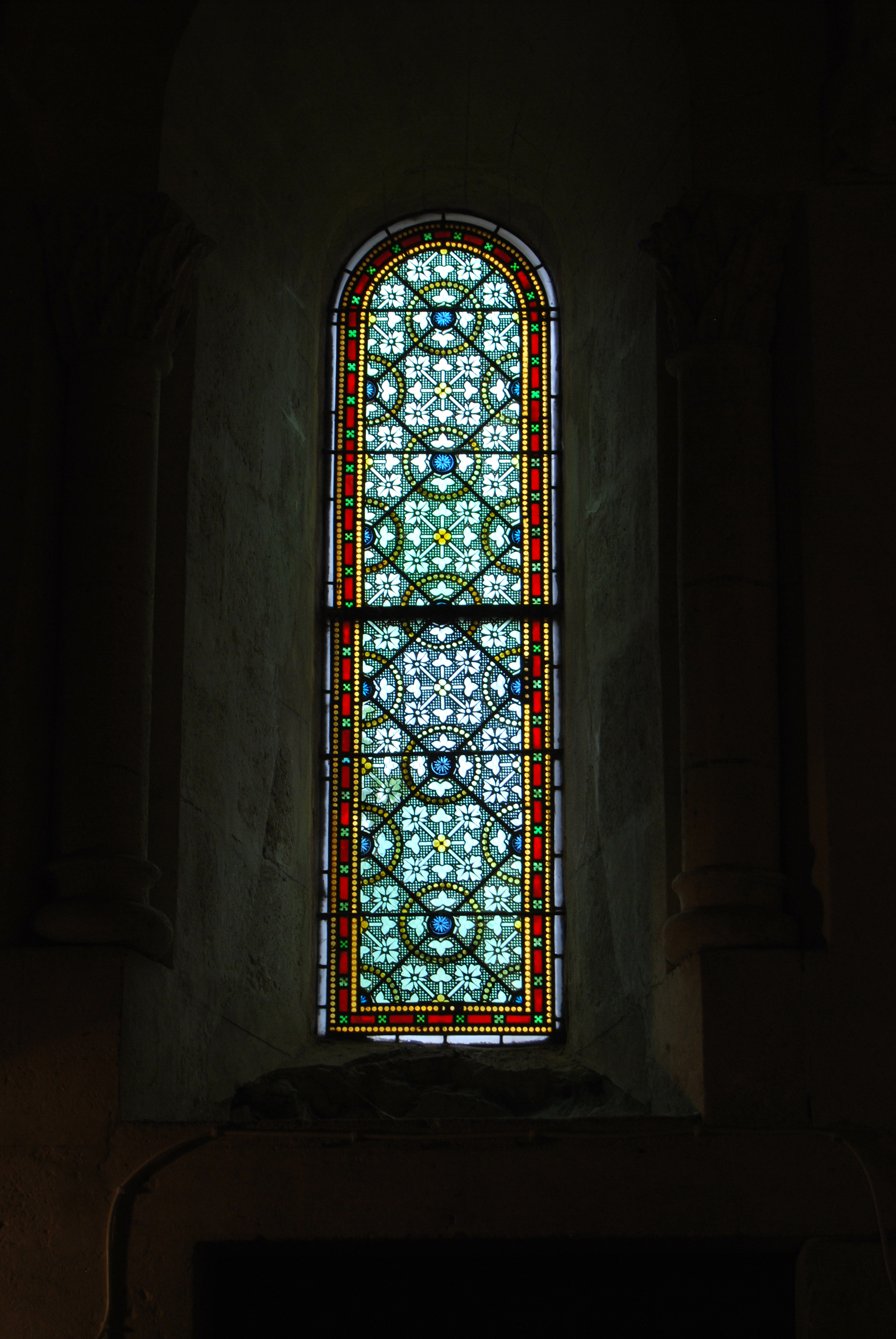
Fenêtre Nord

## L'intérieur et le mobilier

### La nef
La chaire, dont la cuve est en pierre, date du XVIIe siècle et est surmontée d'un abat-voix du XIXe siècle. On y accède par une porte qui, autrefois, conduisait également à l'ancienne sacristie.
Le grand crucifix en bois date du XVIIe siècle.
La sacristie au nord-ouest et une dépendance au sud-ouest ont été construites en 1864.
Au-dessus de la porte de la sacristie, la colombe du Saint-Esprit, en bois doré, date du XVIIIe siècle.

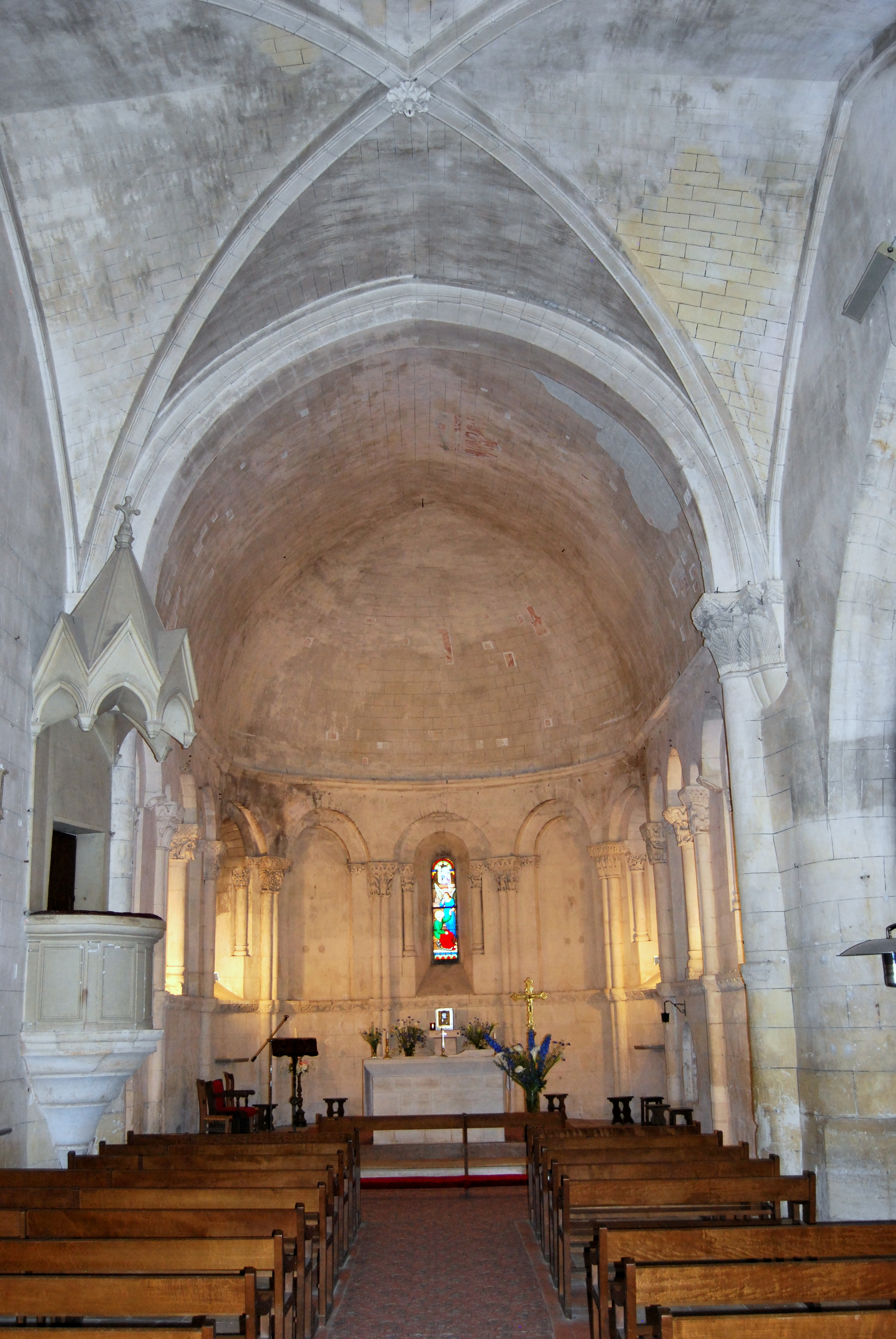
La nef
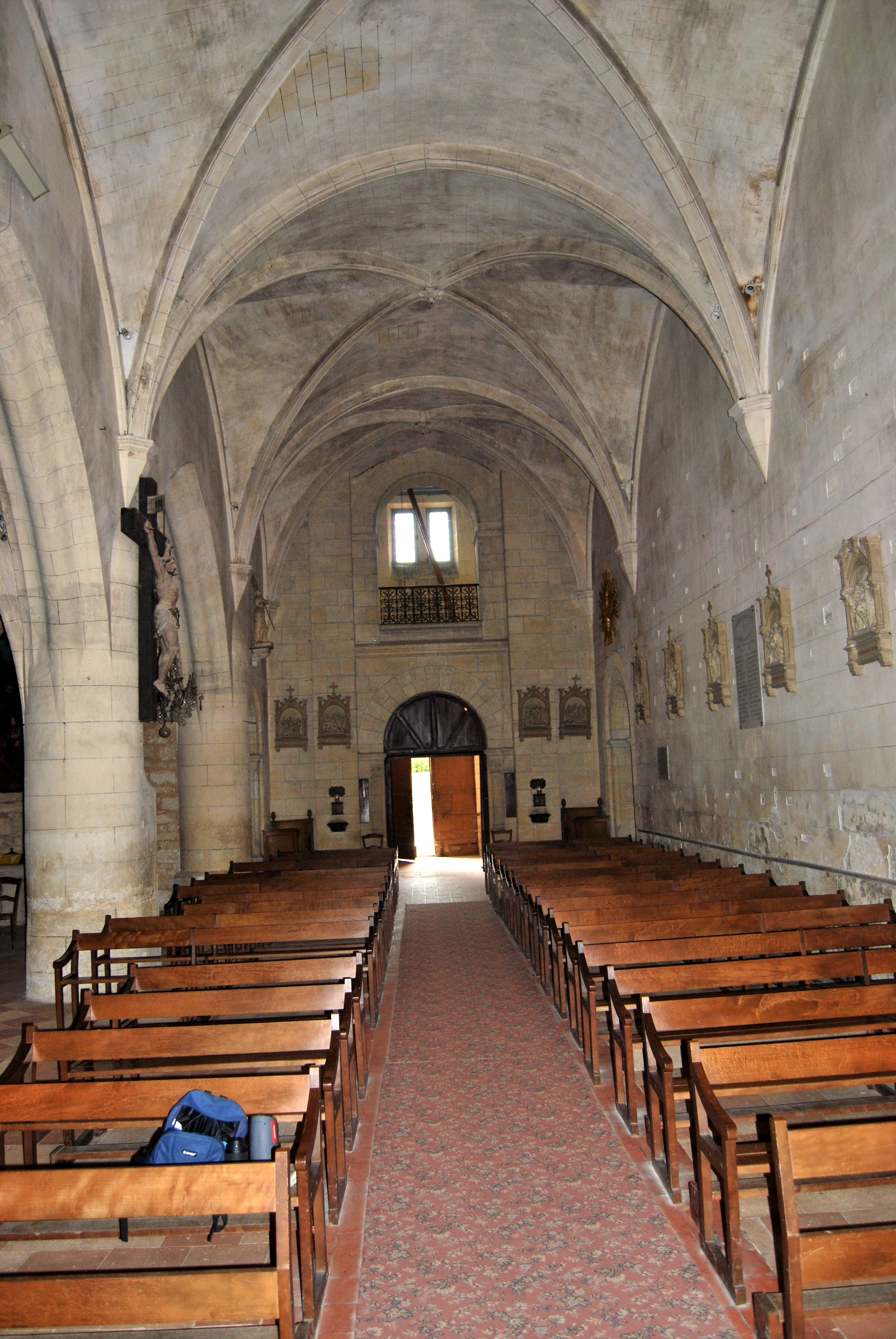
La nef
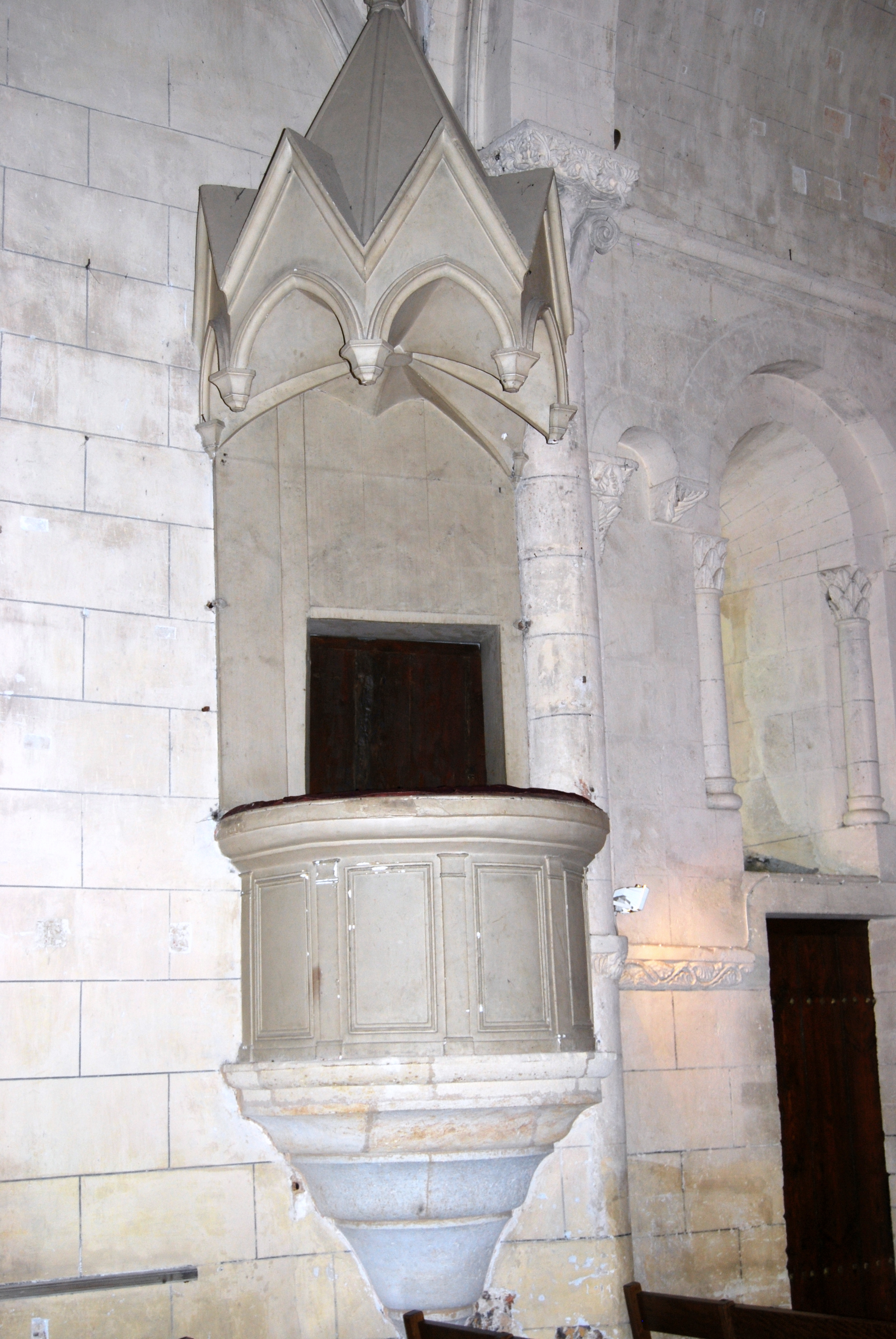
La chaire
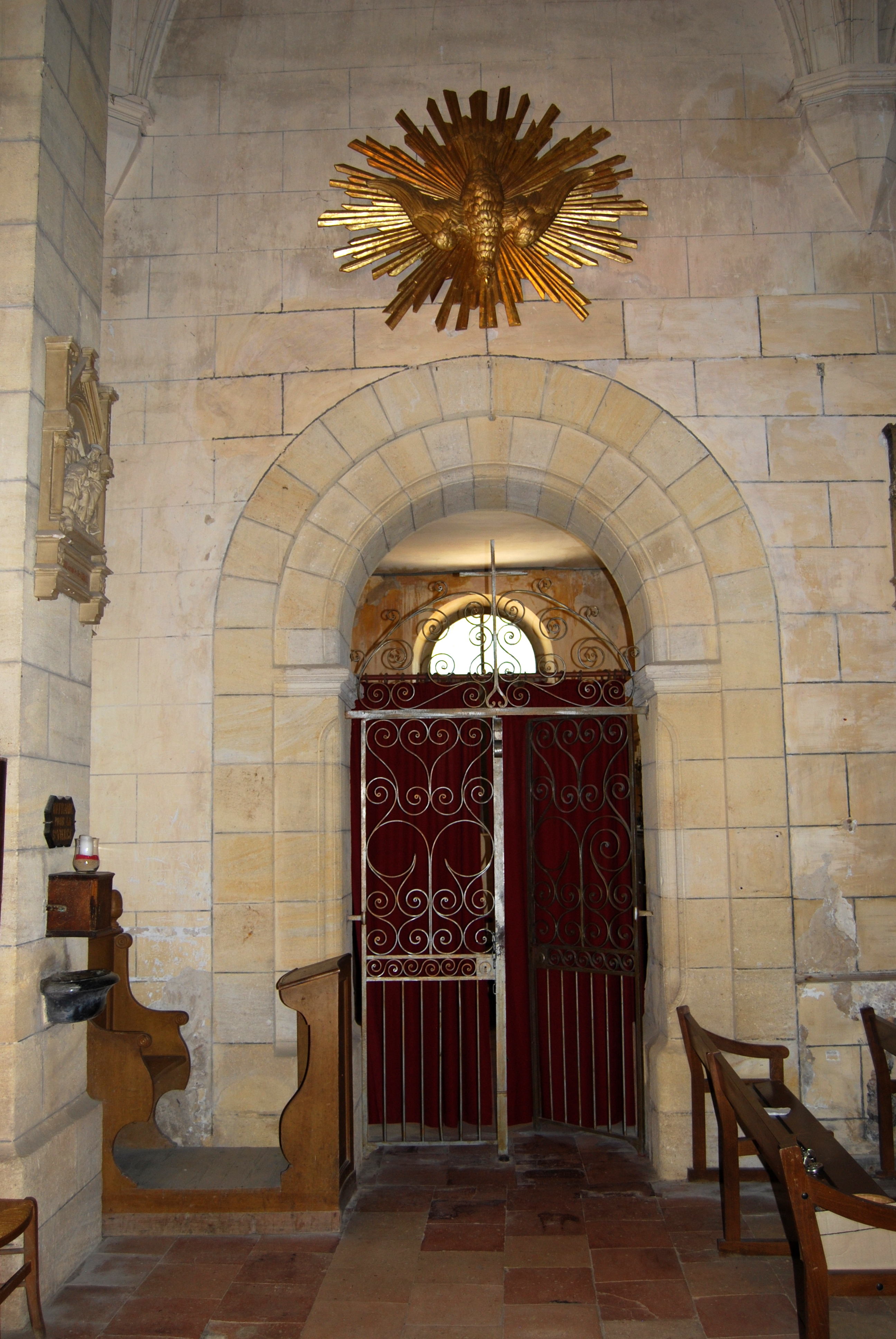
L'entrée de la sacristie
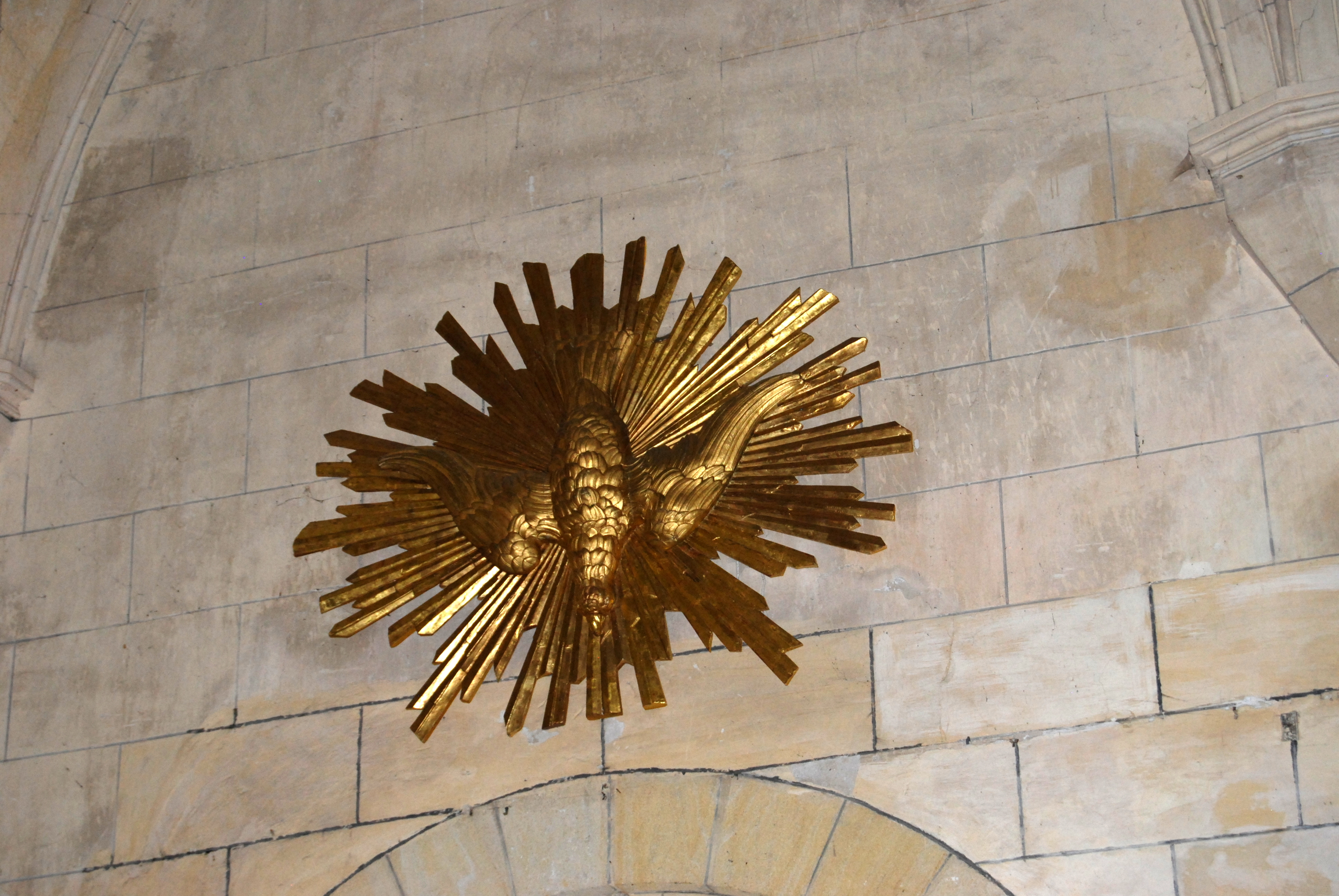
La colombe du St Esprit
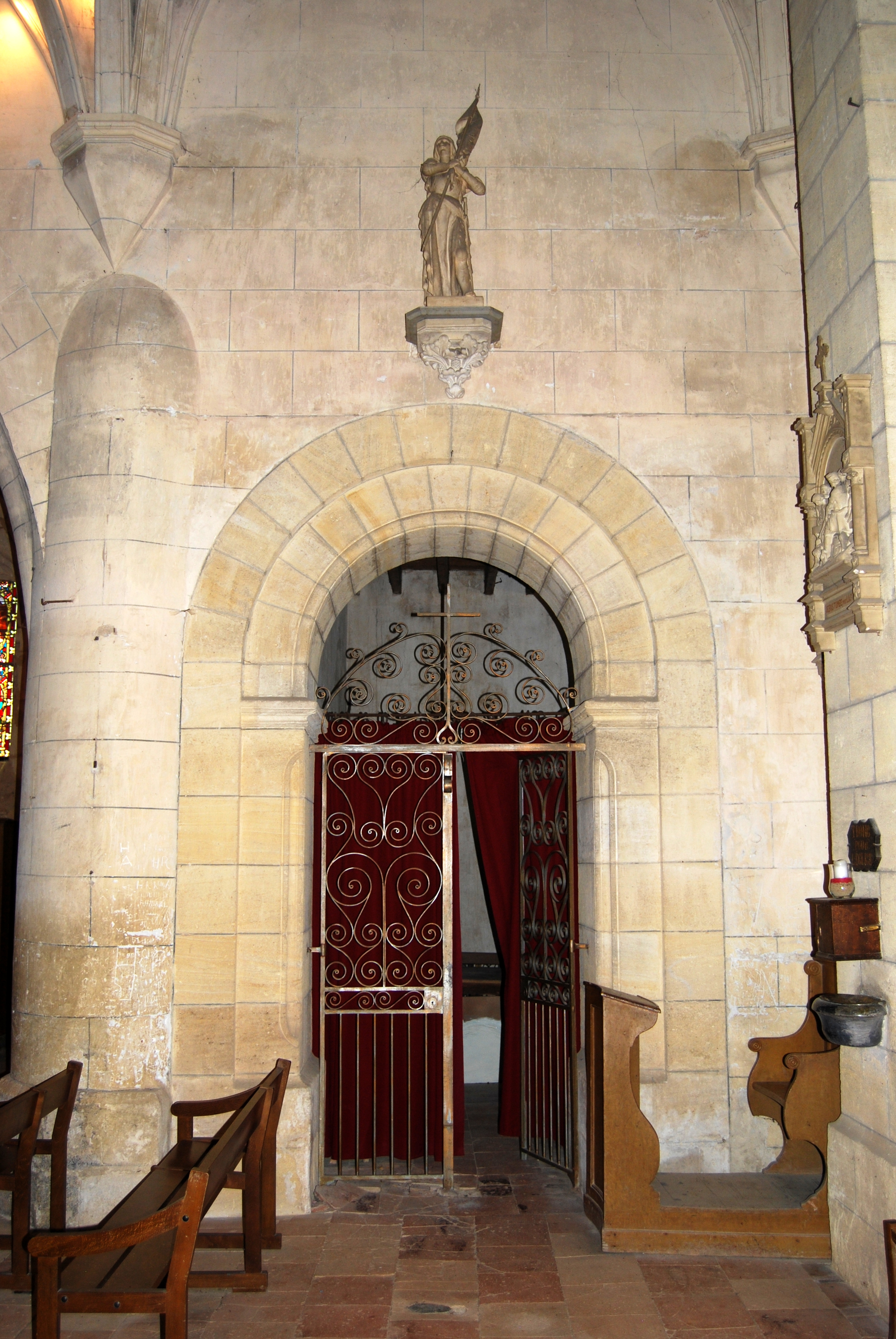
Dépendance sud

Dans la sacristie se trouvent deux gravures : Charles François d'Aviau du Bois de Sanzay, archevêque de Bordeaux de 1802 à 1826 et Jean Lefebvre de Cheverus, archevêque de Bordeaux de 1826 à 1836.
À chaque côté de la porte d'entrée se trouve une stalle d'époque de la Restauration.

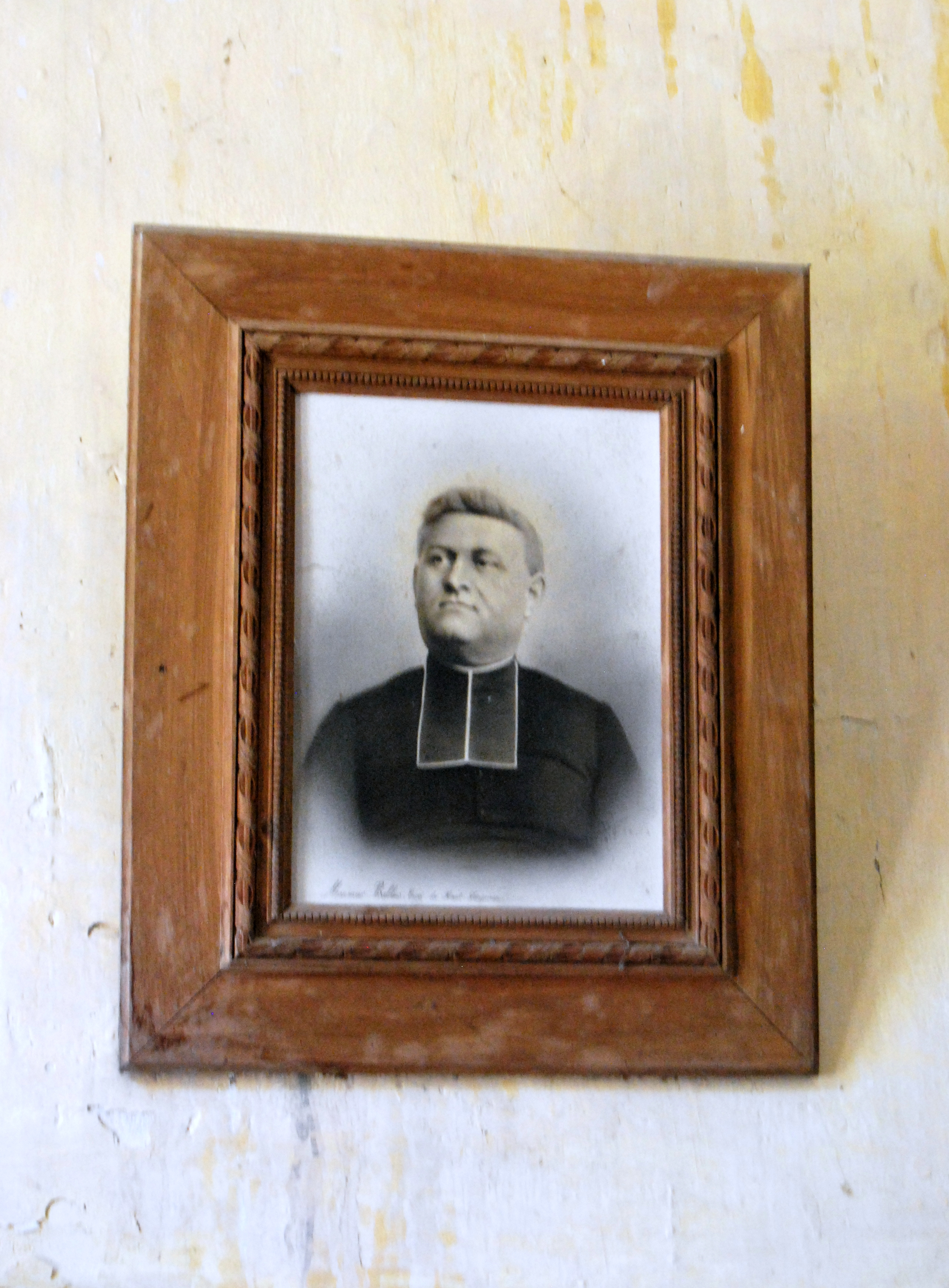
Mgr d'Aviau
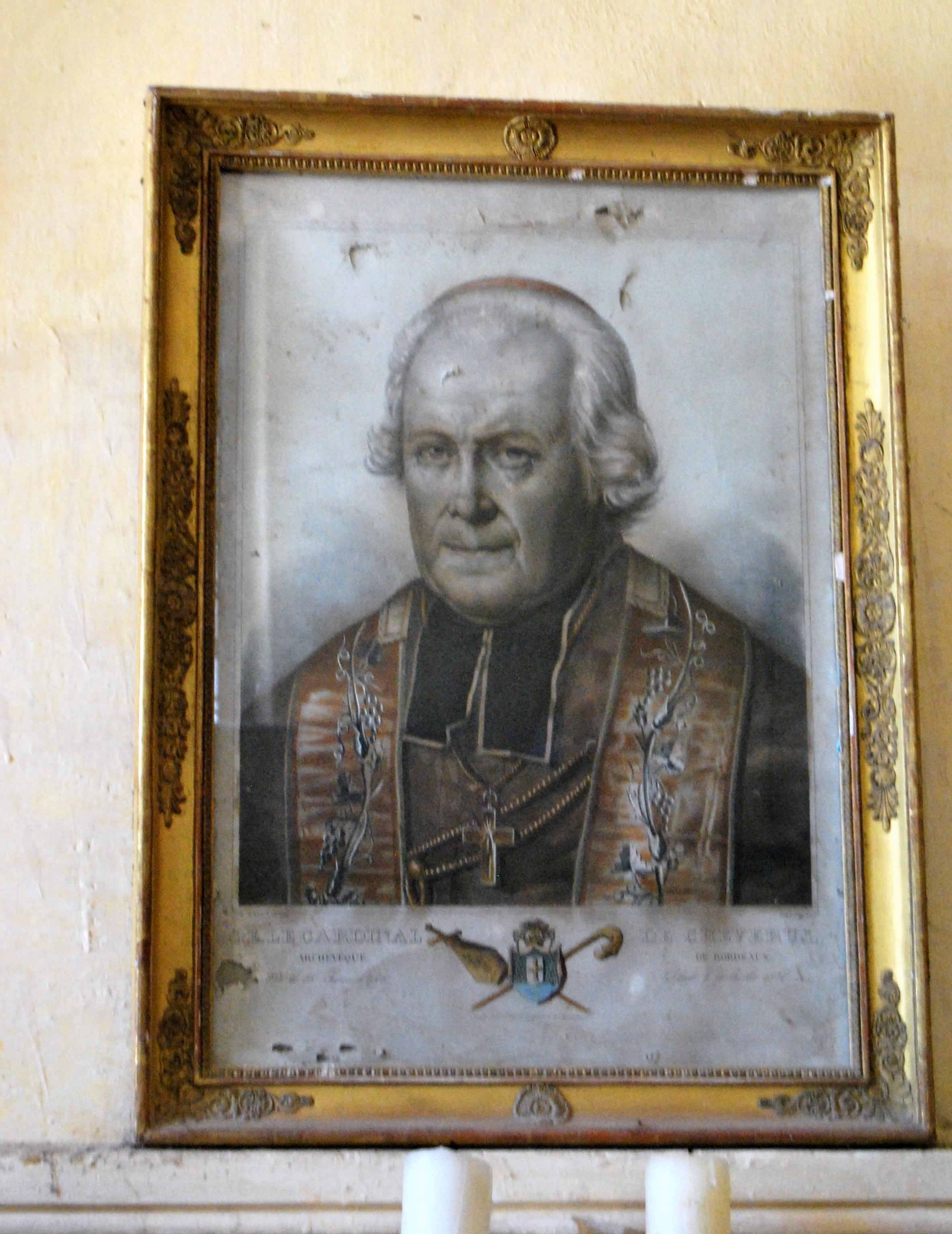
Mgr de Cheverus
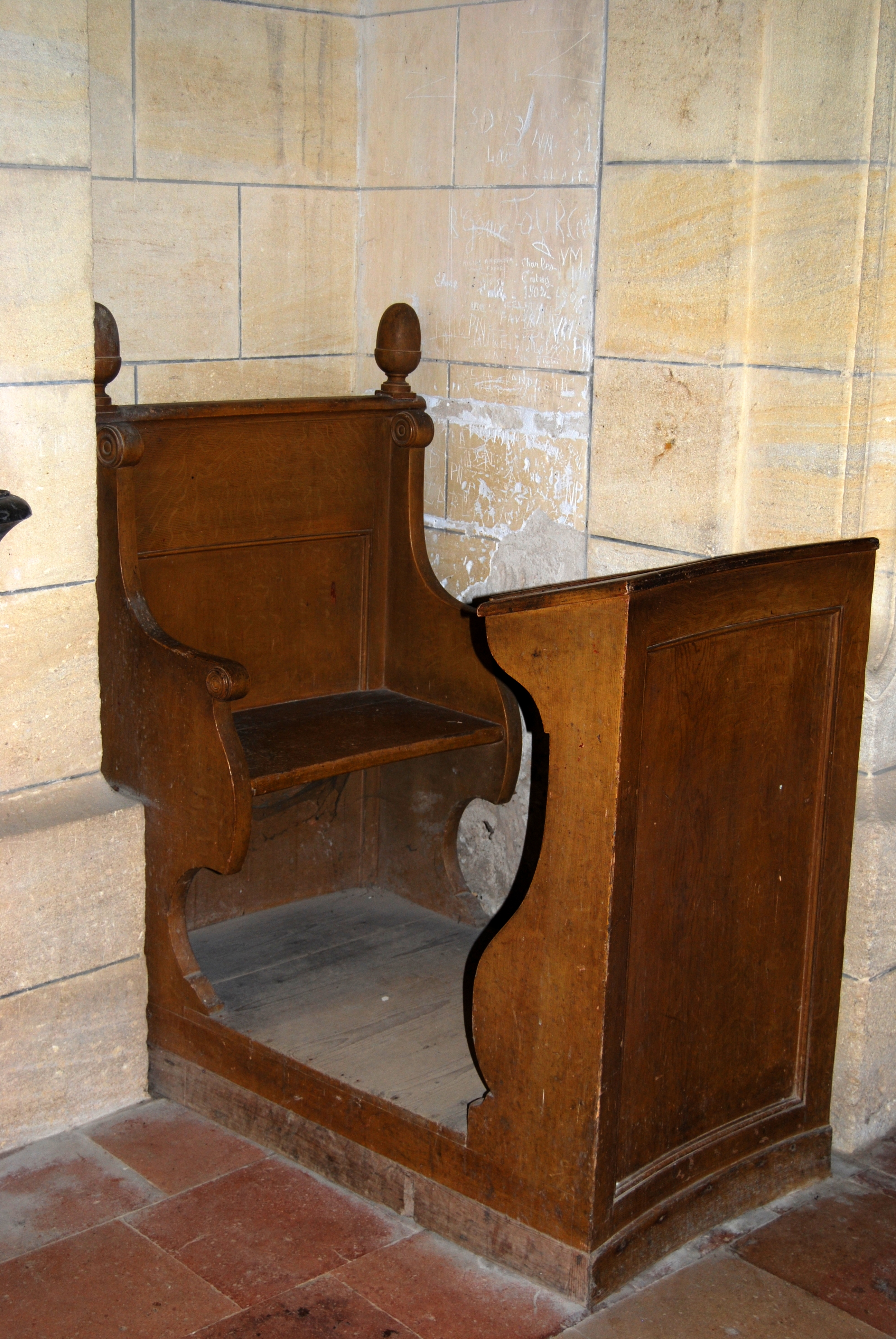
Stalle nord
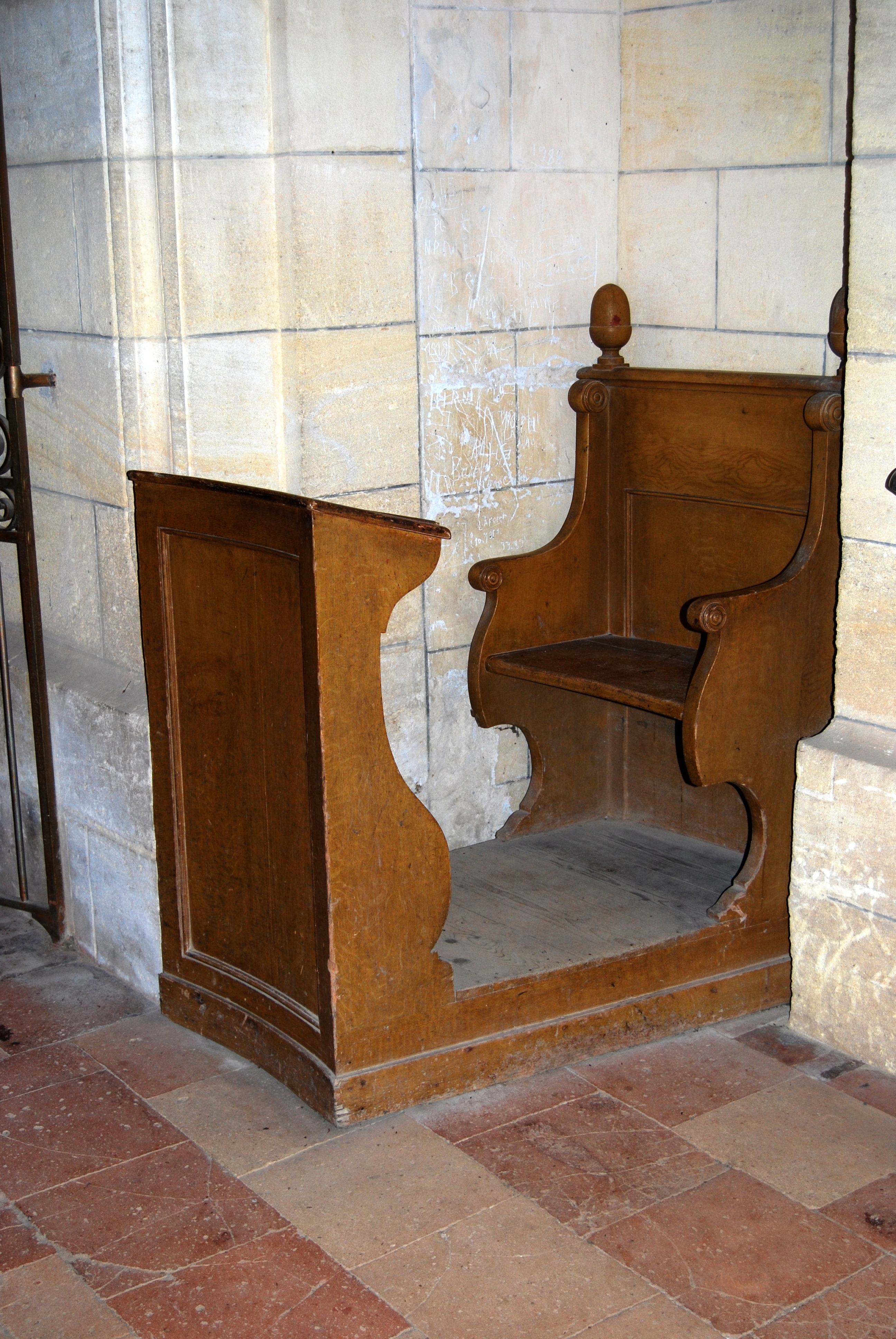
Stalle sud

### Le bas-côté - la chapelle Notre-Dame
Les vitraux de la chapelle datent du XIXe siècle. Ils évoquent la vie de sainte Germaine de Pibrac.
Le tableau, placé sur le mur occidental de la chapelle provient de l'ancien retable du maître autel de l'église, de 1691 à 1864. La toile représente le calvaire de saint Pierre.
Au-dessous du tableau sont les fonts baptismaux, en pierre, du XVIIe siècle.
La litre funéraire qui se trouve sur le mur occidental et qui encadre la toile, date de l'enterrement de Guillaume d'Affis, baron de Langoiran et président à mortier au Parlement de Bordeaux, décédé dans son château de Langoiran en 1692.
Contre le mur méridional, se trouve un confessionnal du XVIIe siècle et une statue de la Vierge.

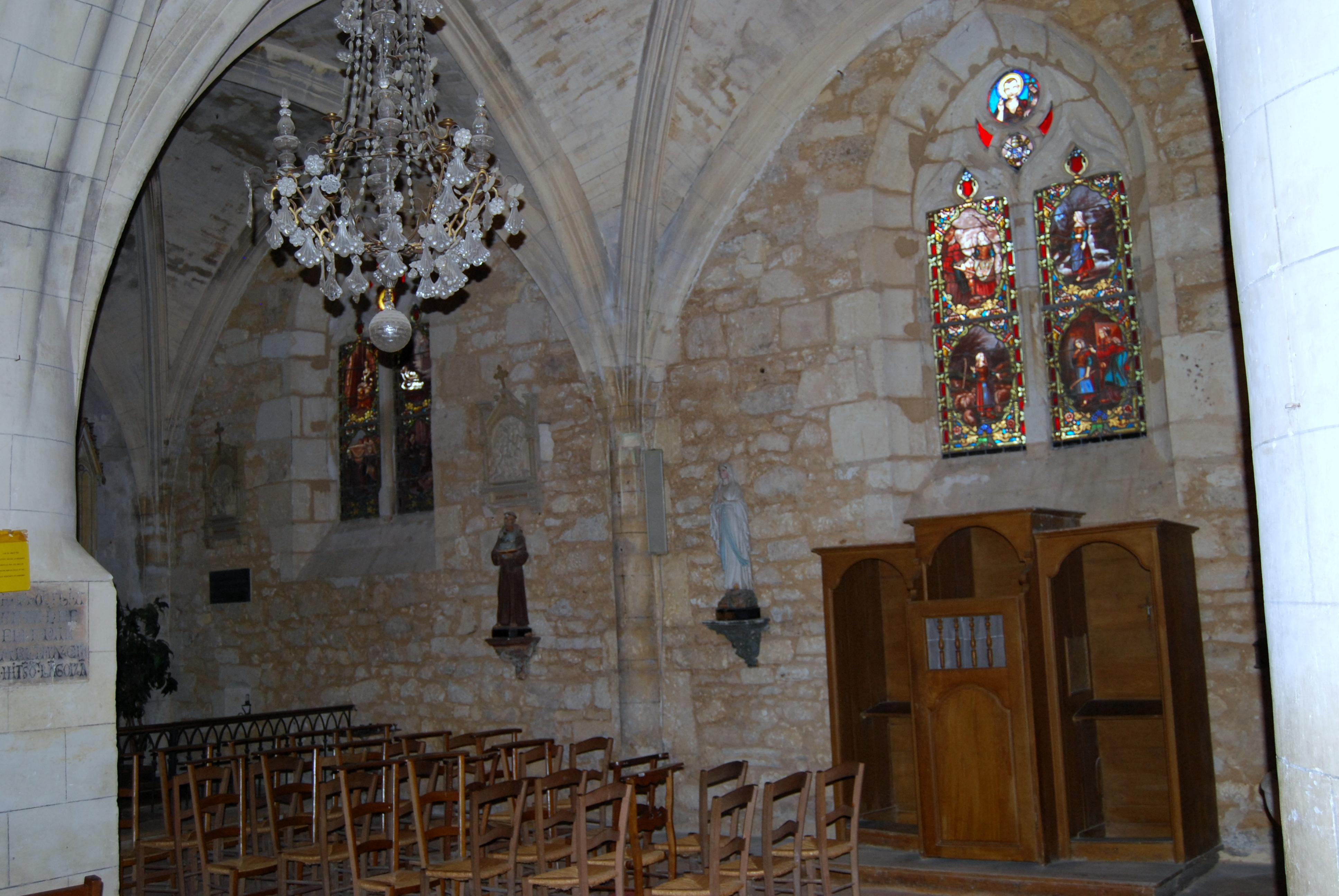
Bas-côté vu de l'est
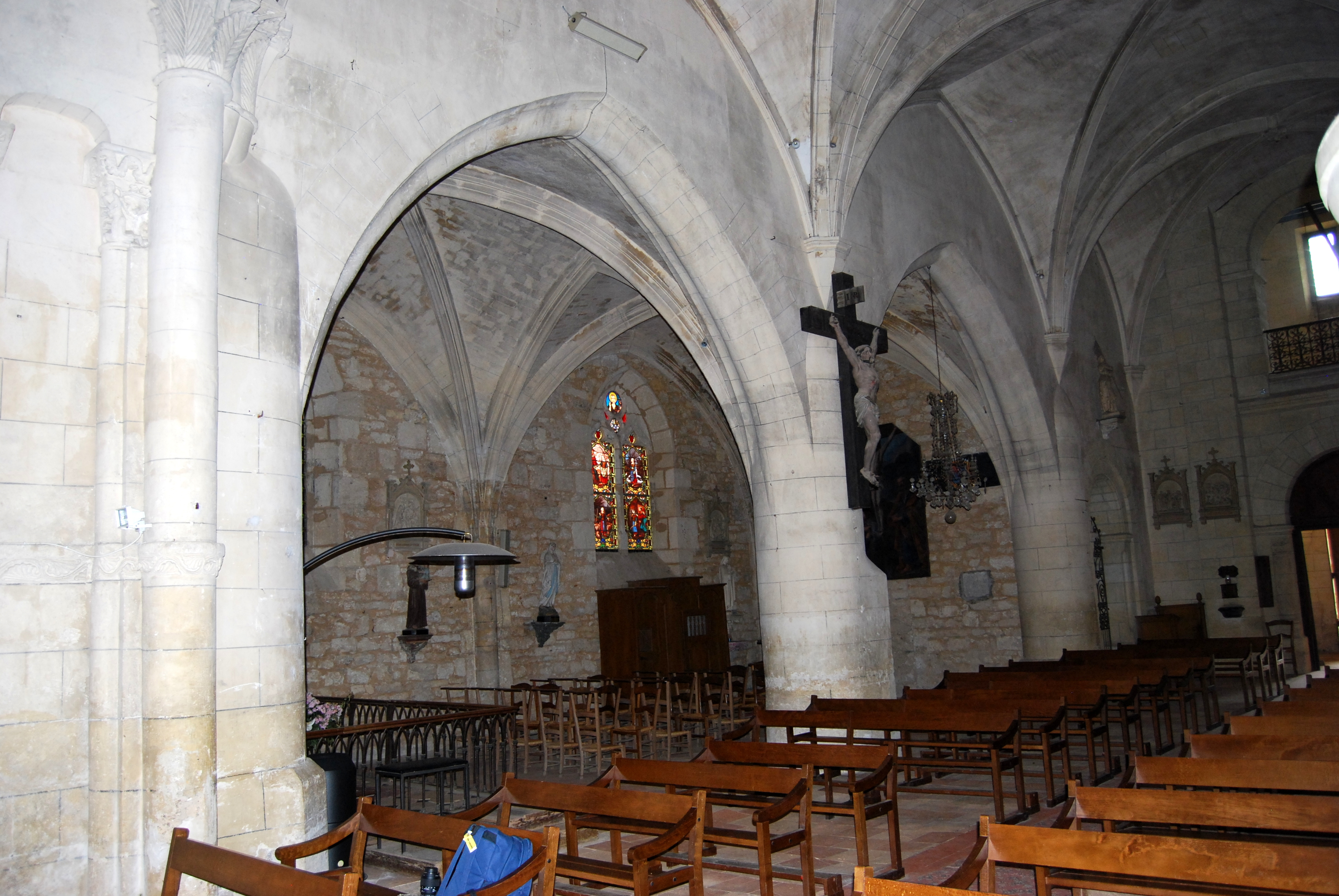
Bas-côté vu de l'ouest
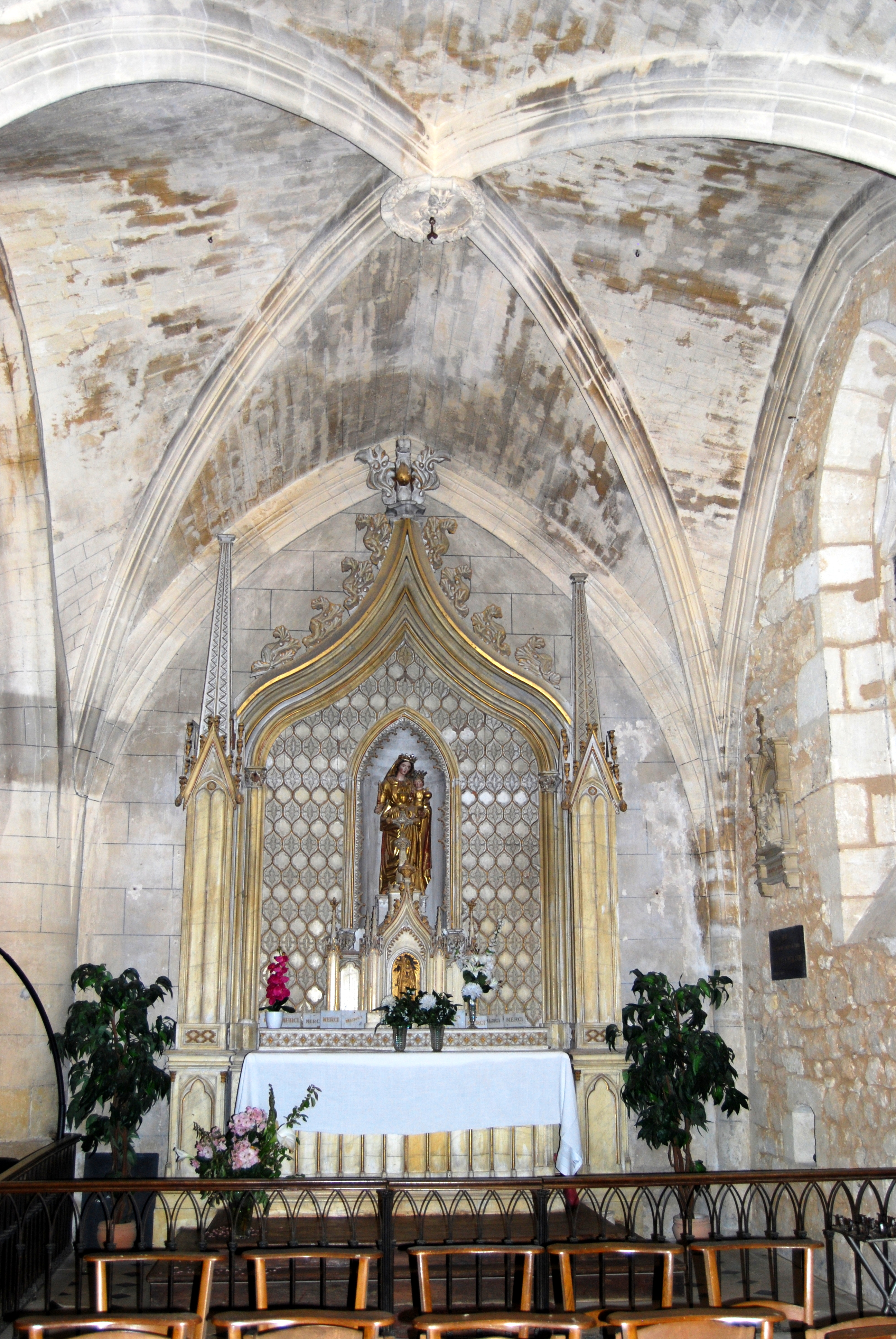
Autel dédié à Notre-Dame
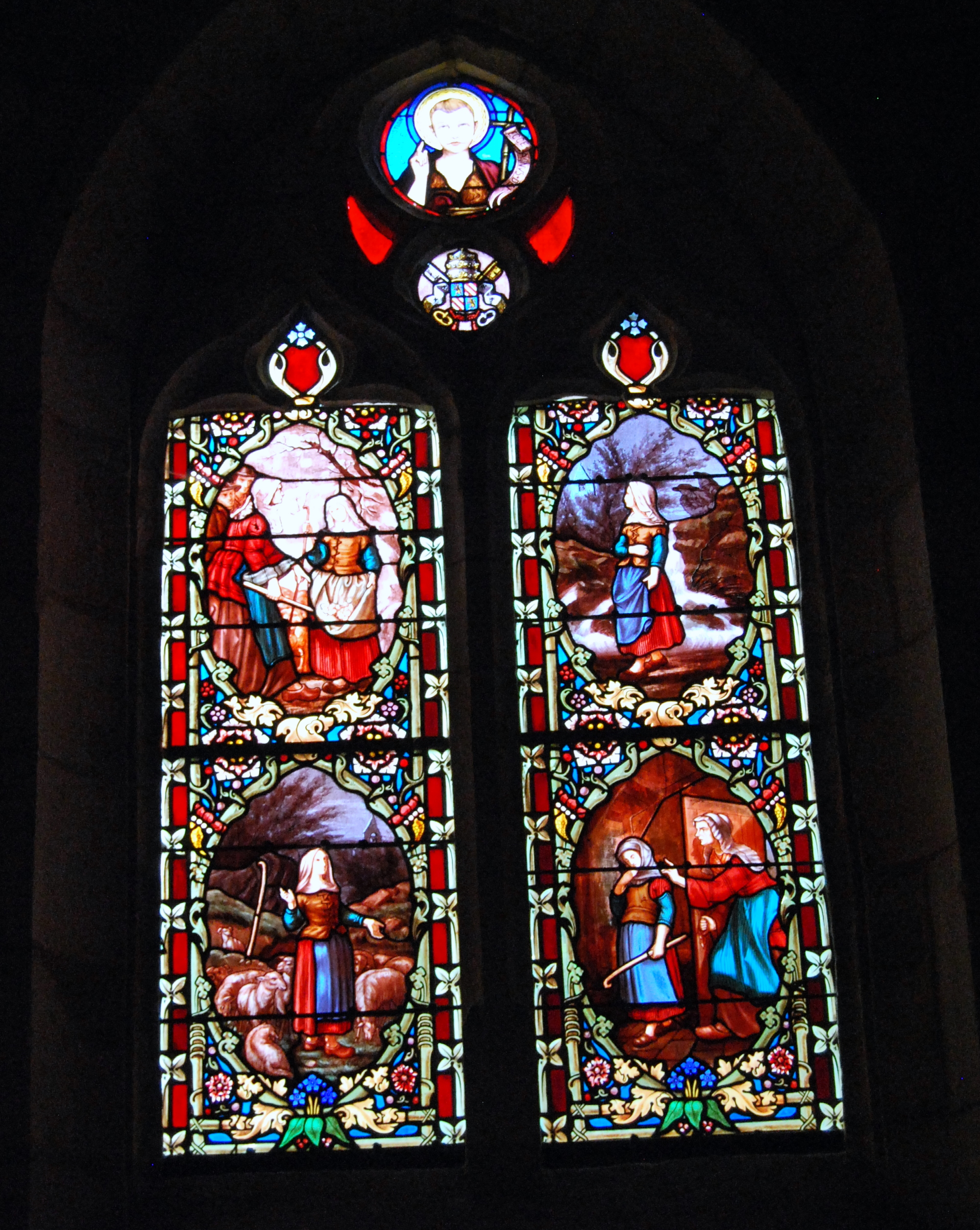
Vitrail sud-ouest
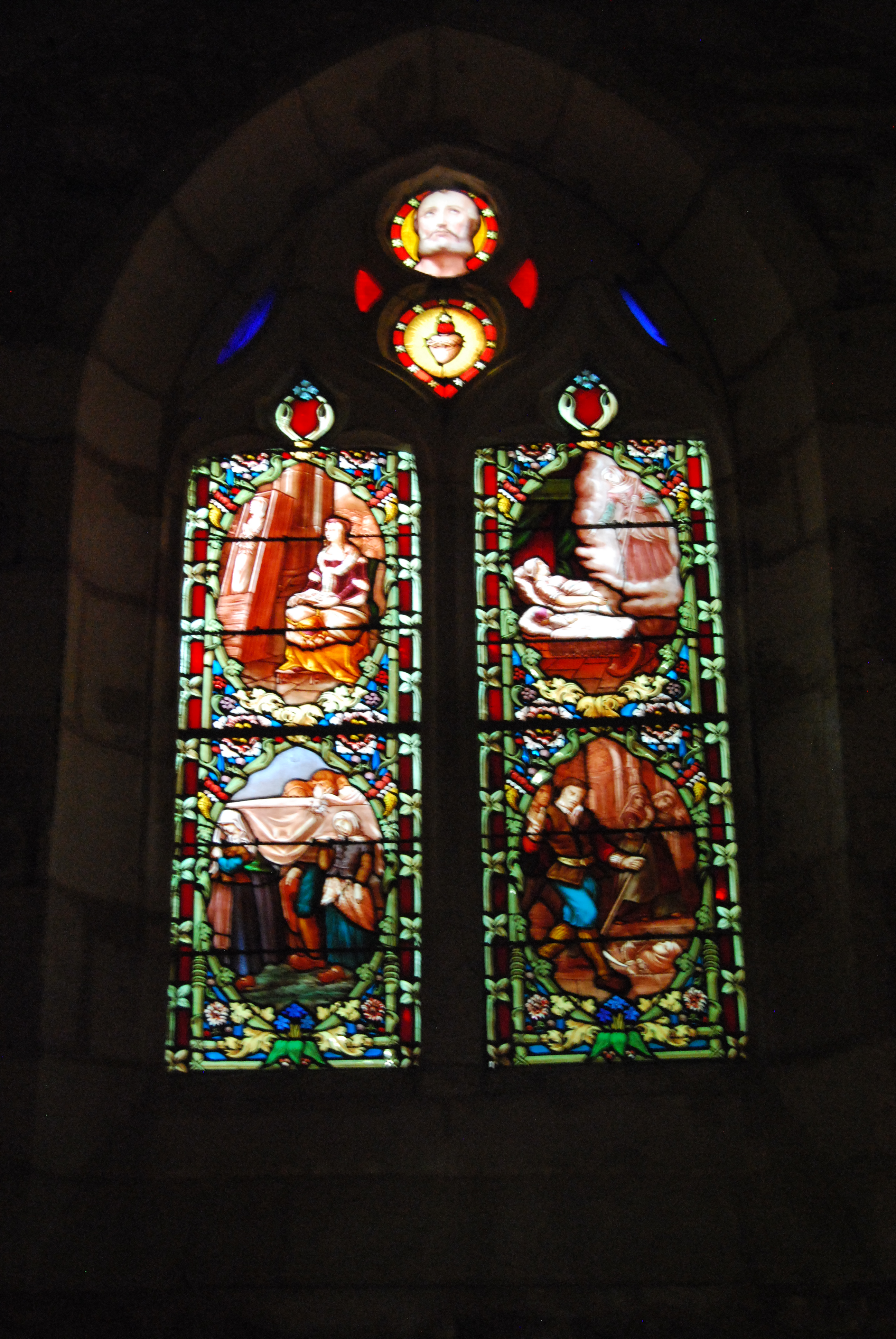
Vitrail sud-est

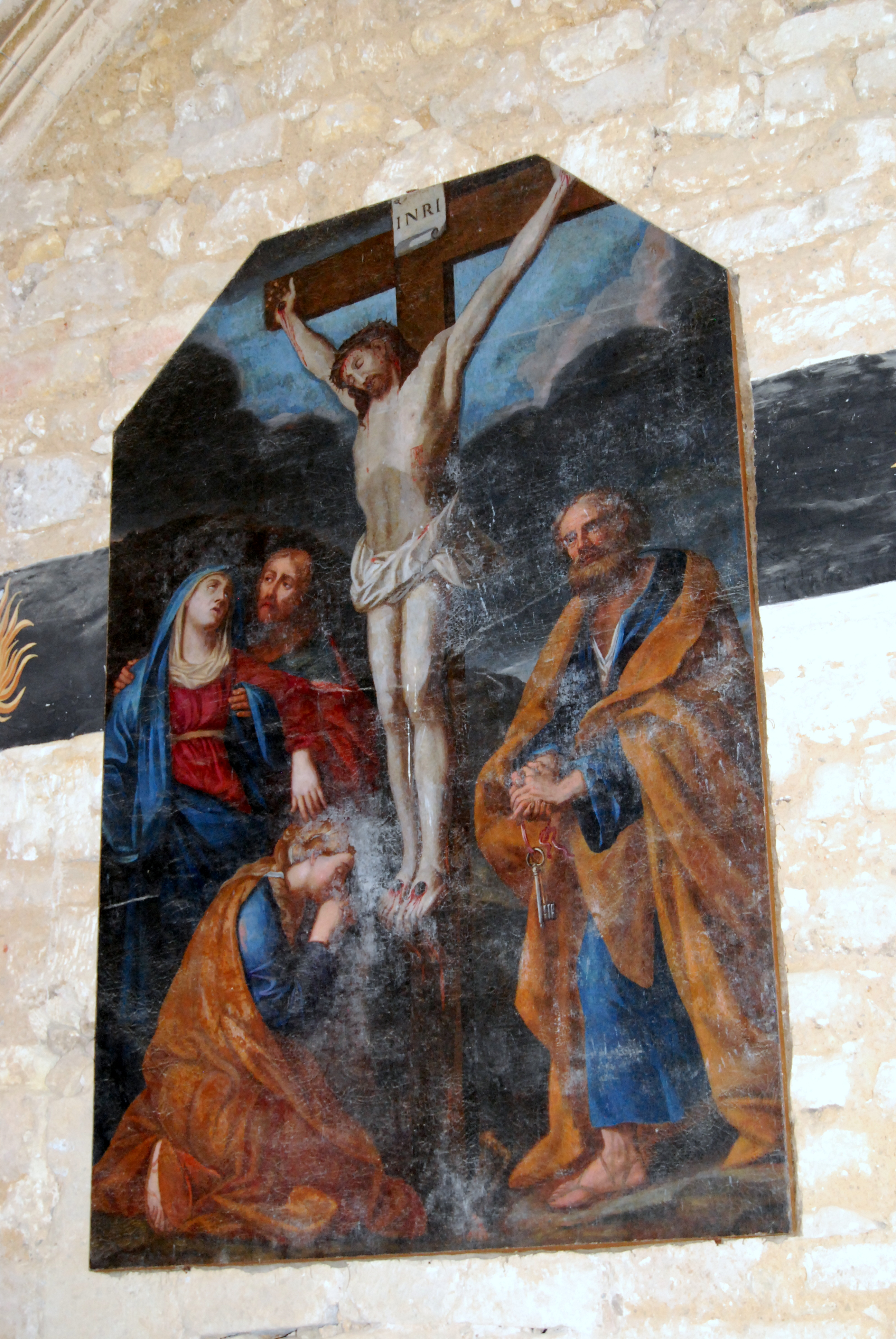
Tableau de l'ancien retable
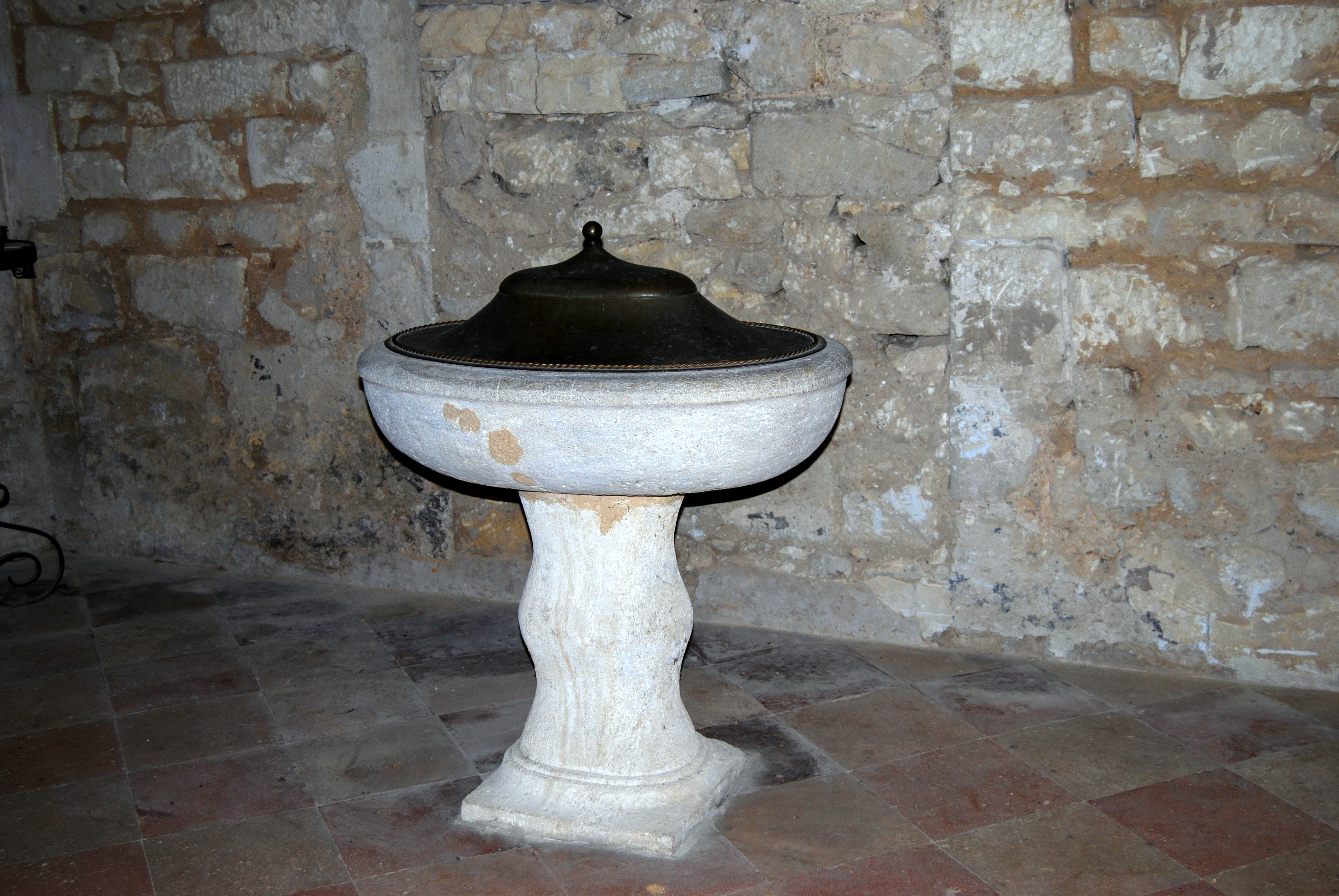
Fonts baptismaux
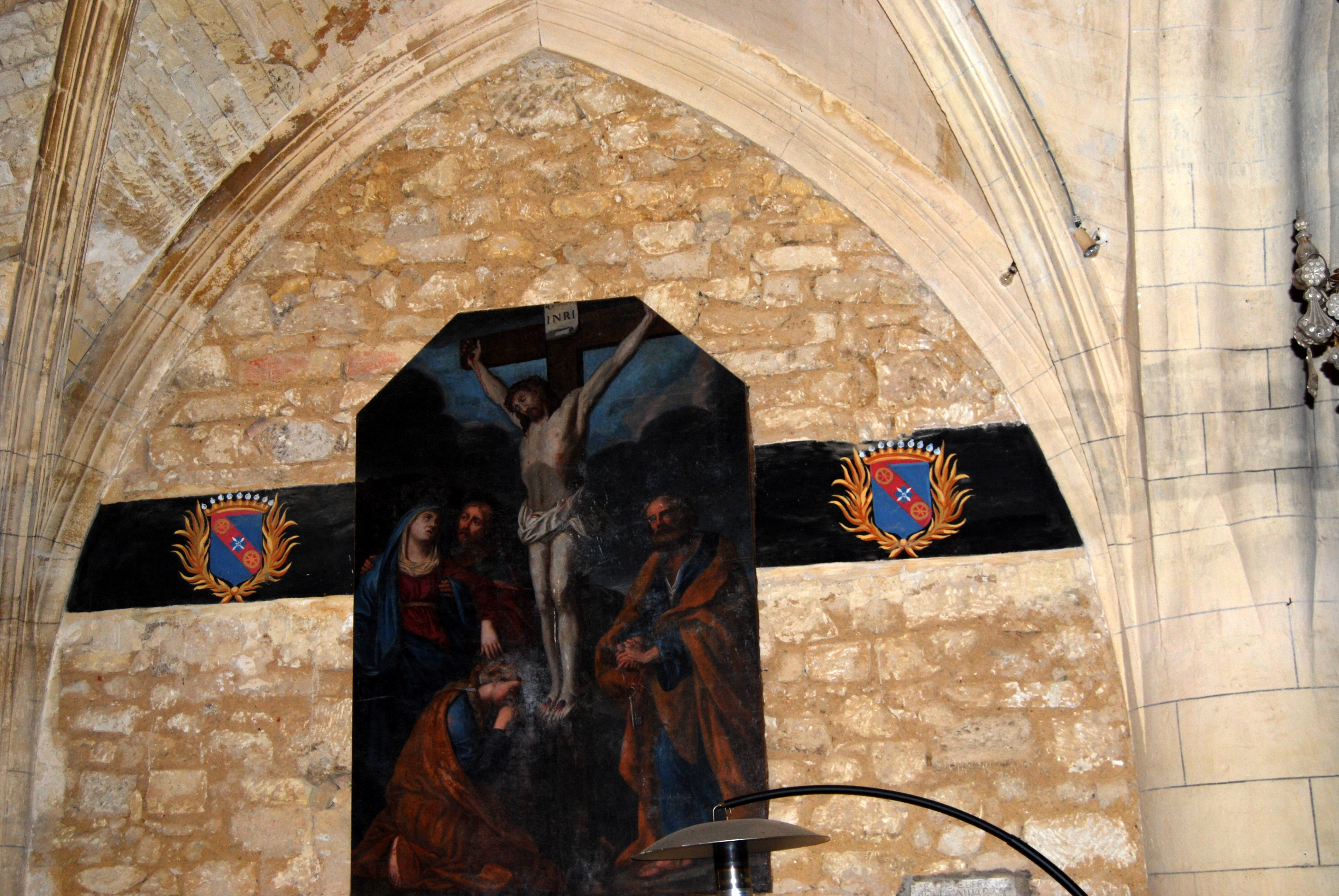
Litre funéraire
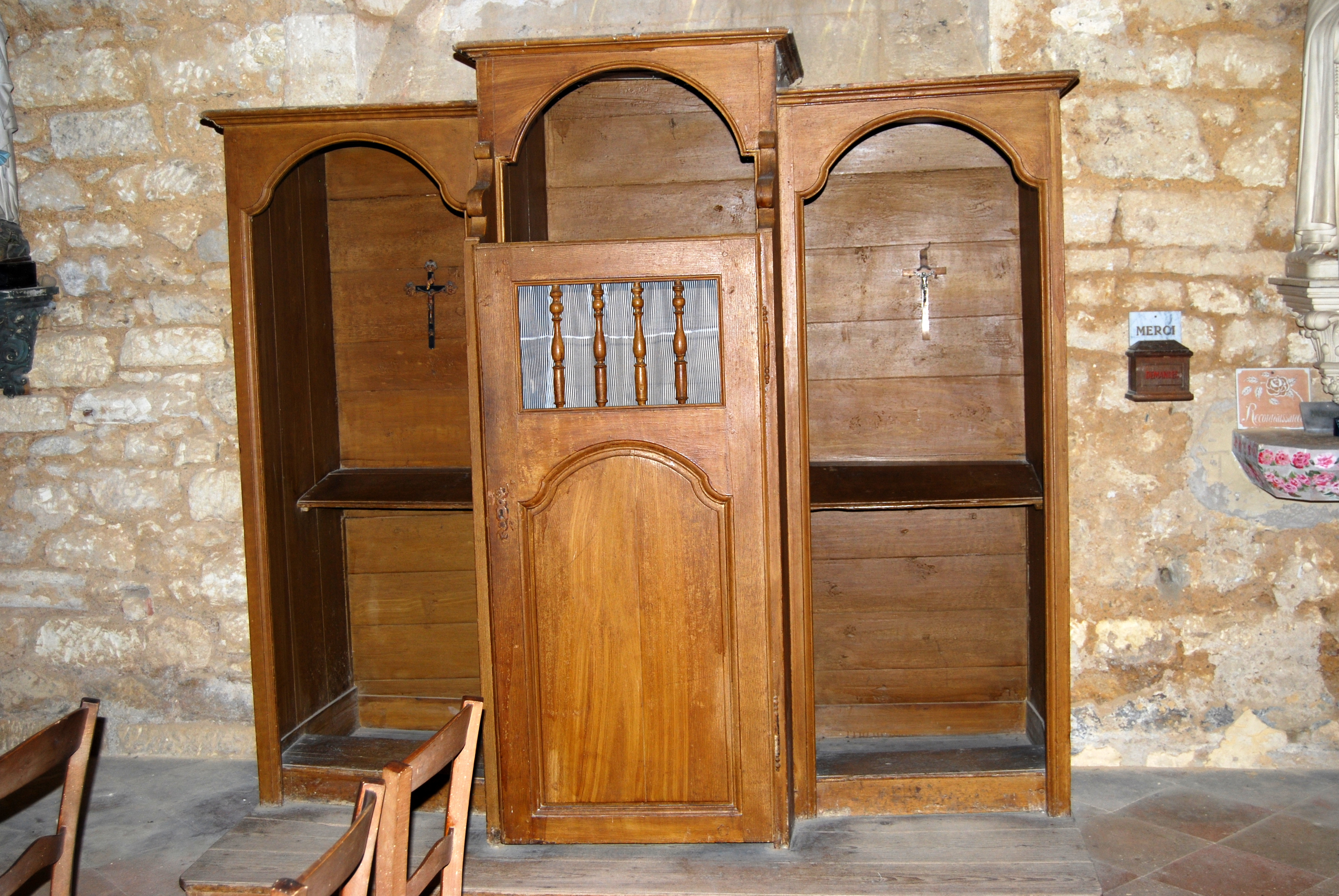
Le confessionnal
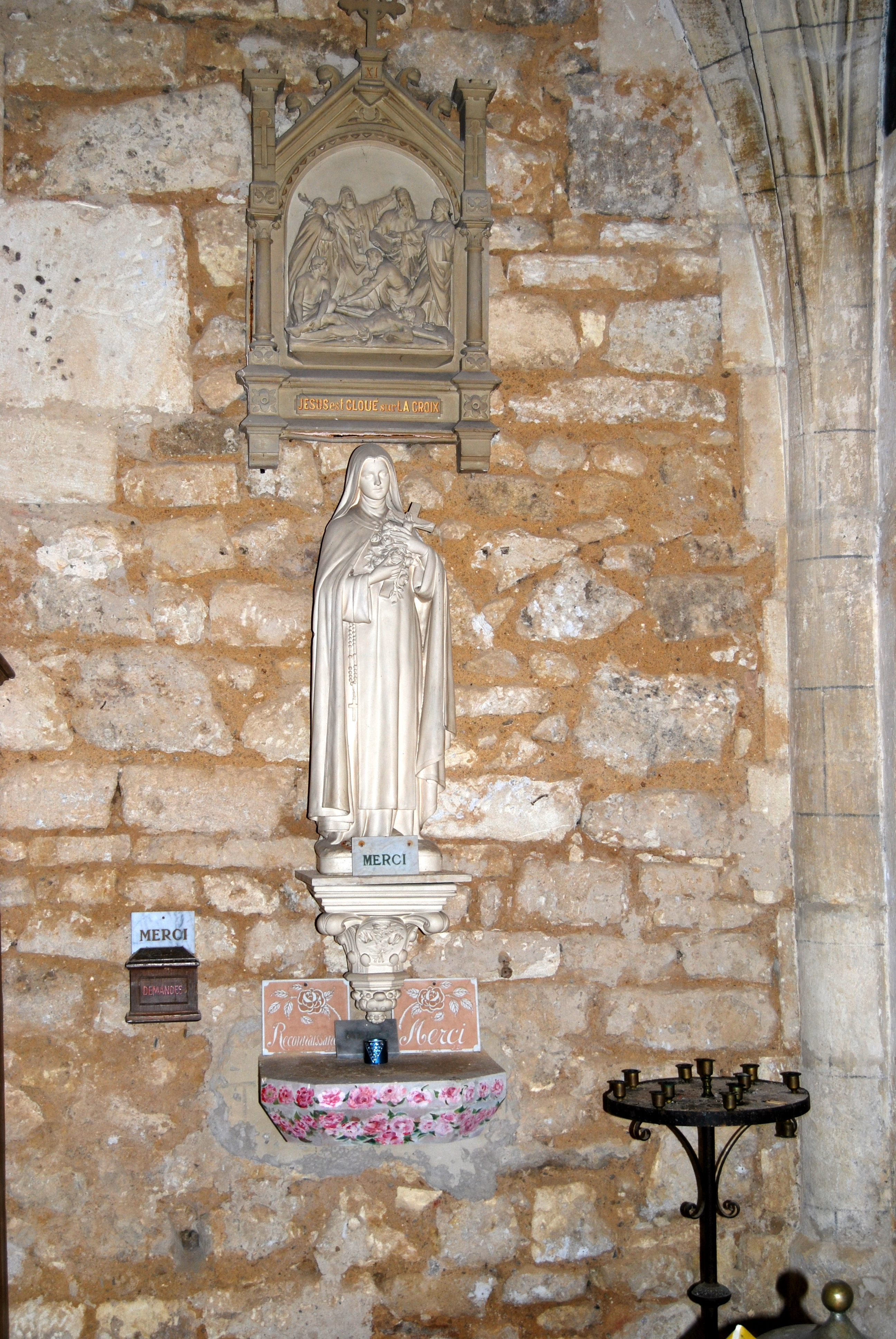
Statue de la Vierge